# Catedral de Sevilla
La Santa, Metropolitana y Patriarcal Iglesia Catedral de Santa María de la Sede y de la Asunción de Sevilla; más conocida como catedral de Sevilla, es una iglesia catedral de culto cristiano católico, sede de la archidiócesis de Sevilla. Su estructura es de arquitectura gótica, con añadidos renacentistas. La Unesco la declaró en 1987, junto al Real Alcázar y el Archivo de Indias, Patrimonio de la Humanidad y, el 25 de julio de 2010, Bien de Valor Universal Excepcional. En 1988 el Libro Guinness de los Récords certificó que era la catedral con mayor superficie del mundo.En 2017 recibió 1 934 373 visitantes, siendo así el quinto monumento más visitado de España, en 2023 superó los dos millones de visitas.
Según la tradición, la construcción se inició en 1401, aunque no existe constancia documental del comienzo de los trabajos hasta 1433. La edificación se realizó en el solar que quedó tras la demolición de la antigua mezquita aljama de Sevilla, ya en mal estado después de servir durante más de ciento cincuenta años como catedral cristiana. De la antigua mezquita se conservan el alminar (la Giralda) y el patio (patio de los Naranjos). Uno de los primeros maestros de obras fue el maestre Carlín (Charles Galter), procedente de Normandía (Francia), que había trabajado previamente en otras grandes catedrales góticas europeas y llegó a España, según se cree, huyendo de la guerra de los Cien Años. El 10 de octubre de 1506 se procedió a la colocación de la piedra postrera en la parte más alta del cimborrio, con lo que simbólicamente la catedral quedó finalizada, aunque siguieron efectuándose trabajos de forma ininterrumpida a lo largo de los siglos, tanto para la decoración interior, como para añadir nuevas dependencias o consolidar y restaurar los desperfectos ocasionados por el paso del tiempo, o circunstancias extraordinarias, entre las que cabe destacar el terremoto de Lisboa de 1755 que produjo únicamente daños menores a pesar de su intensidad. En estas obras intervinieron los arquitectos Diego de Riaño, Martín de Gainza y Asensio de Maeda. También en esta etapa Hernán Ruiz edificó el último cuerpo de la Giralda. La catedral y sus dependencias quedaron terminadas en 1593.
El Cabildo Metropolitano mantiene la liturgia diaria y la celebración de las festividades del Corpus, la Inmaculada y la Virgen de los Reyes. La festividad de la Virgen de los Reyes es el 15 de agosto. El templo acoge los restos mortales de Cristóbal Colón y de tres de los seis reyes castellanos de la Casa de Borgoña: Fernando III el Santo, su hijo Alfonso X el Sabio, y Pedro I el Cruel.

## Historia

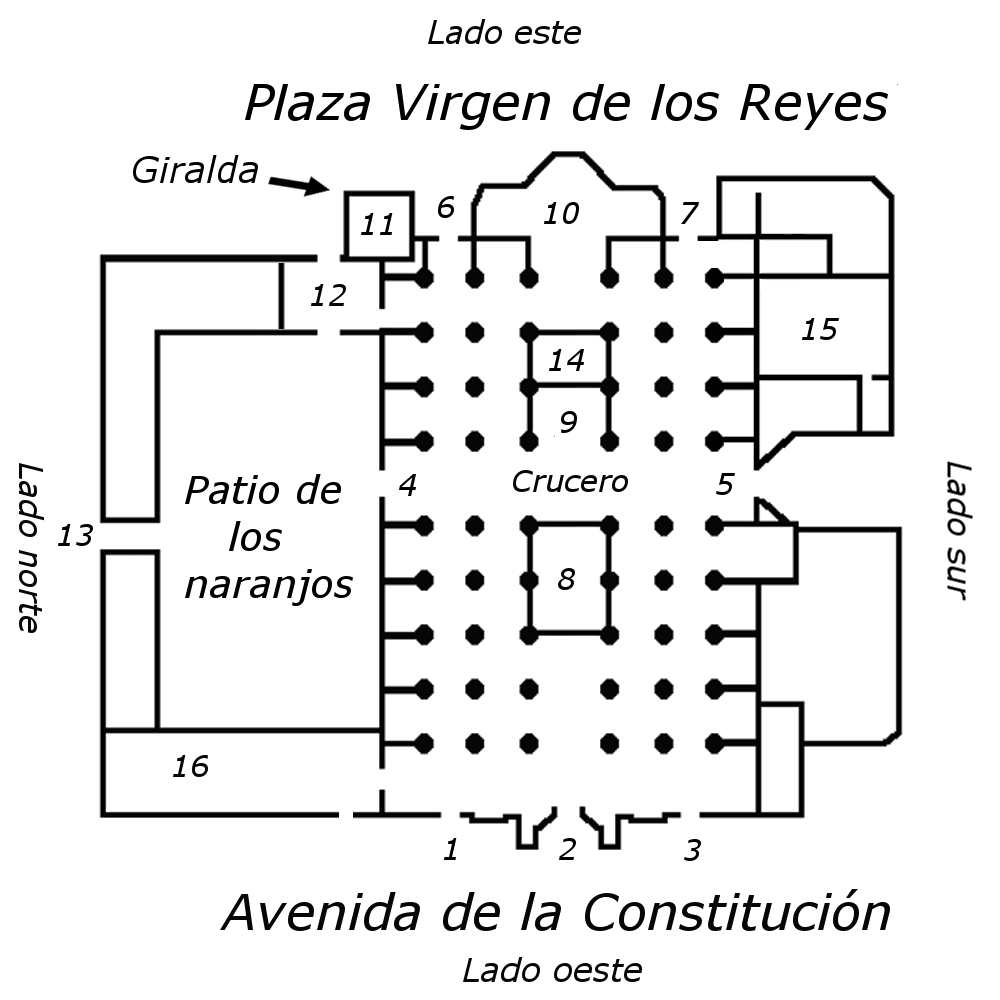
Plano de la catedral de Sevilla

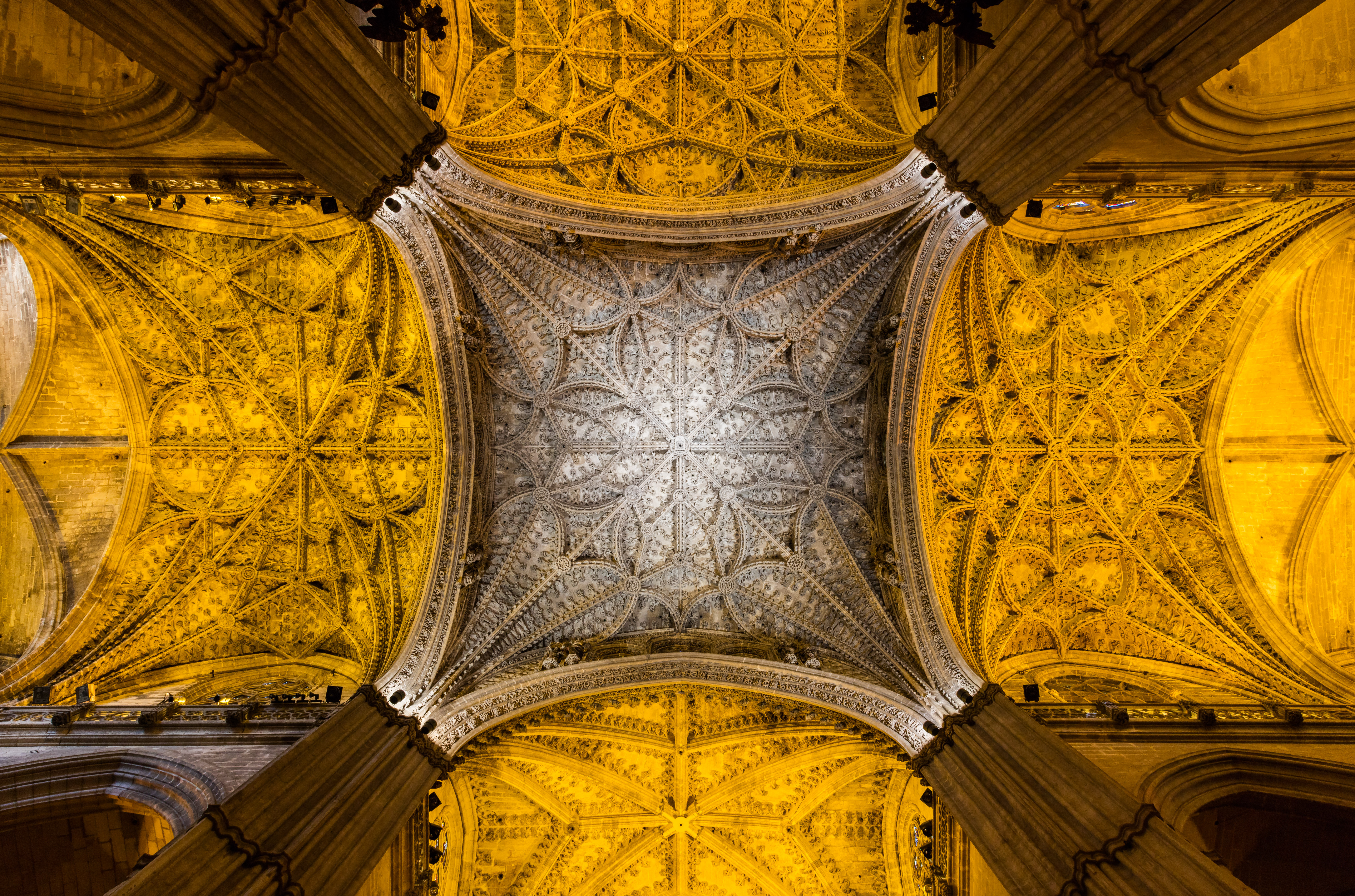
Bóveda de estrella, frente a la Capilla Mayor

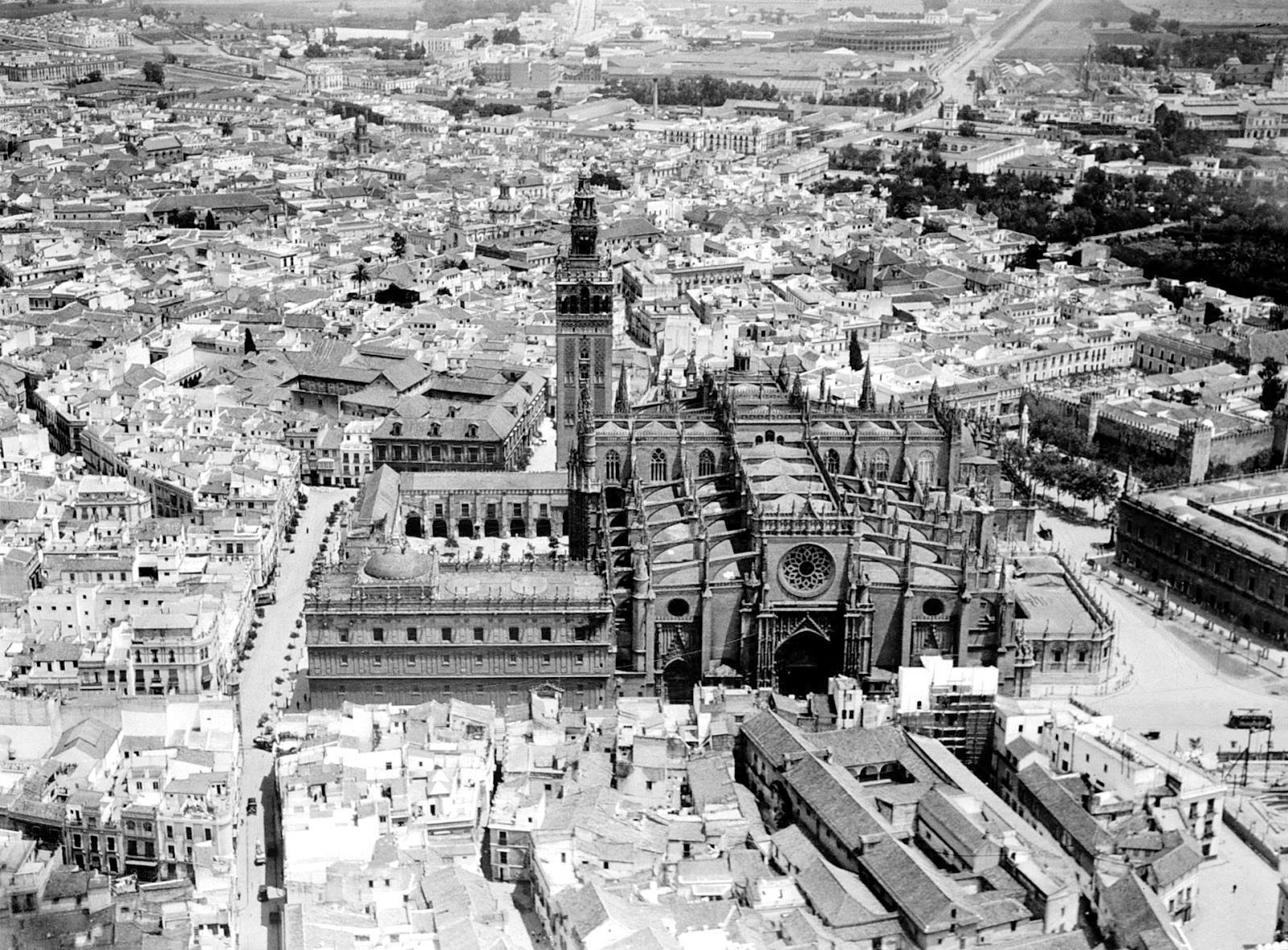
Foto de la catedral en 1927

### Periodo almohade (1172-1248)
Durante la administración musulmana, el califa almohade Abu Yacub Jusuf ordenó la construcción de una gran mezquita en Sevilla en los terrenos que actualmente ocupa la catedral.
Los trabajos se prolongaron entre abril de 1172 y marzo de 1198, aunque se inauguró el 30 de abril de 1182.
La dirección de las obras fue encargada al prestigioso arquitecto de origen andalusí Ahmad Ben Baso, el mismo que edificó los palacios de la Buhayra en Sevilla, el cual construyó un hermoso edificio de planta rectangular de 113 x 135 m y con una superficie de más 15 000 m². Poseía 17 naves adornadas con arcos de herradura y un amplio patio, el sahn que aún se conserva con el nombre de patio de los Naranjos. La actual puerta del Perdón daba acceso al recinto.

### Periodo mudéjar (1248-1401)
Tras la conquista de la ciudad por los cristianos el 23 de noviembre de 1248, la mezquita mayor fue consagrada con la advocación de Santa María de la Asunción. También ha sido denominada oficialmente como catedral de Santa María de la Sede, advocación de una Virgen sedente del siglo XIII que alberga este templo. Pasó a ser la catedral de la archidiócesis con pequeños cambios, como el de una Capilla Real donde se enterraron diferentes monarcas y familiares, entre ellos Fernando III, su esposa Beatriz de Suabia y el hijo de ambos Alfonso X.
Los cristianos utilizaron durante más de ciento cincuenta años el edificio musulmán. A partir de 1401 se pensó en un nuevo templo de formas totalmente cristianas, por lo que con el pretexto de que la mezquita se encontraba en estado ruinoso, se procedió a demolerla.

### Gótica (1401-1528)

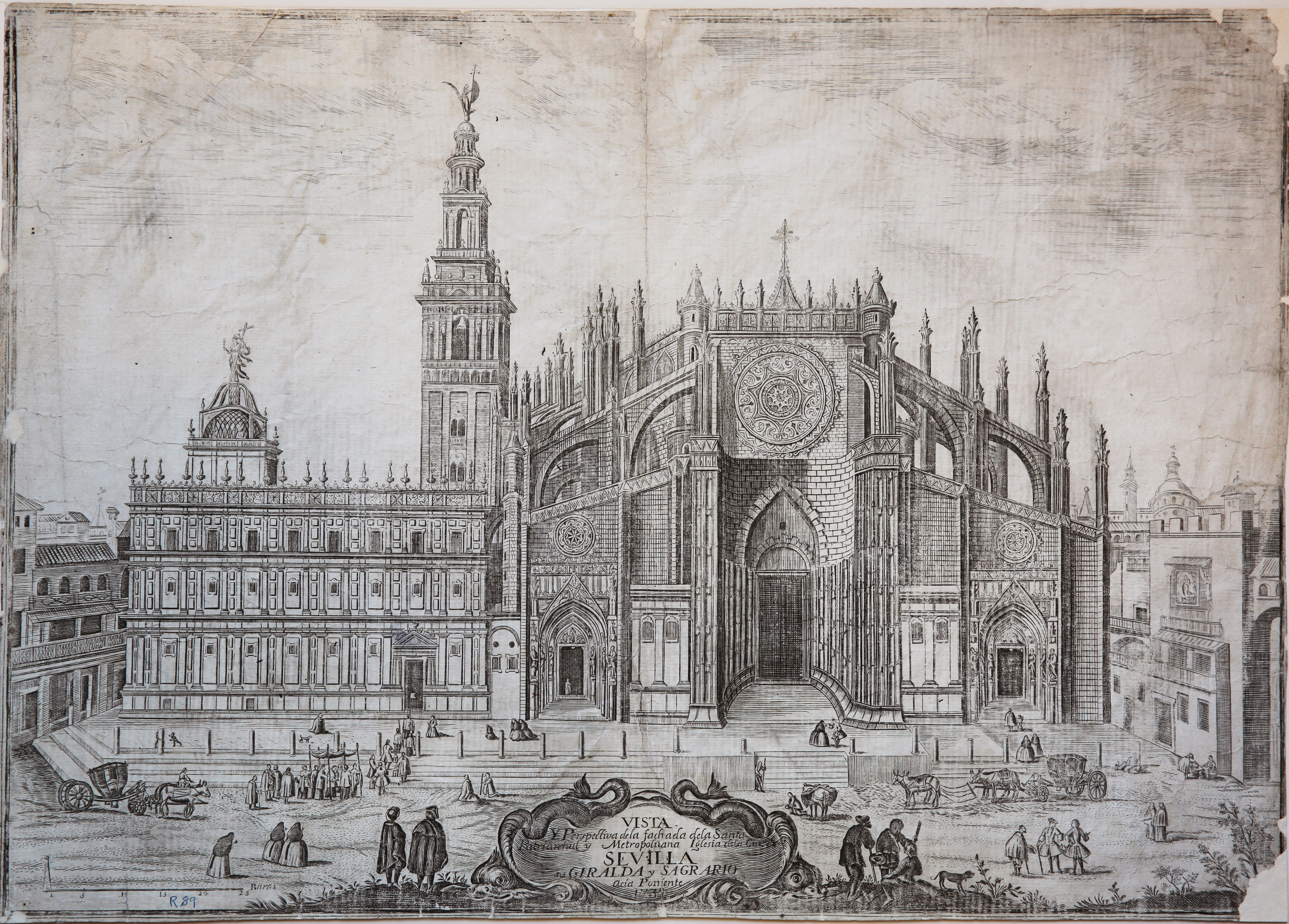
Vista histórica de la fachada occidental de la catedral en 1738. Grabado de Pedro Tortolero

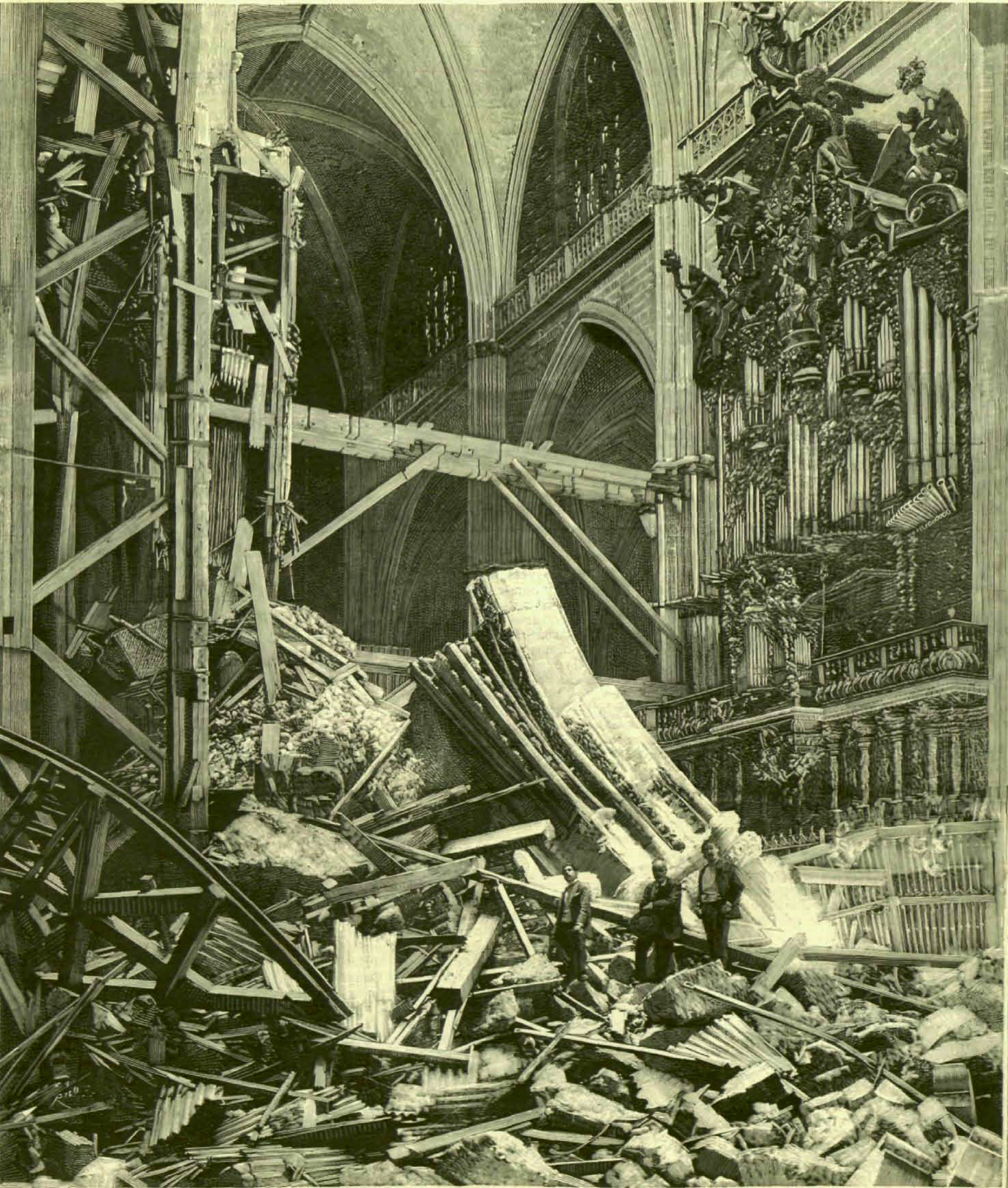
En 1888 se produjo un derrumbe de una de las bóvedas provocado por la rotura de un pilar

El cabildo catedralicio decidió el 8 de julio de 1401 construir un nuevo templo, pues la antigua mezquita almohade se encontraba mal conservada después del terremoto ocurrido en 1356 que la afectó gravemente. Según la tradición oral sevillana la decisión de los canónigos habría sido: «Hagamos una iglesia tan hermosa y tan grandiosa que los que la vieren labrada nos tengan por locos» y según el acta capitular de aquel día la nueva obra debía ser «una tal y tan buena, que no haya otra su igual».
Las obras se iniciaron en 1434, y se prolongaron en esta fase hasta 1506. Se cree que el primitivo proyecto de la obra se debió al maestro Alonso Martínez. Posteriormente fueron maestro de obras Ysambarte y en 1439 el francés Carlín (Charles Gauter de Rúan) que se hizo cargo de los trabajos con un salario de mil maravedíes anuales, creyéndose que estuvo al frente de los mismos hasta su muerte hacia 1448, su sucesor fue el cantero Juan Normant. Entre 1498 y 1512 ejerció el cargo de maestro mayor Alonso Rodríguez. Todos los maestros mayores y aparejadores que dirigieron la obra forman una cadena en la que cada uno colaboró durante varios años con el maestro anterior antes de acceder a la dirección, incluso Ysambarte y Carlín se conocían previamente.

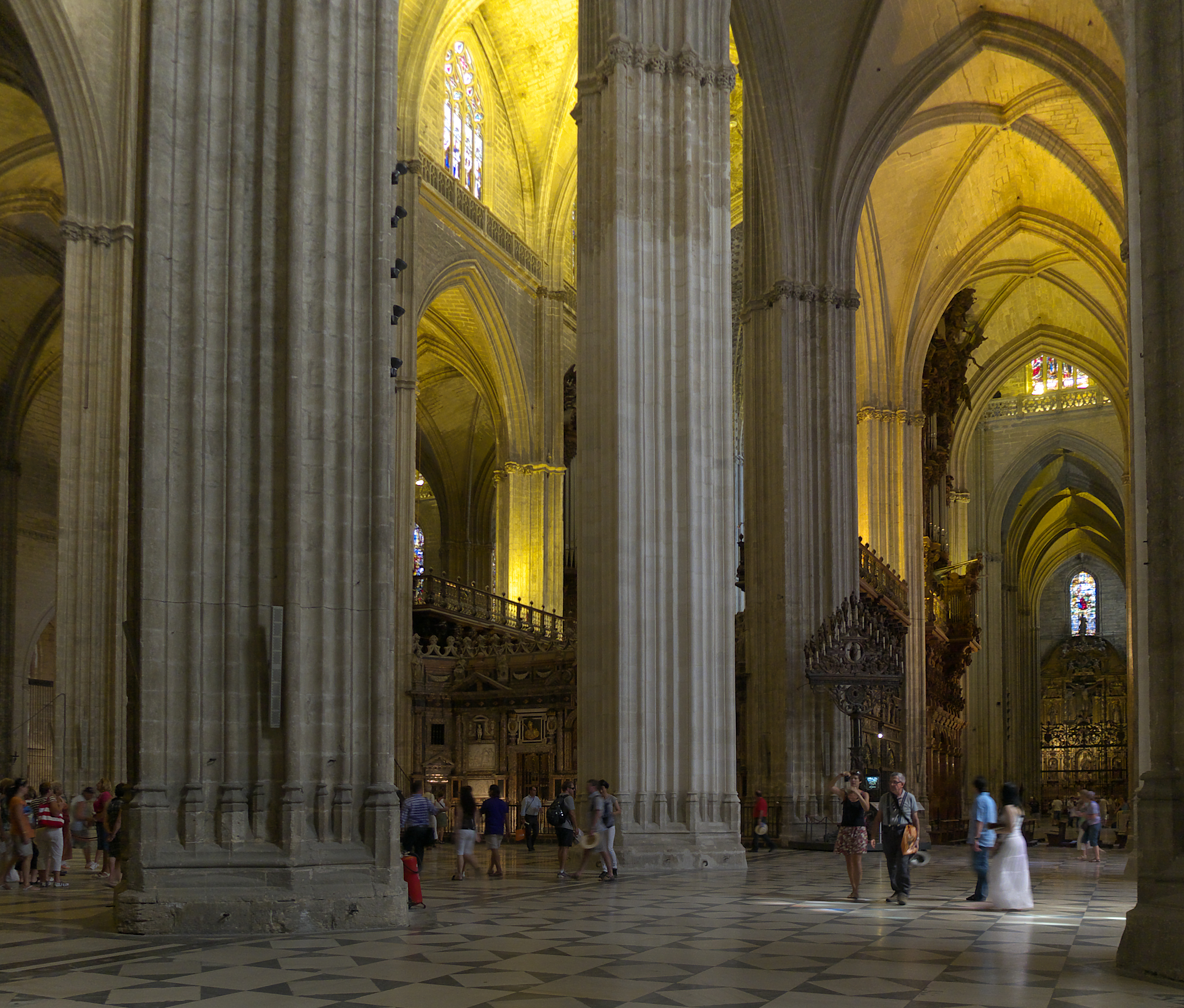
Naves en el interior

El día 6 de octubre del año 1506, tuvo lugar la ceremonia oficial para celebrar la conclusión de la obra, en la que se colocó la "piedra postrera" en la parte más alta del cimborio. Se invitó al arzobispo Diego de Deza a participar en el acto, aunque se excusó por encontrarse demasiado viejo para subir y lo presenció como espectador desde la capilla de la Virgen de la Antigua. No se pudieron realizar celebraciones por haber fallecido dos semanas antes el rey Felipe I de Castilla (Felipe el Hermoso). Al año siguiente, 1507, tuvo lugar la consagración del templo, aunque quedaron pendientes algunas obras por concluir. El resultado final fue un grandioso templo gótico de enormes dimensiones y riguroso diseño. El 28 de diciembre de 1511, cuatro años después de la consagración del templo, falló uno de los enormes pilares y se produjo un derrumbe que afectó al cimborrio que cubría el crucero, todo al parecer causado por el peso excesivo de la estructura. Se destituyó a Alonso Rodríguez y  tras un detenido estudio de las posibles soluciones, el arquitecto Juan Gil de Hontañón, siguiendo el marco estilístico inicial, diseñó una nueva cúpula que se completó en el año 1517. Este cimborrio se desplomó 370 años más tarde, el 1 de agosto de 1888, volviéndose a reconstruir por el arquitecto Joaquín Fernández con igual forma, tal como se ve en la actualidad.

### Renacentista (1528-1593)

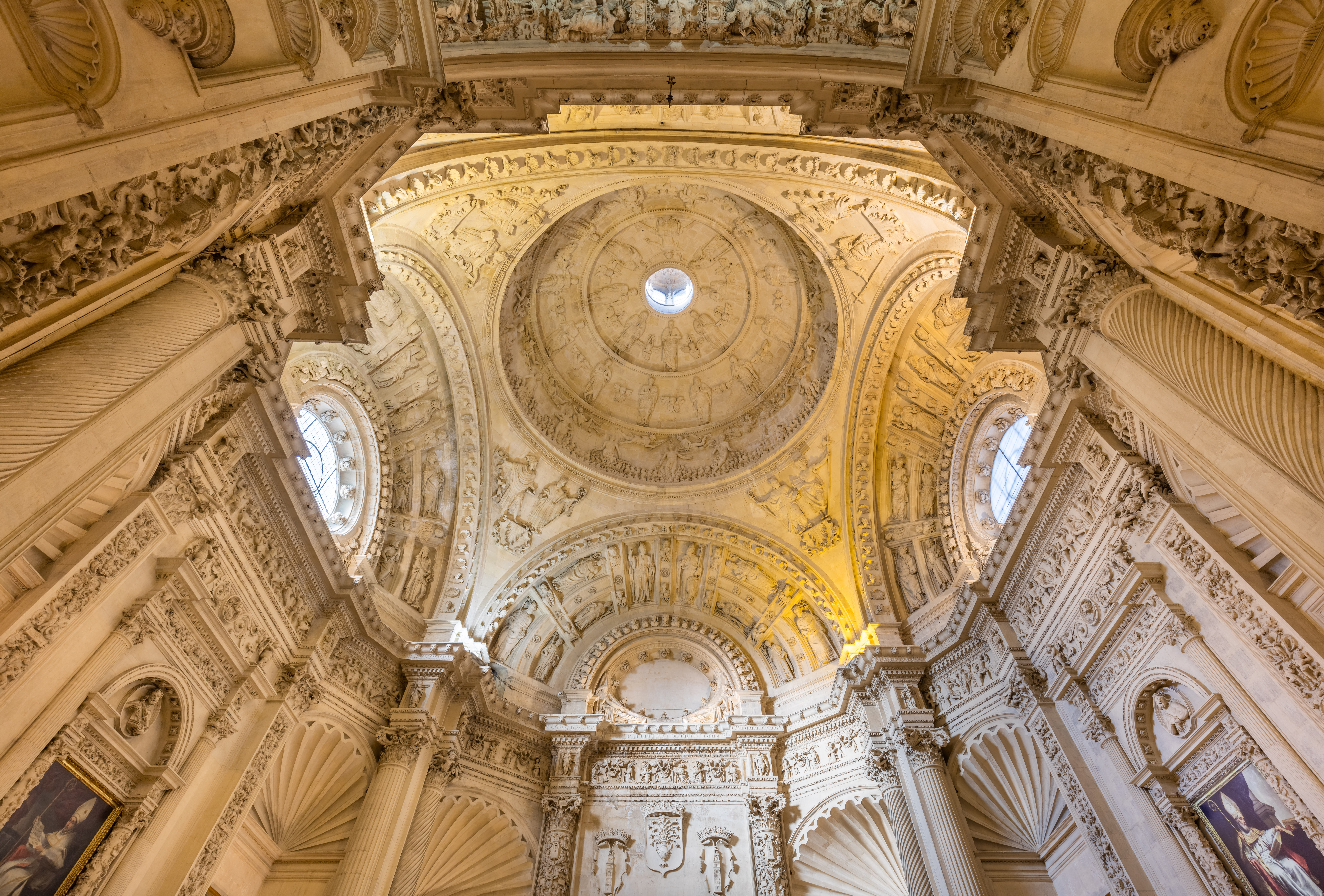
Cúpula de la Sacristía Mayor

Corresponde al periodo iniciado en 1528, en que se construyeron una serie de dependencias anexas al templo gótico, como la Sacristía mayor, la Sala Capitular y la Capilla Real y se terminaron otras como la Sacristía de los Cálices y las Capillas de los Alabastros. En estas obras intervinieron los arquitectos Diego de Riaño, Martín de Gainza y Asensio de Maeda. También en esta etapa Hernán Ruiz edificó el último cuerpo de la Giralda. La catedral y sus dependencias quedaron terminadas en 1593.

### Barroca (1618-1758)
En esta fase se construyó la iglesia del Sagrario (1618-1663) por Miguel de Zumárraga; se trata en realidad de una iglesia independiente de la catedral, aunque se encuentra anexa a la misma y se comunica con ella. A este edificio le acompañaron en el mismo estilo una serie de pequeños agregados en el frente de Poniente.

### Académica (1758-1823)
Durante esta fase predomina el estilo neoclásico. Se construyeron diversas dependencias situadas en la zona suroeste del templo, entre la actual avenida de la constitución y el Archivo de Indias. Entre los años 1762 y 1797 se procedió al derribo de los edificios que unían el monumento al caserío de la ciudad, para conseguir que la manzana que ocupa estuviera totalmente independiente. Los principales arquitectos que intervinieron en las obras fueron Manuel Núñez y Fernando de Rosales.

### Neogótica (1825-1928)
Este periodo comprende desde 1825 hasta 1928. Durante el mismo se terminaron partes del edificio que habían quedado inconclusas, procurando en todo momento mantenerse lo más próximo posible al diseño gótico original. Continuando el proyecto del arquitecto Demetrio de los Ríos del año 1866, las puertas de la Concepción y la de San Cristóbal o del Príncipe, fueron acabadas por Adolfo Fernández Casanova entre 1895 y 1917. También se realizaron diferentes trabajos de restauración. Inició esta etapa Fernando de Rosales y la cerró Javier de Luque.

### La catedral en elsigloXXI
En 2008, la investigadora de la Universidad de Cantabria Begoña Alonso Ruiz encontró el plano más antiguo que se conoce de la catedral de Sevilla en el Monasterio de Bidaurreta de Oñate (Guipúzcoa), el cual se realizó alrededor de 1490. Este plano, una vez estudiado, ha aportado importantes datos sobre la construcción del edificio.
En el año 2017 recibió 1 934 373 visitas, cifras récord, con incrementos progresivos anuales desde el año 2012 en que se vendieron 1 325 749 entradas. Más del 99 % de los turistas que visitan Sevilla están interesados en conocer el templo. El monumento se autofinancia y supone una considerable fuente de ingresos para el Cabildo que destina gran parte de los fondos recaudados a obras de restauración. La situación del edificio en la Avenida de la Constitución, principal vía de acceso al centro histórico de la ciudad, había provocado en las últimas décadas un notable deterioro fisicoquímico de la piedra que se manifestaba por la existencia de densas costras negras en los muros y portadas, como consecuencia de la intensa contaminación del entorno producida por los gases expulsados por los vehículos.
Las importantes actuaciones realizadas en el siglo XXI han consistido en la peatonalización de la Avenida de la Constitución para solventar el problema de la contaminación y la realización de diversos trabajos de restauración, principalmente la limpieza y consolidación de los 141 m de la fachada de poniente, con el objetivo de solucionar la arenización general de la piedra y la oxidación de los materiales férricos. Además se han desmontado y reparado elementos singulares como esculturas, pináculos, gárgolas, flameros y vidrieras que han recibido tratamientos especializados para su recuperación. En el interior del templo se han efectuado trabajos de gran precisión para solucionar el deterioro en la estructura de dos pilares que presentaban grietas que fueron detectadas en 1980. La meticulosa tarea constityó una de las últimas obras de importancia realizadas en el templo. Tuvo lugar en el año 2008 y consistió en la sustitución de 576 sillares (cada uno de los cuales tiene un peso medio de 250 kg) que conformaban uno de los grandiosos pilares que sustentan el templo, sin intervenir en el núcleo central del pilar que mantenía su estabilidad. Los sillares fueron sustituidos por nuevos bloques de piedra de características similares, pero con mucha mayor resistencia. Este difícil trabajo fue posible gracias al empleo de novedosos sistemas tecnológicos que demostraron que el edificio sufría diariamente unas oscilaciones de 2 cm como consecuencia de la dilatación de sus materiales.
En 2011 se inicia la restauración del retablo mayor, trabajo que se prolongó durante treinta meses, e importantes intervenciones sobre la solería de la Capilla Real y la fachada norte del templo que da a la calle Alemanes, actuación que culminó en enero de 2015 con la restauración de la Puerta del Perdón.

## Materiales empleados
En la construcción, como era habitual en la arquitectura gótica, se empleó la piedra como principal material de construcción. La catedral está construida con piedra de más de 20 canteras, siendo la mayoritaria una calcarenita fosilífera de grano grueso procedente de las canteras de la sierra de San Cristóbal del Puerto de Santa María, en la provincia de Cádiz. Le sigue en orden de importancia una roca caliza fosilífera de grano más fino procedente de Espera, también en la provincia de Cádiz, usada sobre todo en los elementos intercalados con la anterior piedra en las cresterías y como principal elemento de construcción en los Archivos que se añadieron en la fachada sur de la catedral en 1918. También se trajeron rocas de Puerto Real, Estepa, Utrera, Morón de la Frontera y otros lugares para zócalos, tracerías, restauraciones, etcétera. Las portadas de la Concepción y del Príncipe fueron realizadas a finales del siglo XIX y principios del siglo XX con piedra de Monóvar, en la provincia de Alicante.

## Giralda

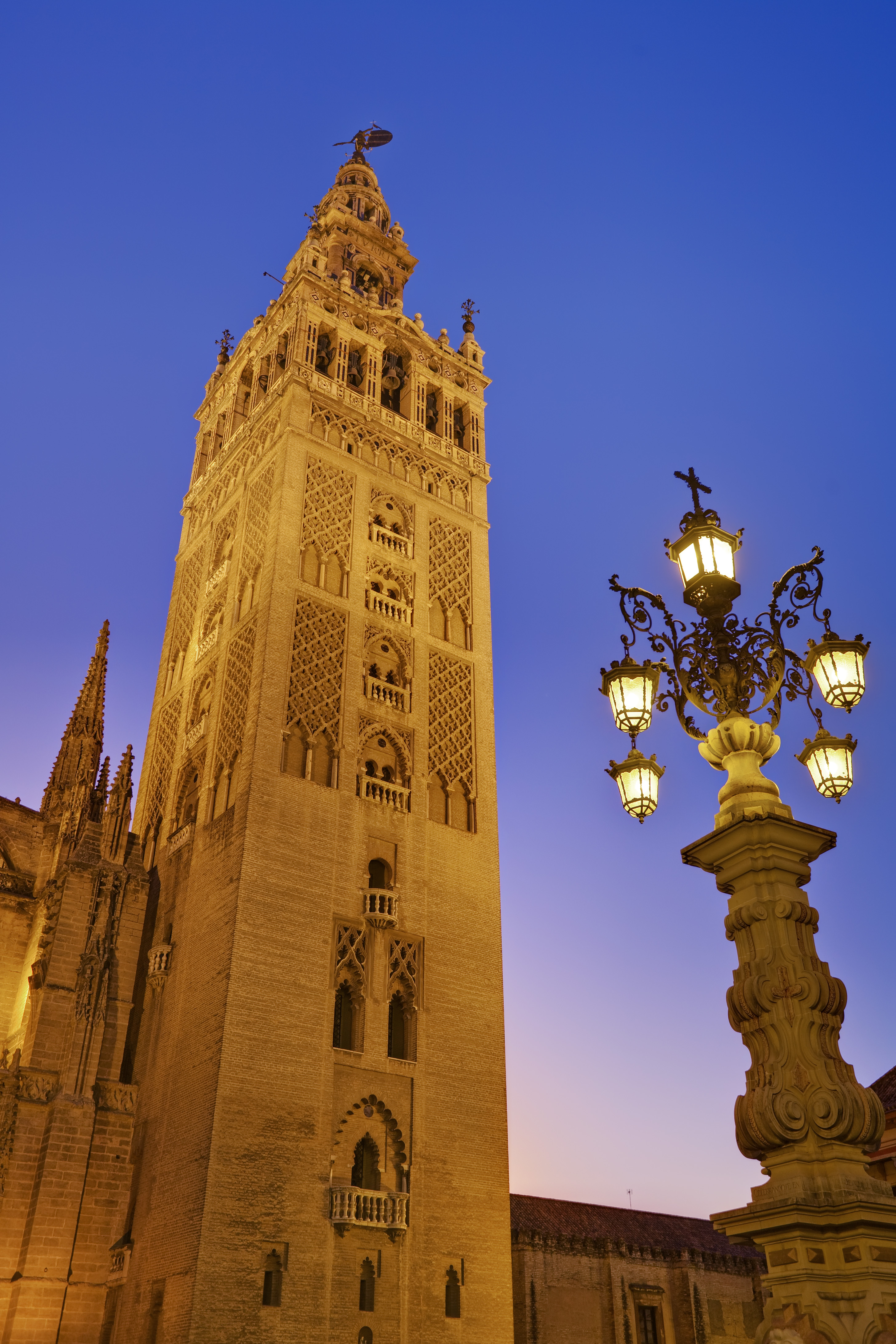
La Giralda

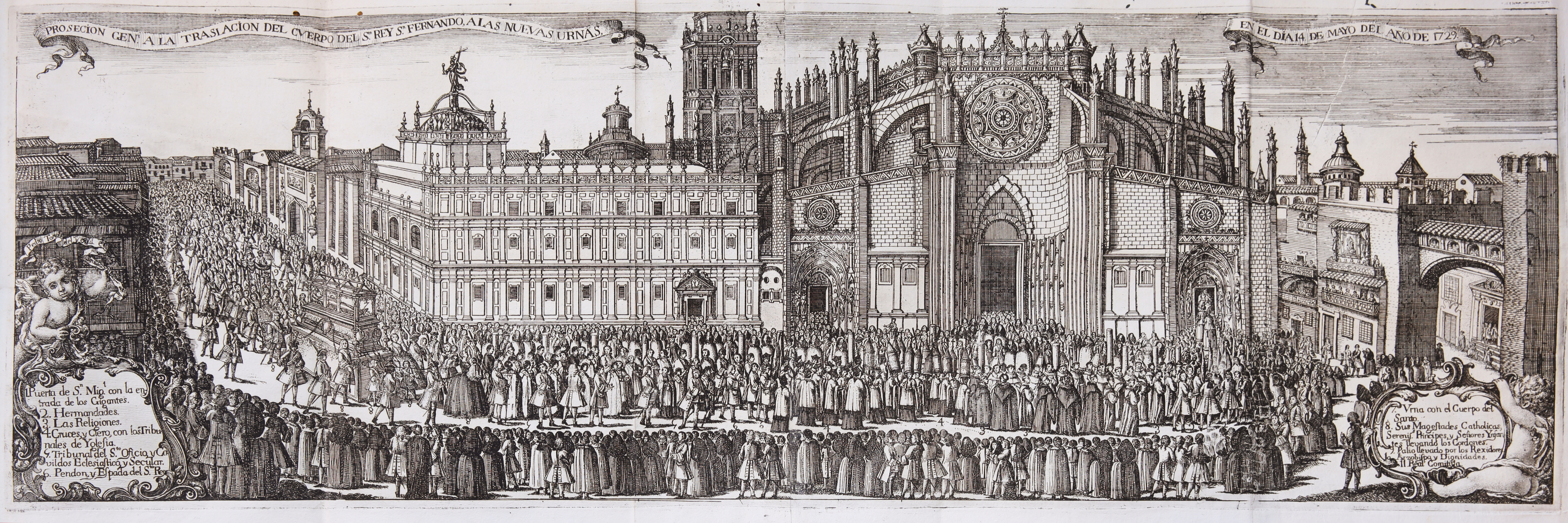
La giralda en 1729

La Giralda es la torre y el campanario de la catedral de Sevilla. Destaca por su altura de 104 m, lo que la hace visible desde gran parte de la ciudad. Su base cuadrada se sitúa a 7,12 m sobre el nivel del mar, teniendo 13,61 m de lado. Fue construida a semejanza del alminar de la mezquita Kutubia de Marrakech (Marruecos), aunque el remate superior y hermoso campanario que eleva y estiliza su estructura, es renacentista.
Las obras se iniciaron en el año 1184 bajo la dirección del arquitecto Ahmad Ben Baso. La torre tenía una altura de 82 m. Según cuenta el cronista Ibn Sahib al-Salá, las obras se concluyeron el 10 de marzo de 1198, con la colocación de cuatro bolas de bronce dorado en el remate superior de la torre.
A raíz de un terremoto ocurrido en 1365 se perdió la antigua esfera original de cobre que la coronaba. En el siglo XVI, se añadió el cuerpo de campanas a cargo del arquitecto Hernán Ruiz, que además fue encargado por el cabildo catedralicio, para que el nuevo cuerpo tuviera un remate en forma de estatua que representa La Fe. La estatua fue instalada en 1568. La palabra giralda proviene de «girar» y significa «veleta de torre que tiene figura humana o de animal». Con el paso del tiempo, ese nombre pasó a denominar a la torre en su conjunto, comenzándose a conocer a la figura que la corona como «el Giraldillo».

## Patio de los Naranjos
El patio de los Naranjos era primitivamente el patio de abluciones de la mezquita almohade. Su forma es rectangular, midiendo 43 m por 81 m. Los lados menores estaban originalmente constituidos por siete arcos gemelos y los mayores contaban con trece arcos, formando dos tandas de seis con un gran arco central. Desde la calle, se accede a su interior a través de la puerta del Perdón que está decorada con yeserías renacentistas realizadas por Bartolomé López en 1522. Las hojas de la puerta son de madera revestida de bronce y están decoradas con lacerías, sobresalen los dos aldabones de bronce fundido y cincelados. Es una importante obra almohade del siglo XII. En el centro del patio se alza una fuente cuya taza superior es visigoda.
Las obras de construcción se realizaron entre 1172 y 1186. Inicialmente se utilizó para las actividades típicas de los patios de abluciones musulmanes (sahn). Tras la conquista de Sevilla por los cristianos en 1248, se empleó para diversas actividades: cementerio, celebración de las ferias anuales de la ciudad y lugar de predicación. En la actualidad, el patio de los Naranjos es uno de los anexos más importantes de la catedral de Sevilla y está totalmente integrado en ella. A lo largo de los siglos ha sufrido varias modificaciones significativas como la de 1618, cuando se derribó el ala oeste para construir la Iglesia del Sagrario. A partir del siglo XV fue perdiendo poco a poco su connotación cultural, siendo hoy un recinto sin actividades religiosas.

## Iglesia del Sagrario
La Iglesia del Sagrario es un templo integrado en la catedral, comenzada a construir por Cristóbal de Rojas, Alonso de Vandelvira y Miguel de Zumárraga en junio de 1618 en estilo barroco. Se encuentra ocupando la galería oeste del patio de los Naranjos, tiene planta de cruz latina y el crucero está cubierto por una bóveda con linterna. Consta de cuatro puertas: dos por el patio de los Naranjos, una desde el interior de la catedral y otra que da directamente al exterior. Su interior está ricamente decorado, destacando el retablo mayor, la estructura fue realizada por Francisco Dionisio de Ribas y las tallas por Pedro Roldán.

## Exterior de la catedral

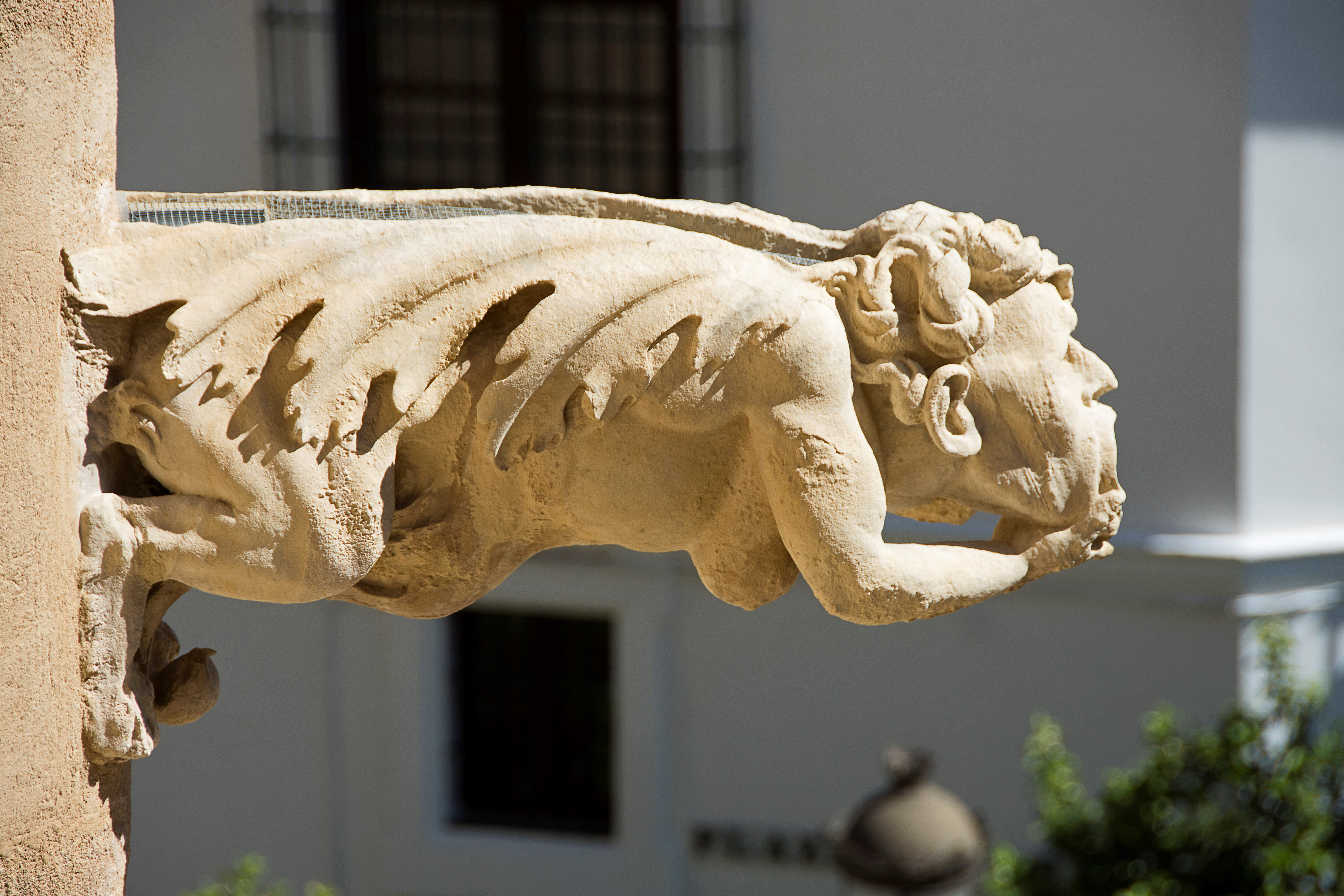
Detalle de gárgola

Presenta tres portadas en la fachada de los pies, una en cada brazo del crucero y dos en la cabecera, también presenta otra puerta que da al patio de los naranjos, denominada del lagarto y otra que comunica con la iglesia del sagrario y finalmente la Puerta del Perdón que es la puerta de acceso al patio de los Naranjos desde la calle de los Alemanes:

### Fachada oeste de los pies
Portada del Bautismo es la situada más a la izquierda, fue construida en el siglo XV, el tímpano se encuentra decorada con la representación del relieve del Bautizo de Cristo, obra realizada por el taller de Lorenzo Mercadante de Bretaña, es de estilo gótico con arquivoltas apuntadas adornadas con tracerías, también se encuentran esculturas de los obispos de Sevilla, San Leandro y San Isidoro, de Santa Justa y Rufina, obras directas de Lorenzo Mercadante, y una serie de ángeles y profetas debidos a Pedro Millán.
Portada principal o de la Asunción es la situada en el centro de la fachada y permaneció sin realizarse hasta el siglo XIX, cuando el cardenal Cienfuegos y Jovellanos encargó su decoración escultórica, entre la que destacan las figuras de los apóstoles, ejecutadas por Ricardo Bellver entre 1877 y 1898.

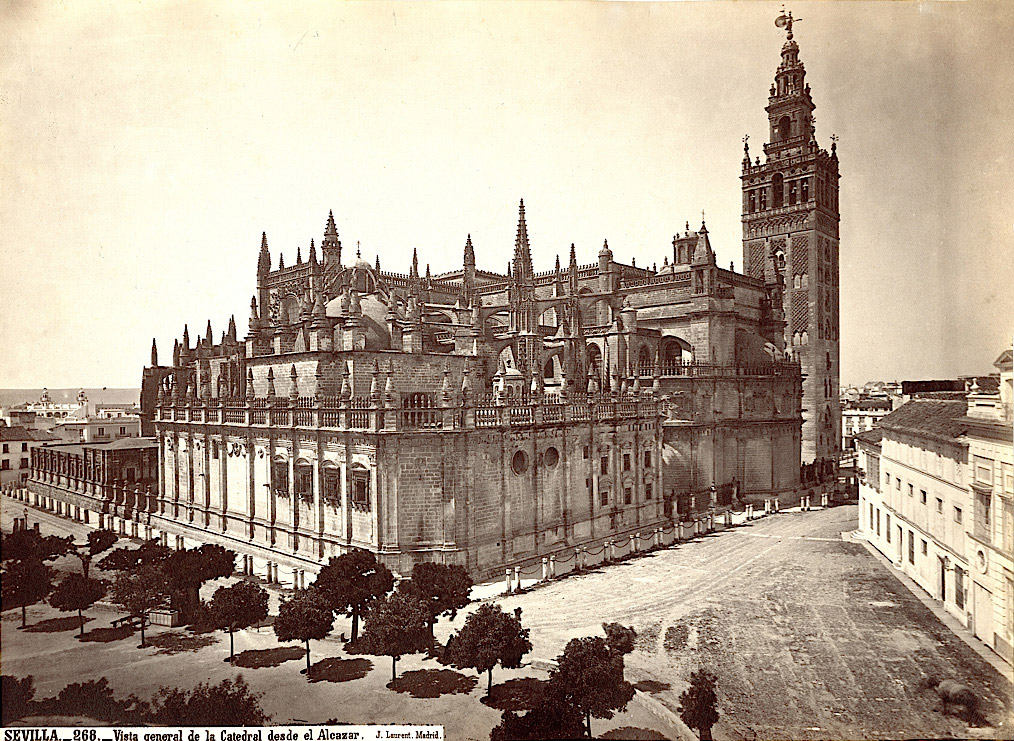
Catedral de Sevilla, J. Laurent, c. 1866, Department of Image Collections, National Gallery of Art Library, Washington D. C.

Portada de San Miguel o del Nacimiento, llamada así, ya que en la portada se incluye la representación del Nacimiento de Cristo. Fue construida en el siglo XV y se encuentra decorada con esculturas de terracota entre las que destacan las de San Laureano, San Hermenegildo y los cuatro evangelistas, ejecutados por Lorenzo Mercadante de Bretaña y su discípulo Pedro Millán. Es la vía por la que acceden las procesiones de Semana Santa al templo catedralicio en su recorrido por la carrera oficial.

### Fachada sur
Puerta de San Cristóbal o del Príncipe (1887-1895), es la que coincide con el crucero sur, fue proyectada por Adolfo Fernández Casanova y terminada en 1917, aunque su primer diseño fue realizado por el arquitecto Demetrio de los Ríos en 1866. Delante de esta puerta, está situada una réplica del «Giraldillo».

### Fachada norte
Puerta de la Concepción (1895-1927), está situada en la parte norte del crucero que se abre sobre el patio de los Naranjos, también el diseño fue realizado por Demetrio de los Ríos y proyectada y finalizada por Adolfo Fernández Casanova en 1895, fue construida imitando el estilo gótico para armonizar con el resto del edificio.
Puerta del Lagarto, comunica con la parte cubierta del patio de los Naranjos, cuya galería también recibe este mismo nombre por un lagarto colgado del techo con motivo de un antiguo exvoto, es la de más simple decoración.
Puerta del Sagrario, da acceso desde dentro de la catedral a la iglesia del Sagrario, realizada por Pedro Sánchez Falconete en el último tercio del siglo XVII. Está enmarcada por unas columnas de orden corintio y en la parte alta se encuentra una escultura representando a San Fernando, a un lado Santa Justa con San Isidoro y al otro lado Santa Rufina con San Leandro.
Puerta del Perdón, con este nombre se conoce a la puerta de acceso al patio de los Naranjos desde la calle de los Alemanes, no es propiamente una puerta de la catedral, pero sí fue la entrada a la mezquita almohade en el siglo XII. De aquella época se conserva un arco apuntado de herradura y las puertas de bronce, decoradas con lacerías, atauriques e inscripciones cúficas que repiten dos versículos del Corán "El poder pertenece a Alá" y "La eternidad es de Alá". A principios del siglo XVI se realizaron obras, decorando la fachada con esculturas de terracota del escultor Miguel Perrin, destacando el gran relieve de la Expulsión de los mercaderes sobre el arco de entrada. Los ornamentos en yesería fueron hechos por Bartolomé López.

### Fachada este de la cabecera
Puerta de Palos, también llamada Puerta de la Adoración de los Magos, por el relieve con este tema que se encuentra en su tímpano, modelado por Miguel Perrin
hacia 1520. El nombre de «Palos» es más popular, y se debe a las rejas de madera que la separan de antiguas dependencias del cabildo catedralicio.
Puerta de Campanillas, nombrado así porque en la época de su construcción era desde donde se tocaban las campanillas para llamar a los obreros. Las esculturas renacentistas, así como el relieve del tímpano que representa La entrada de Cristo a Jerusalén, fueron realizados por Miguel Perrin a principios del siglo XVI.

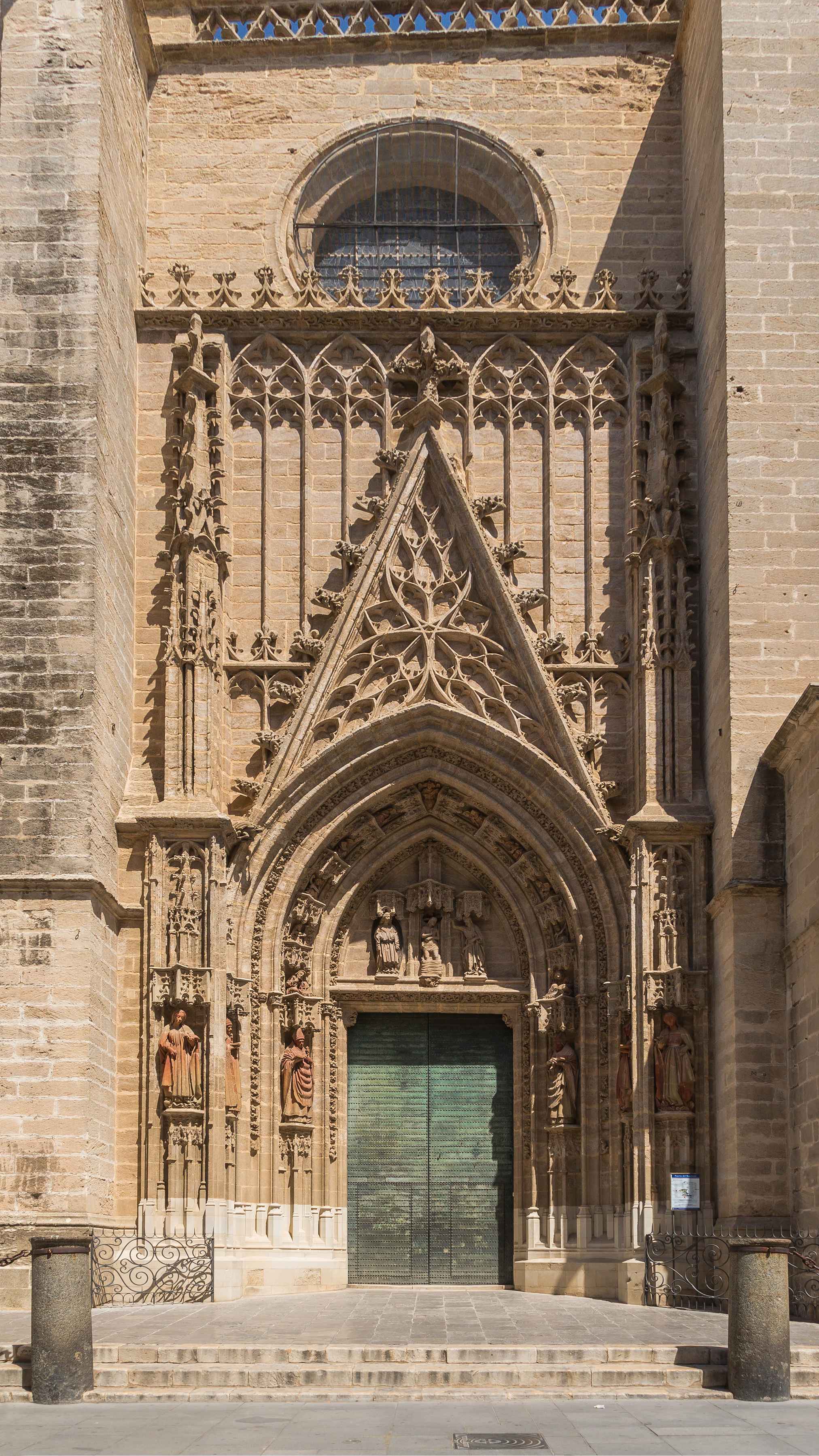
Puerta del Bautismo.
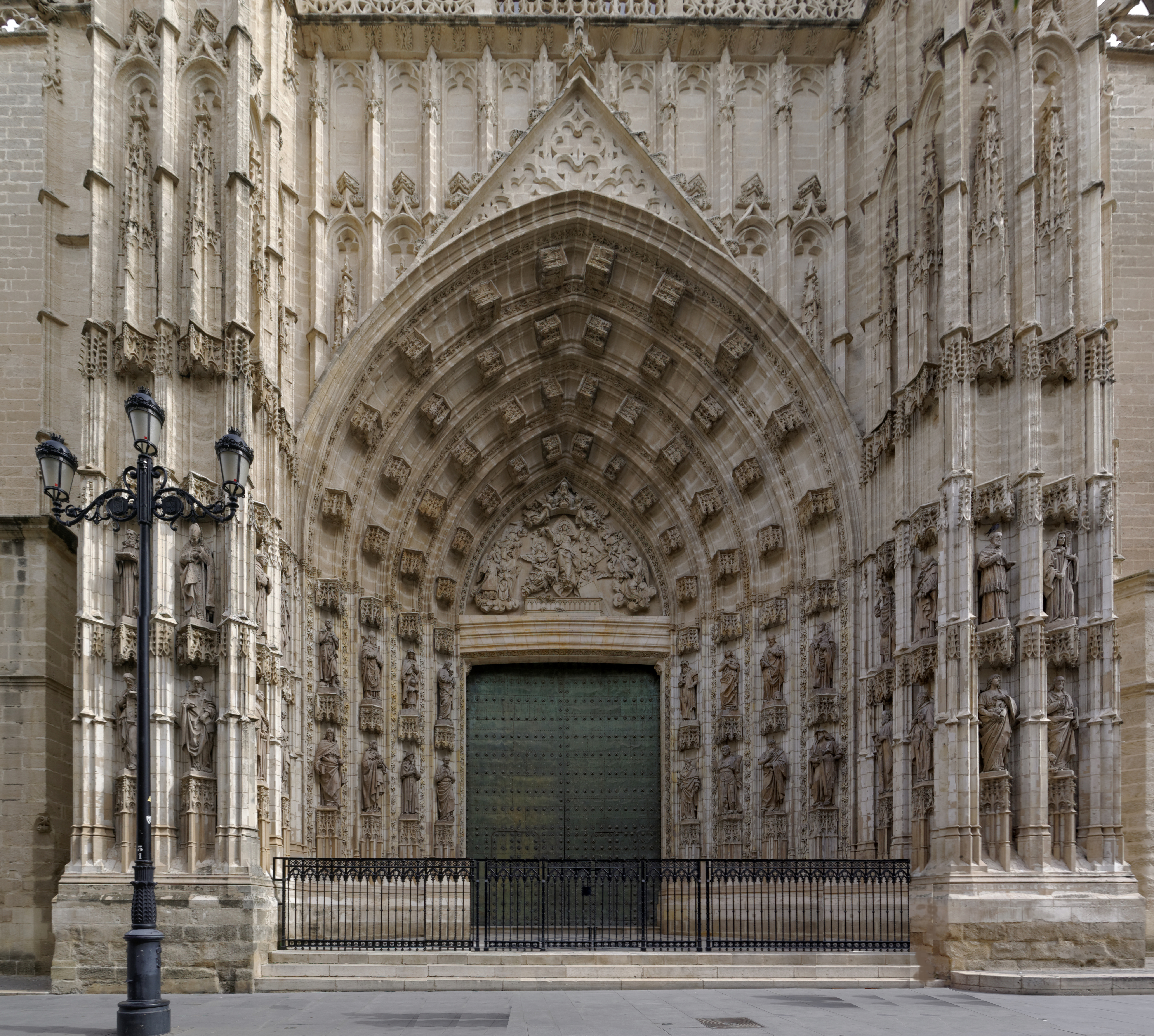
Portada principal o de la Asunción.
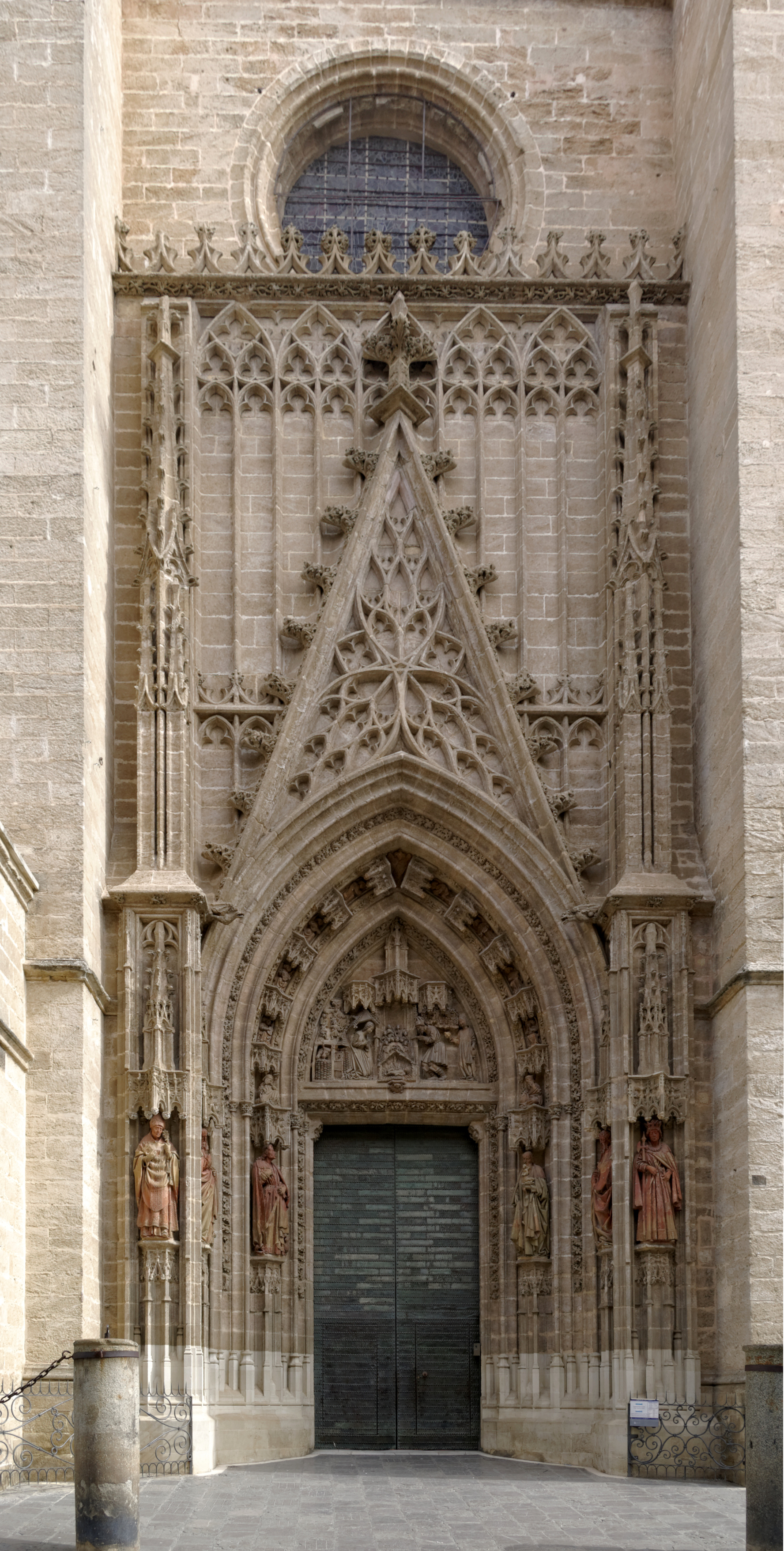
Puerta de San Miguel.
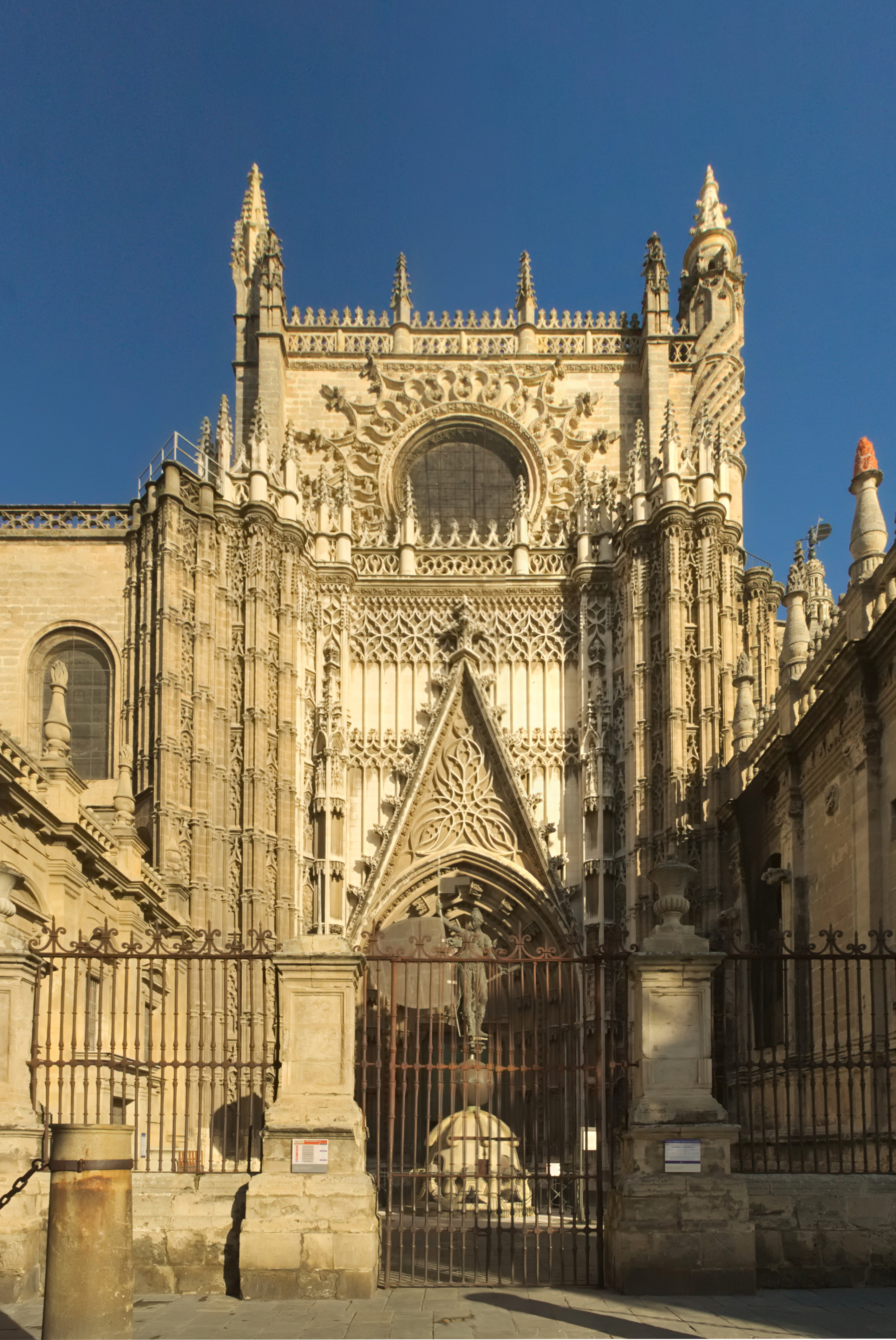
Puerta de San Cristóbal o Puerta del Príncipe
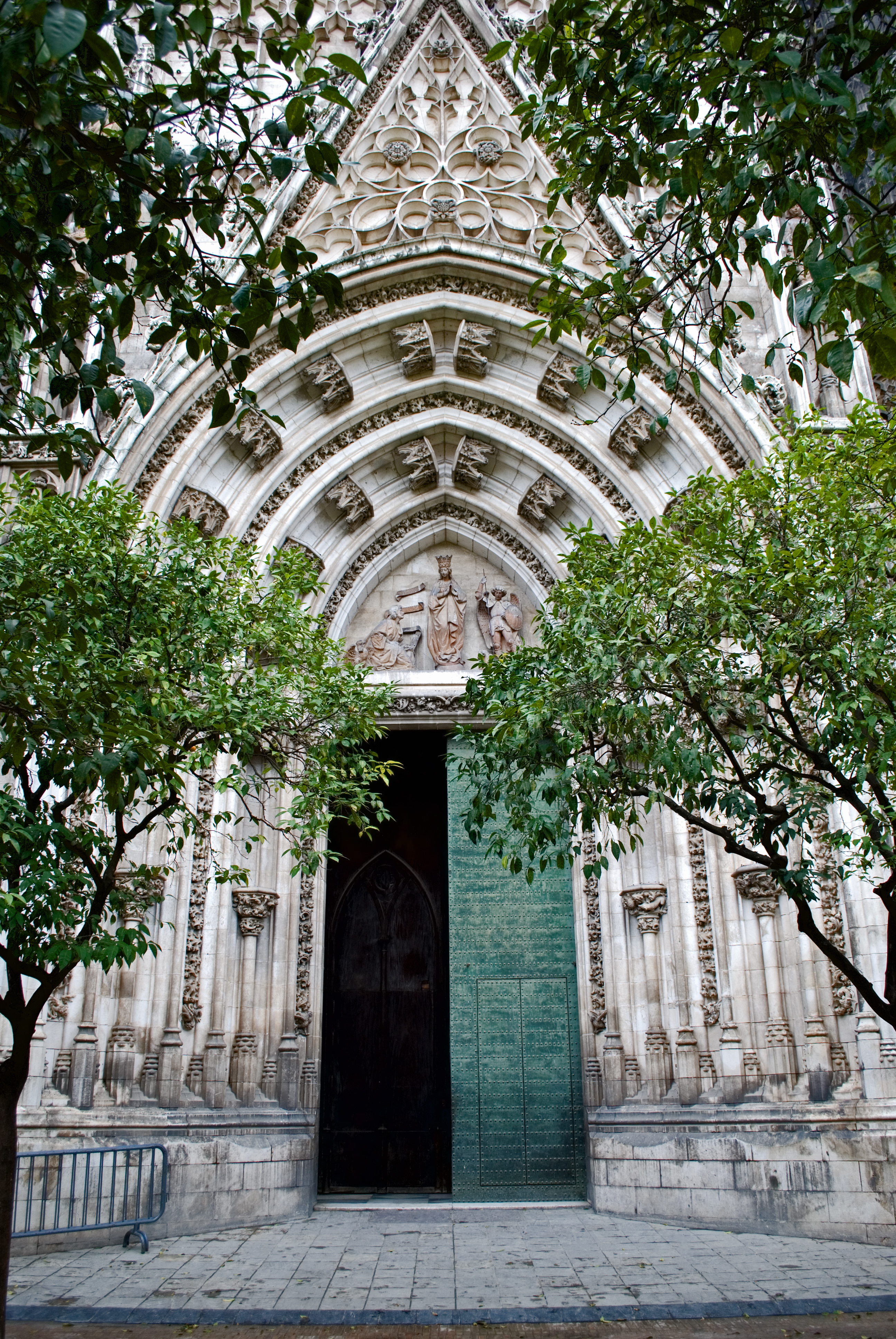
Puerta de la Concepción.
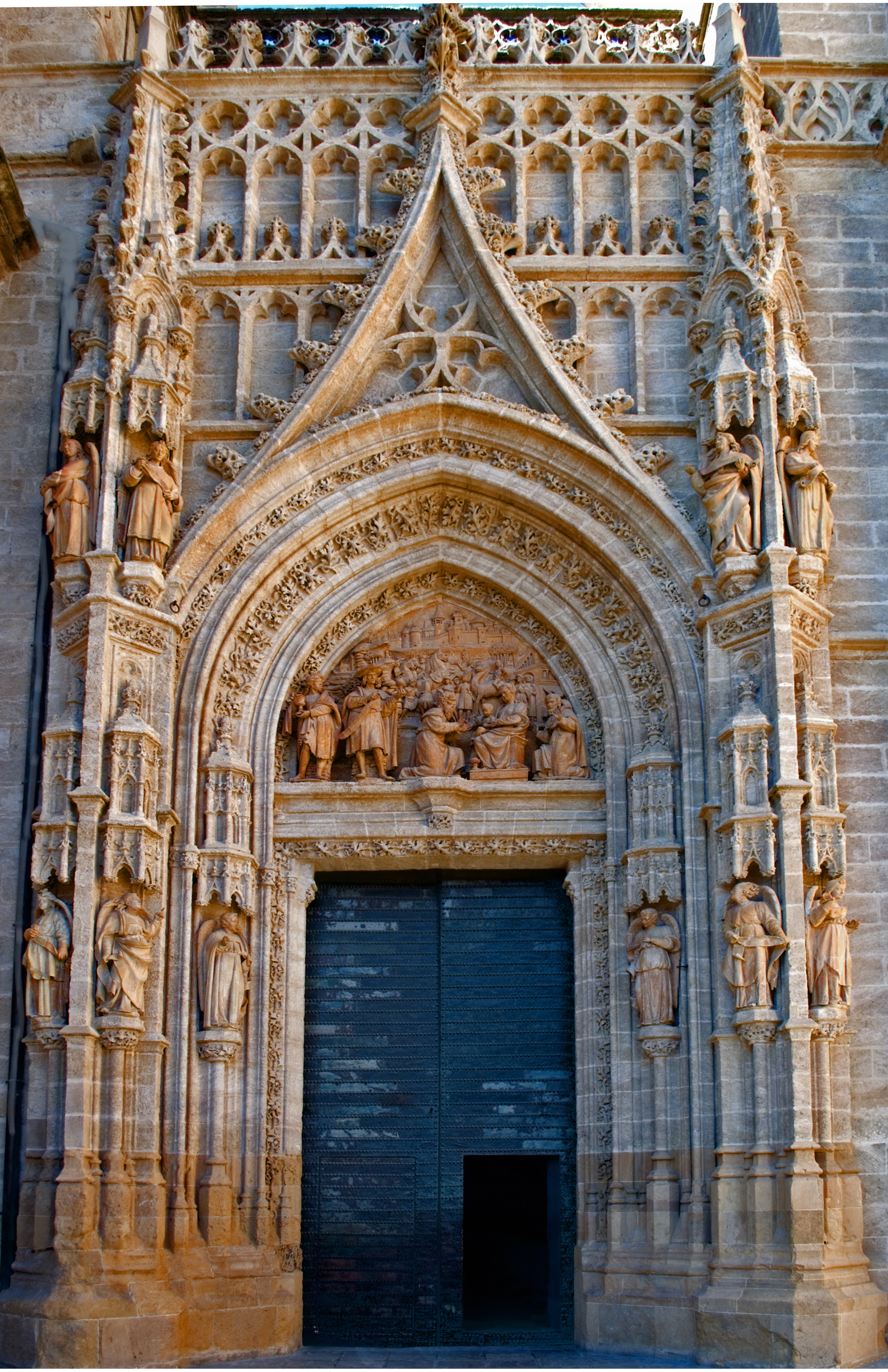
Puerta de Palos
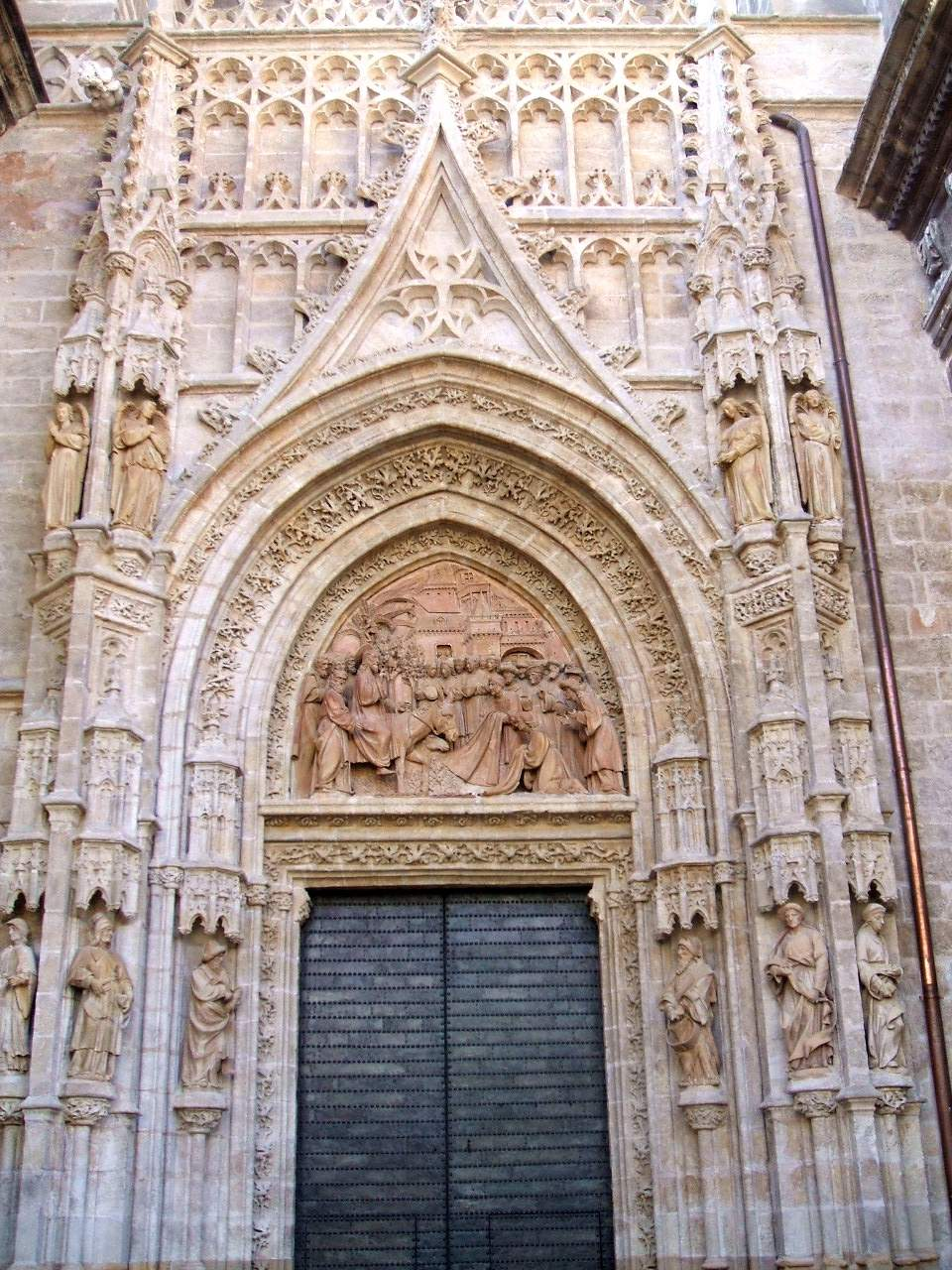
Puerta de Campanillas
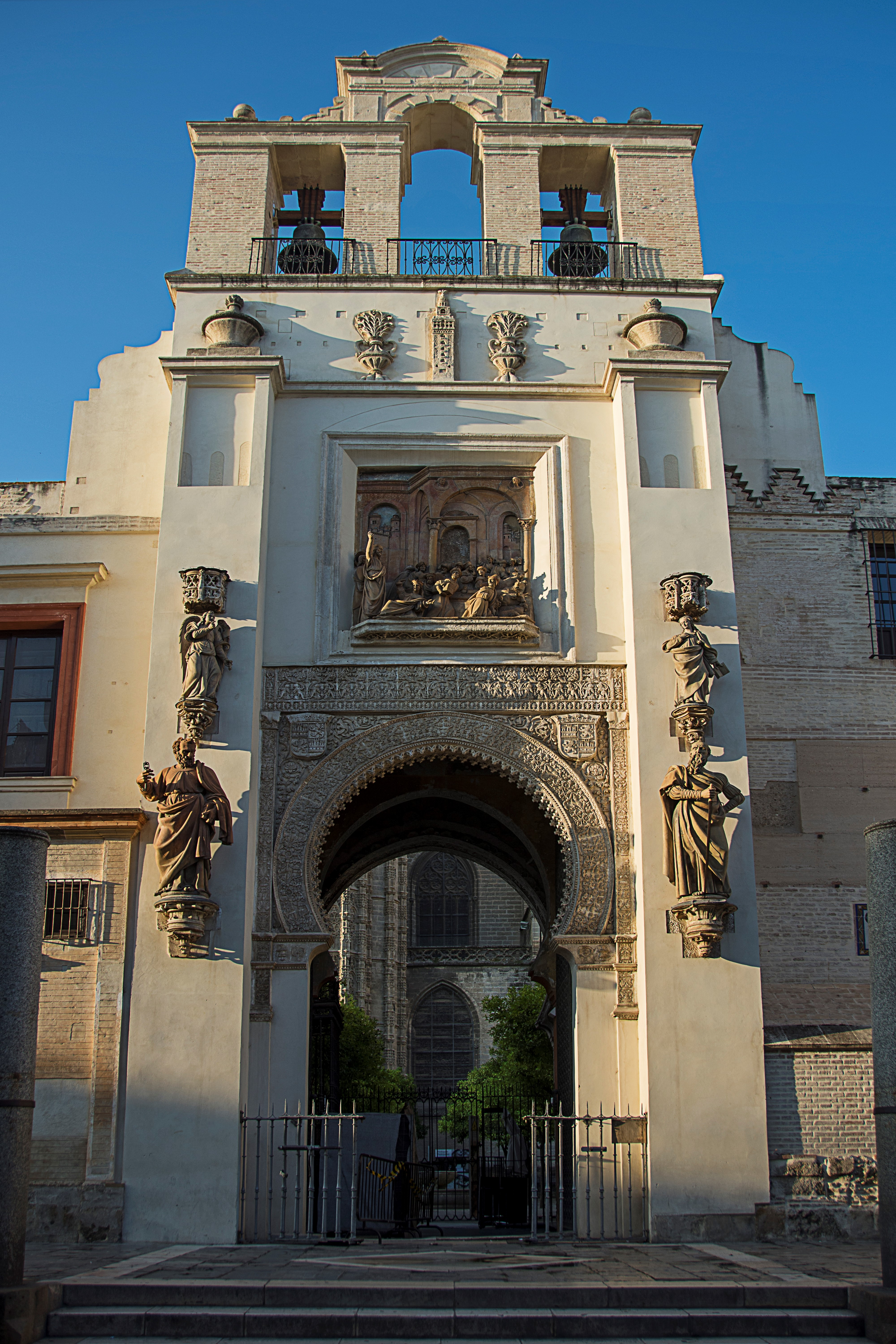
Puerta del Perdón.

## Interior de la catedral

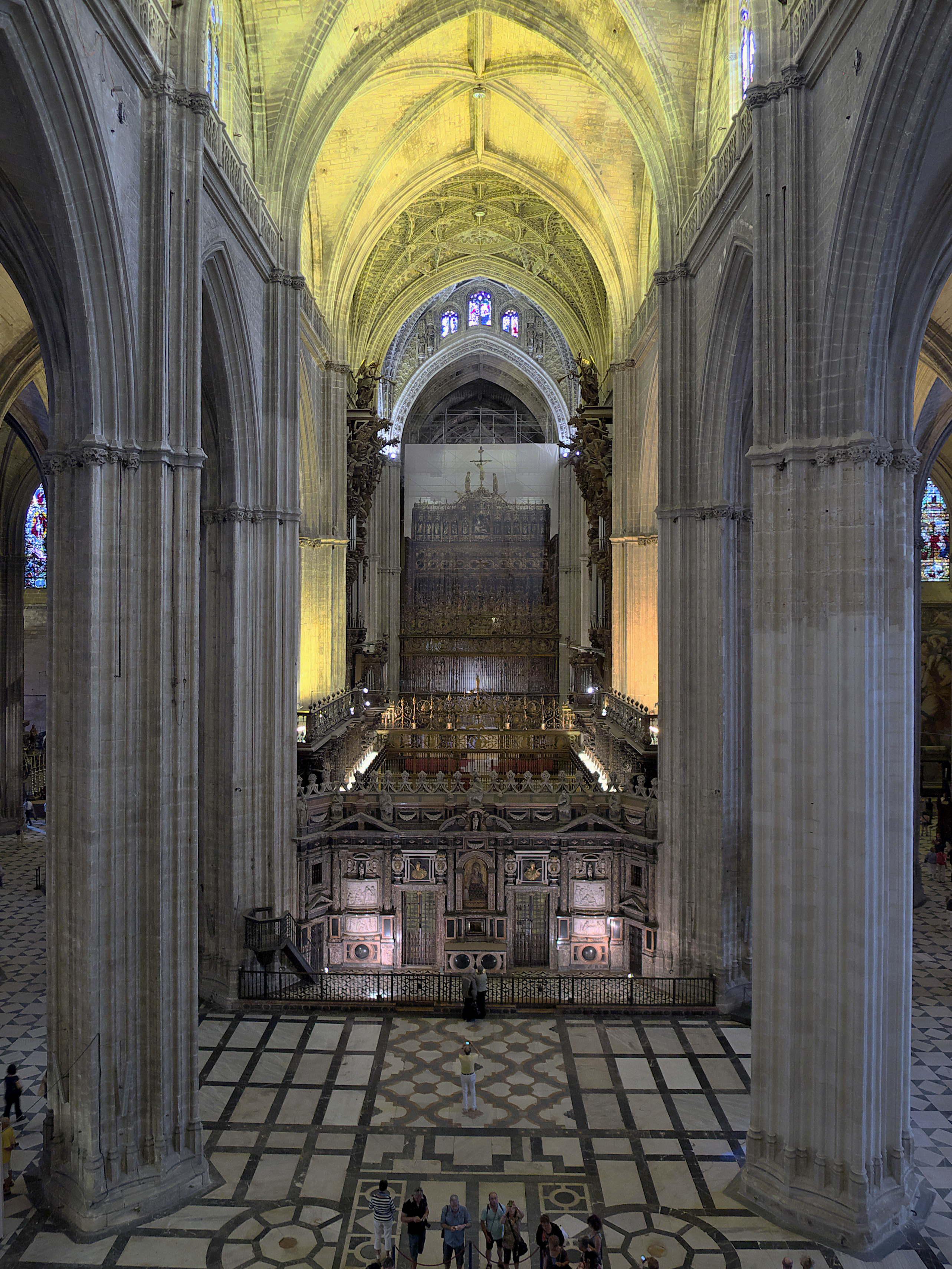
Nave central

La catedral posee cinco naves que se distribuyen, mirando hacia Levante. No cuenta con una cabecera en el sentido gótico habitual en forma de ábside sin girola, ya que su planta salón es un perfecto rectángulo de 116 m de largo por 76 m de ancho, que se corresponde con el espacio que ocupaba la gran mezquita almohade que estaba situada en el mismo lugar. La nave central y la del crucero son más altas que el resto. A las naves exteriores se abren unas capillas situadas entre los contrafuertes y que igualan en profundidad a la nave del crucero. Los muros cuentan con poco espesor. Sin embargo, las capillas están separadas por estribos perpendiculares al eje central del templo, terminando en 28 pilares adosados que, con otros 32 exentos, soportan a 68 bóvedas ojivales. Estos pilares son de mampostería, revestidos de piedra. Las bóvedas de carácter ojival, son cuatripartitas en las naves y sixpartitas en las capillas, siendo las del crucero de forma estrellada. La luz natural penetra a través de numerosas vidrieras.

### Nave central
La nave central aloja dos edificaciones: el Coro, flanqueado por grandes órganos; y la Capilla Mayor rodeada por altas rejas. Entre ellas se sitúa el crucero, cuyas bóvedas son las más altas del templo y alcanzan en este punto los 37 m de altura. Por detrás del Coro se encuentra el Trascoro y en línea con todo lo anterior la Capilla Real.

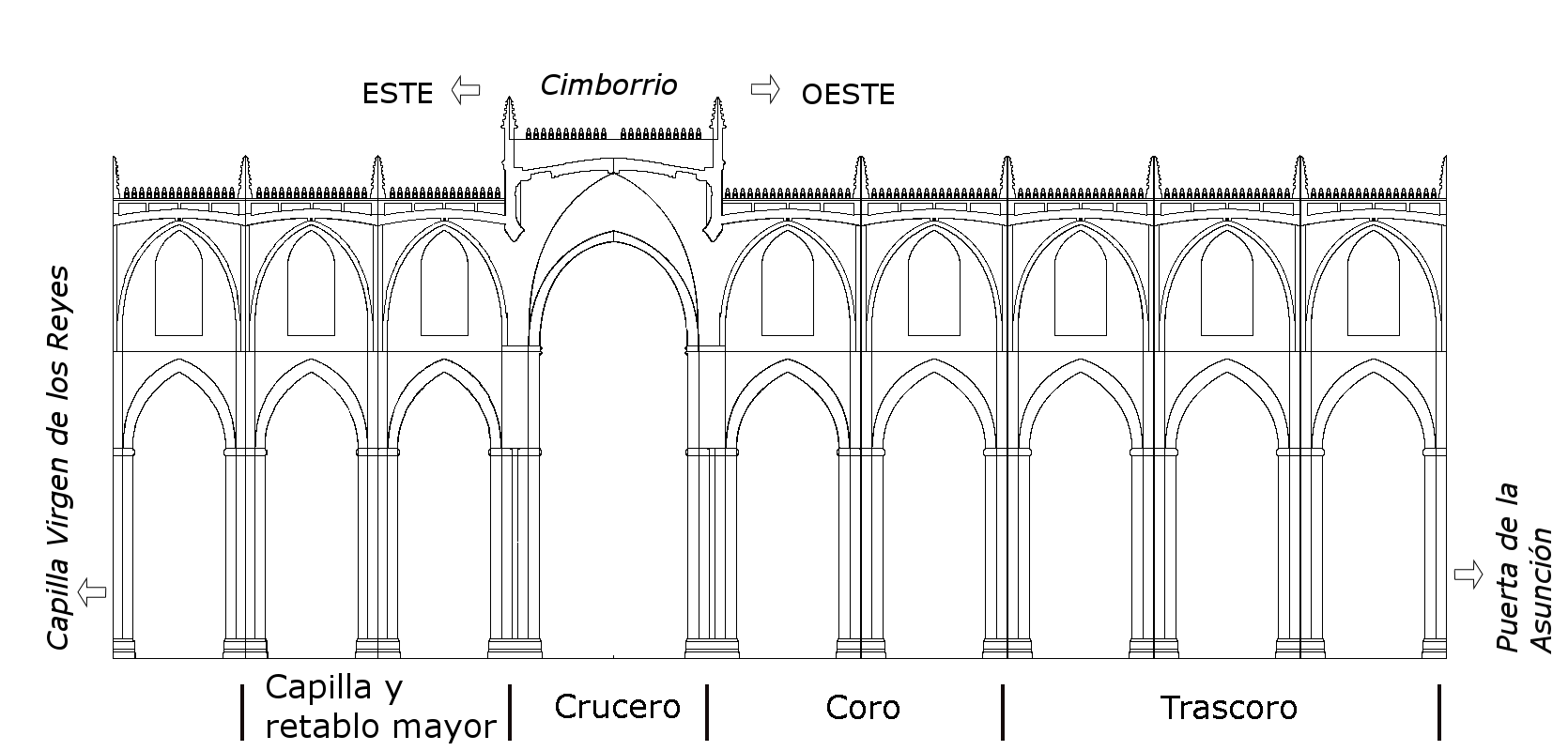
Alzado de la nave central

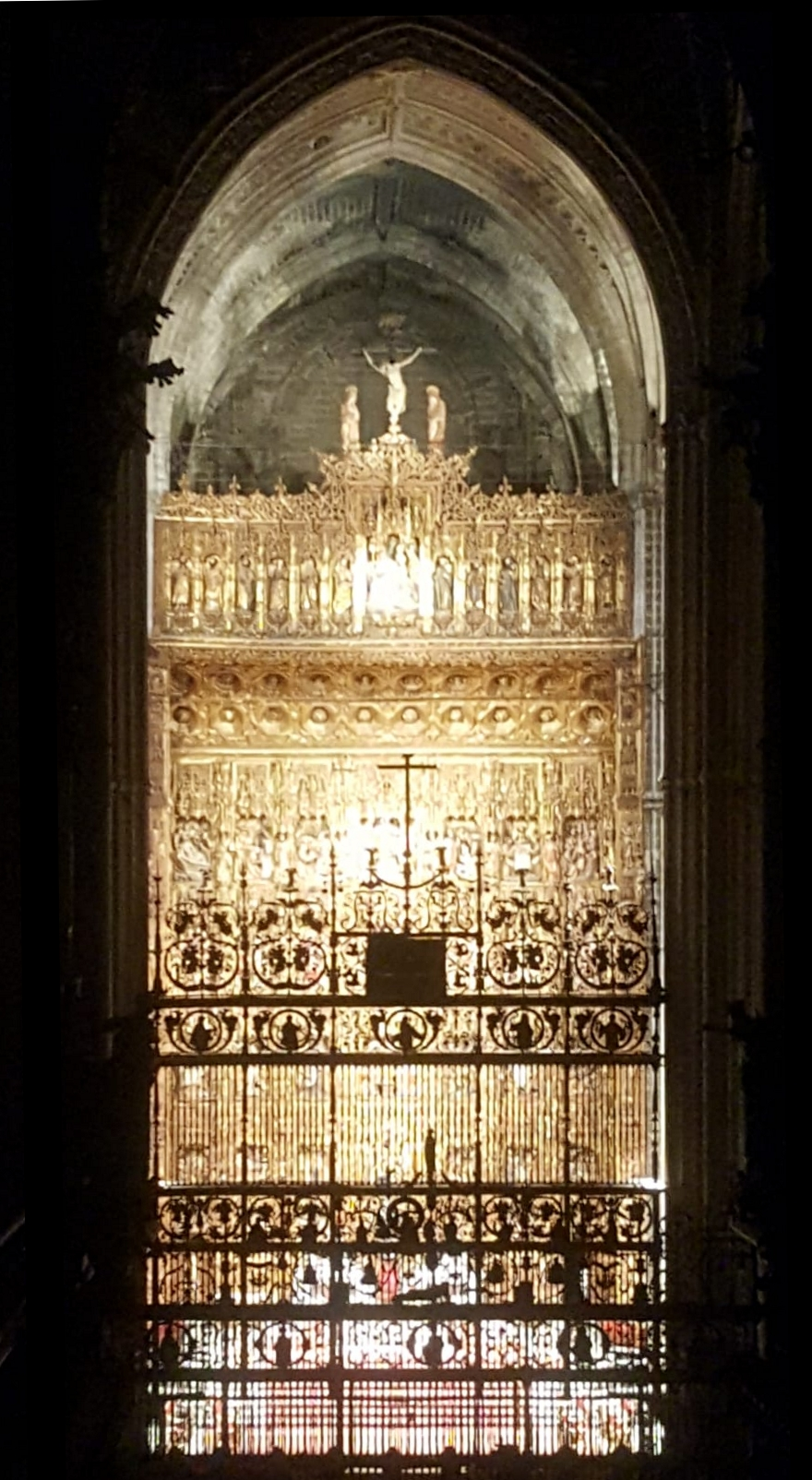
Vista nocturna de la nave central y el Retablo Mayor

#### Capilla Mayor

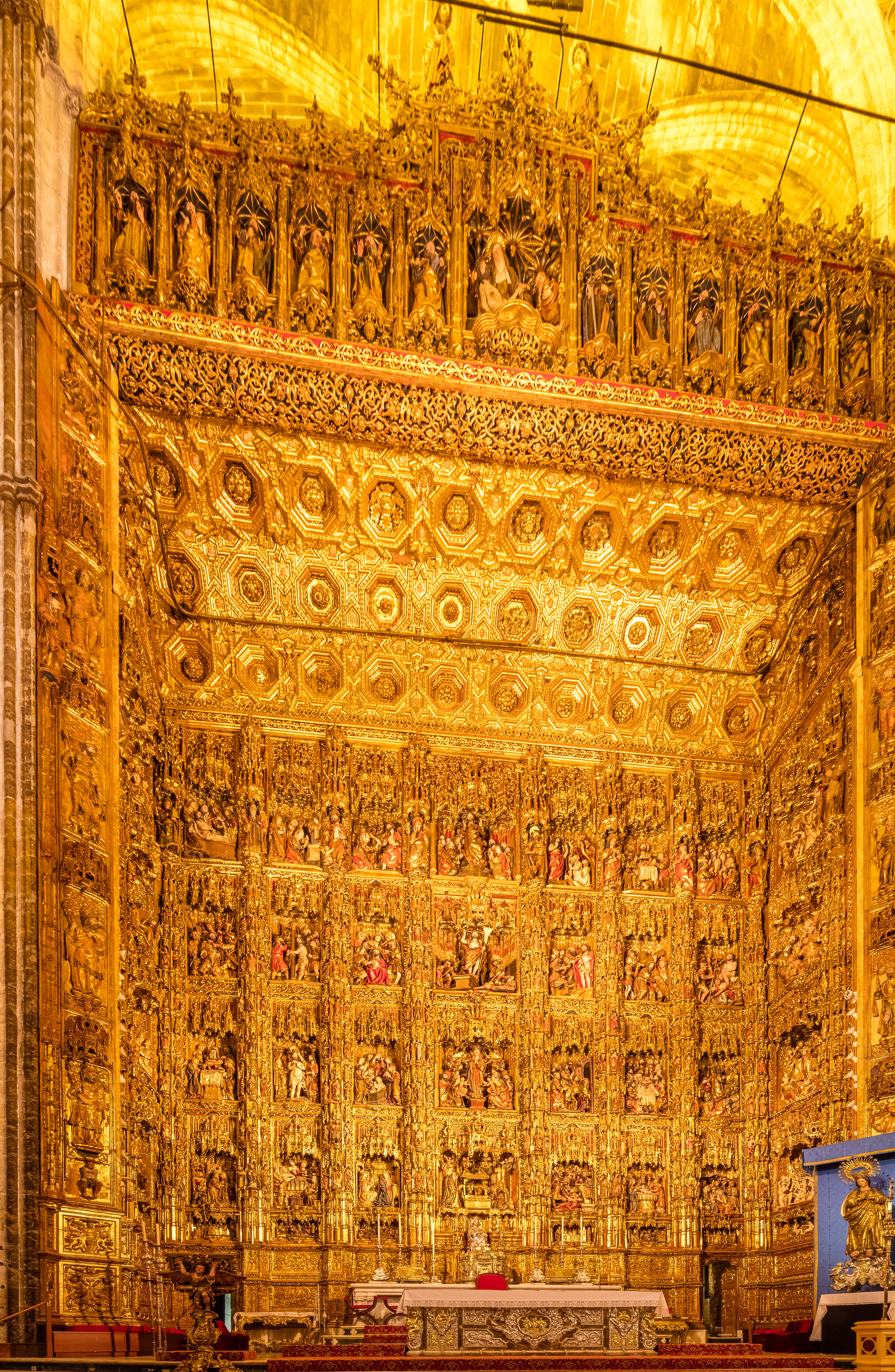
Retablo Mayor

La capilla Mayor, situada en la nave central, está delimitada en los laterales y en el frontal por rejas de hierro dorado, de estilo renacentista. El retablo de esta capilla constituye una de las obras más destacadas de la historia del arte, considerado como el mayor retablo de la cristiandad. Su construcción se inició en el año 1482, y en él intervinieron Pedro Dancart, Jorge Fernández, Roque Balduque y Juan Bautista Vázquez el Viejo que la concluyó. Destaca la escultura de un crucificado, denominado del Millón, obra gótica del siglo XV. En este retablo se encuentra la pequeña imagen de la Virgen de la Sede del siglo XIII, titular y patrona de la catedral.

#### Trasaltar

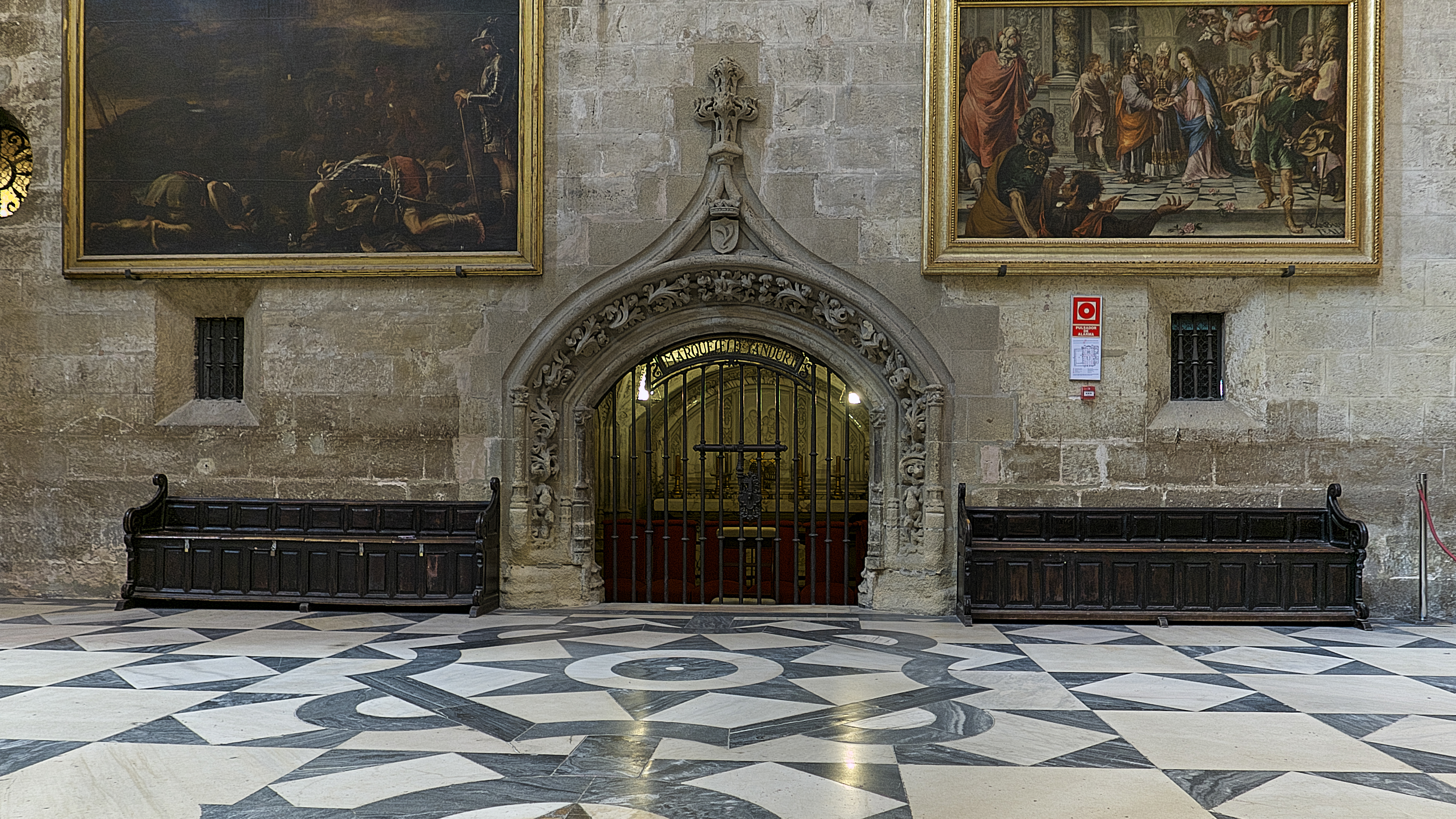
Trasaltar

Los muros del presbiterio están decorados exteriormente por una serie de esculturas de diversos santos en bulto redondo y barro cocido sobre repisas y bajo doseles. El total de esculturas es de 59 las cuales componen un conjunto de indudable belleza, aunque no pueden apreciarse bien por la altura en que se hallan. Son esculturas de carácter gótico, renacentistas y manieristas, resultado de la sucesión de artistas que intervinieron en la ejecución. Desde 1522 aparece Miguel Perrin que permanece vinculado a estos trabajos hasta 1552. En 1564 se nombra como escultor a Juan Marín. Más tarde, en 1572, se nombra a Diego de Pesquera. Por fin se terminó la decoración en 1575.
Destaca entre todas la Virgen del Reposo, bella imagen de la Virgen con el Niño dormido sobre su pecho atribuida a Miguel Perrin, la cual está situada enfrente a la reja de la capilla Real y antaño tuvo gran devoción entre los sevillanos. La devoción se difundió vinculada a la solicitud de las embarazadas por tener un buen parto, apoyado en una vieja tradición según la cual cada día pasaba por los pies de esta imagen de la Virgen un judío que diariamente recitaba una ofensa contra la Virgen por ser origen de Jesús. Pese a ello se produjo su conversión al cristianismo, y arrepentido por las anteriores blasfemias contra la imagen de la Virgen, dedicó el resto de su vida a difundir la devoción a la Virgen del Reposo, convencido de que había sido el origen de su conversión y consecuente Salvación, por ello pasó a ser considerada protectora de los partos de la Fe y simultáneamente de los partos naturales, por ello se le conoció popularmente como Nuestra Señora de Bienpariese, amparadora de los buenos partos. A la devoción le dio realce doña María Osorio, quien en 1554 mandó construir en el centro del trasaltar una capilla u hornacina a Nuestra Señora del Reposo.
En la parte inferior de este muro se abre una capilla con enterramiento, dedicada a Nuestra Señora del Soterraño, que pertenece en la actualidad a los marqueses de Yanduri.

#### Coro
Está construido con muros de cantería por tres lados, ocupa el espacio comprendido por la cuarta y quinta bóvedas de la nave central y el frontal se cierra con una reja de estilo renacentista terminada en 1523 por Francisco de Salamanca. La sillería consta de 127 sitiales con los respaldos realizados en marquetería de diversas maderas para dar un colorido especial a su ornamentación, con bajos relieves de escenas del Antiguo y Nuevo Testamento y con representaciones de personajes grotescos en los brazos de las sillas y misericordias donde también hay escenas de juegos. En los tablones mayores de entrada al coro se encuentran elementos ojivales con la separación hecha con columnas que terminan en pináculos. Los tres sitiales correspondientes al arzobispo y sus ayudantes son los que muestran un gran trabajo escultórico. En uno de los sitiales se encuentra una inscripción que dice: «Este coro lo hizo Nufro Sánchez entallador que Dios aya. Acabose anno de 1478». No fue, sin embargo, el único tallista que trabajó en el coro, pues consta que también trabajó en el mismo el flamenco Pedro Dancart. Fallecido Dancart ya en 1488, el trabajo fue continuado por su discípulo Juan Alemán. Se acabó la sillería hacia 1511.

#### Trascoro
El trascoro fue realizado por Miguel de Zumárraga en estilo barroco, lo diseñó en el año 1619 y tras permanecer diez años paradas las obras, se finalizaron en 1635. Fue construido en valiosos y vistosos materiales, como mármoles y jaspes. Está adornado con relieves y bustos de bronce presididos por una pintura gótica de la Virgen de los Remedios de clara influencia italiana.

#### Órgano

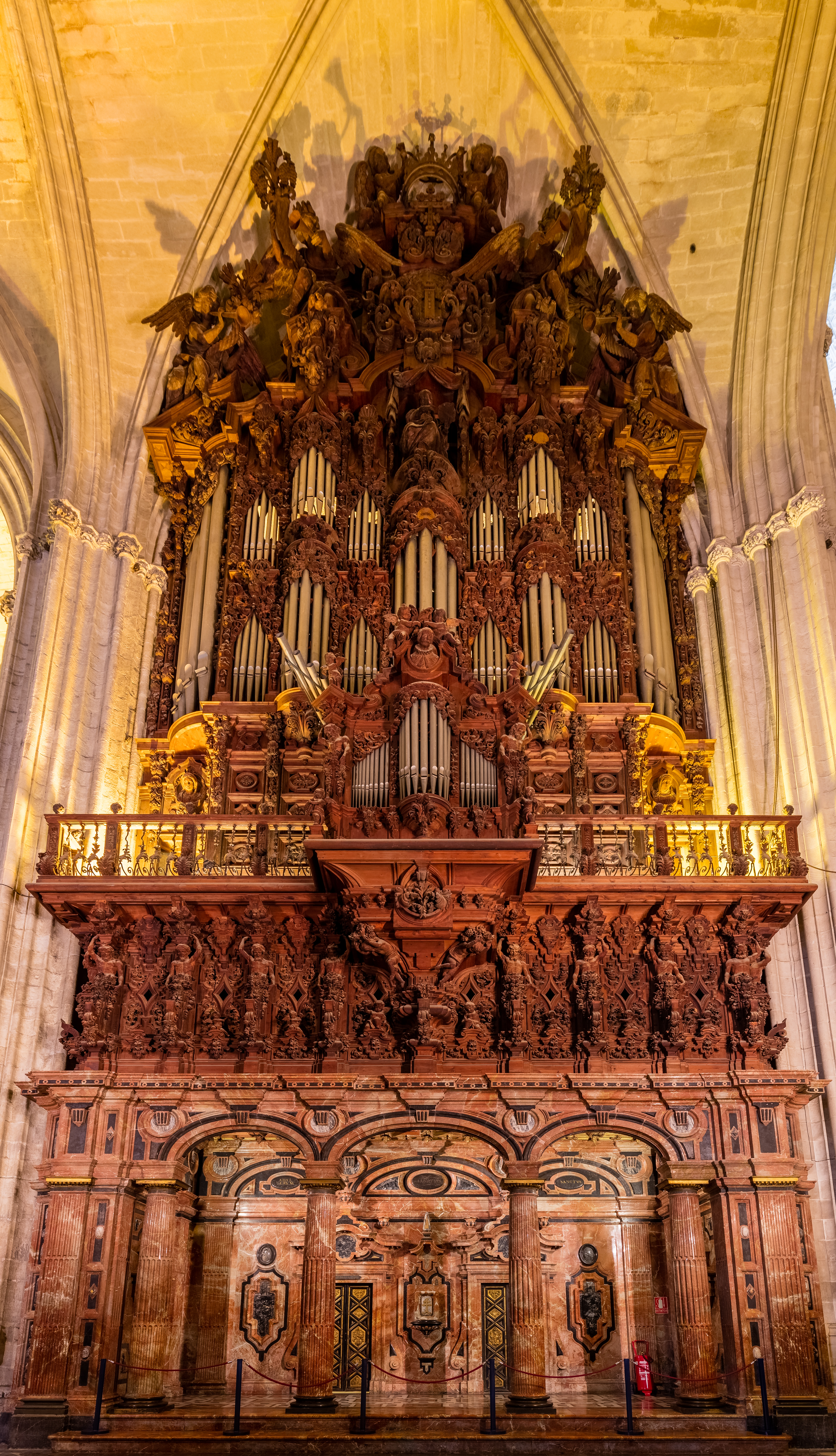
Órgano

El órgano actual fue construido por Aquilino Amezua en el año de 1901 y restaurado por Gerhard Grenzing en 1996. Sustituyó a otro más antiguo de Jordi Bosch i Bernat que resultó destruido en el derrumbe de 1888 y estaba considerado uno de los mejores órganos que se había construido en España.
El mueble que lo alberga data de 1724, es obra de Luis de Vílches que diseñó la caja y Duque Cornejo que fue el encargado de la decoración escultórica. En realidad se trata de dos instrumentos gemelos enfrentados que forman un grandioso conjunto. Se interpreta con ambos simultáneamente desde el mismo teclado. Dispone de cuatro teclados manuales, uno de pedal y alrededor de 15 000 tubos.

#### Capillas de los Alabastros
Se llaman así por el material en el que están construidas. Son cuatro pequeñas capillas situadas en los muros laterales del coro. Fueron realizadas a partir de 1515, intervinieron en su construcción el maestro Juan Gil de Hontañón y desde 1530 el arquitecto Diego de Riaño que replanteó el interior de las mismas sustituyendo el estilo gótico en que estaban proyectadas por el renacentista. A continuación se mencionan de forma independiente. Se trata de la Capilla de la Inmaculada, Capilla de la Encarnación, Capilla de la Virgen de la Estrella y Capilla de San Gregorio.
- Capilla de la Inmaculada

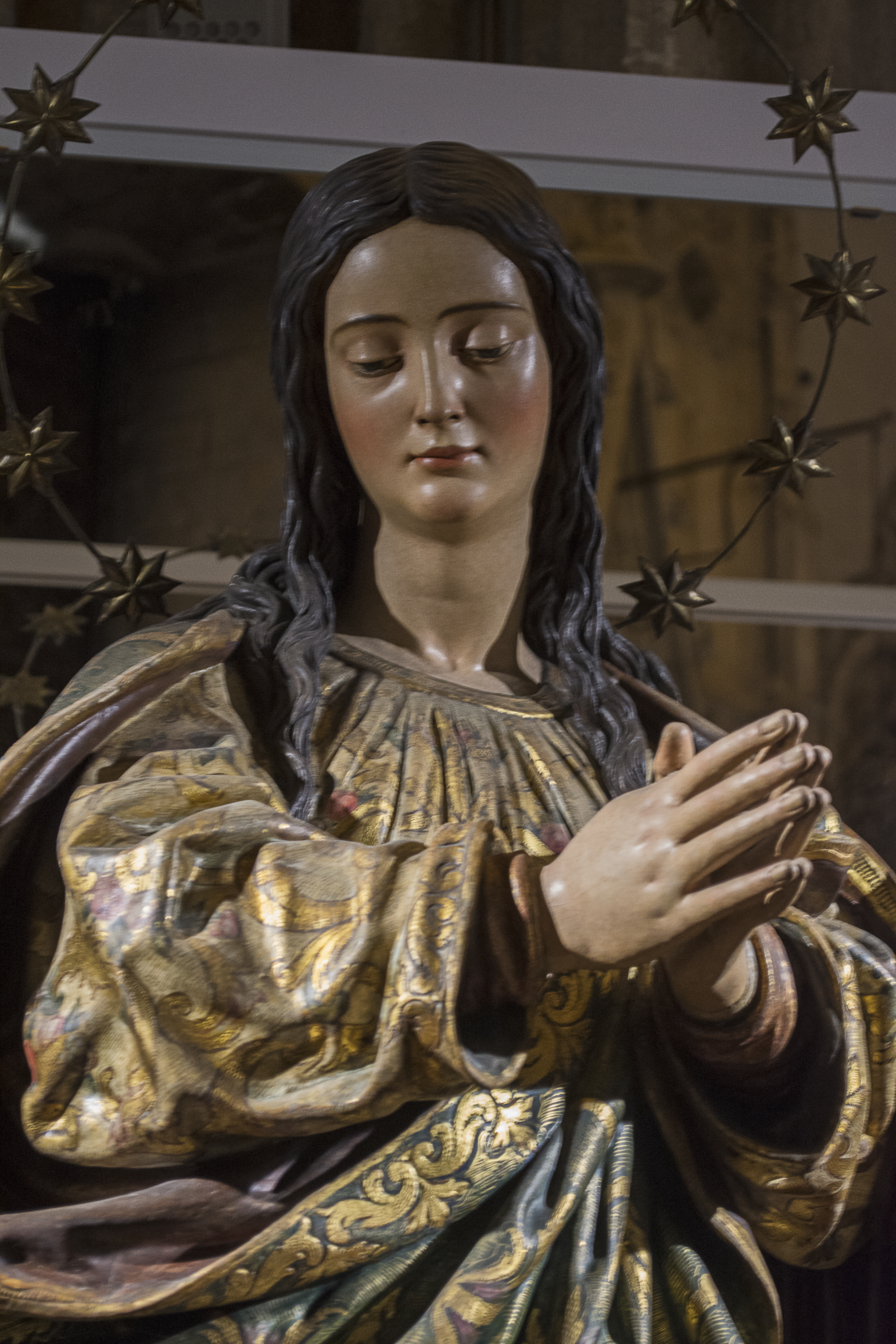
Talla de La Inmaculada realizada por Martínez Montañés conocida como La Cieguecita

El 14 de febrero de 1628 Jerónima Zamudio, viuda del jurado Francisco Gutiérrez de Molina le encarga al escultor Martínez Montañés un retablo con una imagen de la Inmaculada Concepción para colocarlo en esta capilla funeraria. Tras algunos retrasos en la ejecución y el consiguiente pleito, Martínez Montañés justificó la tardanza en terminar la obra con la siguiente frase: será de las primeras cosas que haya en España y lo mejor que el susodicho ha hecho. El tiempo le dio la razón, puesto la talla de la Inmaculada que preside el retablo que fue inaugurado el 8 de diciembre de 1631 está considerada una obra de excepcional valor. Popularmente se la conoce como La Cieguecita por su mirada baja con los párpados apenas abiertos.
El retablo en su conjunto consta de banco en el que están colocados los retratos de los patronos de la capilla antes citados que fueron pintados por Francisco Pacheco en 1631. La hornacina central con la imagen de la Inmaculada está flanqueada por tallas de San Gregorio Papa y San Juan Bautista así como relieves de San José, San Joaquín, San Jerónimo y San Francisco.
La Cieguecita está realizada en madera de cedro, mide 164 cm y está concebida según el modelo que describió Francisco Pacheco en su libro Tratado del arte de la pintura. Se trata por tanto de una Virgen niña con una larga melena que cae sobre la espalda. Viste larga túnica ceñida con un cíngulo que simboliza su doncellez y un manto sobre los hombros que se recoge con el brazo izquierdo produciendo numerosos pliegues. La cabeza se adorna con una corona de 12 estrellas que aluden a las doce tribus de Israel. En la peana aparecen los rostros de tres ángeles sobre un dragón que representa el pecado.[cita requerida]
- Capilla de la Encarnación

Está presidida por un retablo atribuido a Francisco de Ocampo y Felguera que fue realizado en torno a 1630 con el tema principal de La Anunciación. En el banco del mismo existen relieves de San Juan Bautista, San Juan Evangelista, Santo Domingo, San Francisco y San Antonio.
- Capilla de la Virgen de la Estrella

Debe su nombre a una imagen renacentista de la Virgen que se cree fue realizada por el escultor renacentista de origen francés Nicolás de León en torno a 1530. Esta talla se encuentra situada en un retablo barroco de Jerónimo Franco fechado en 1695.
- Capilla de San Gregorio

Se llama así por una escultura de San Gregorio colocada en una hornacina. El santo porta un libro en el que se encuentra la firma de su autor Manuel García de Santiago (siglo XVII).

### Monumento funerario de Cristóbal Colón

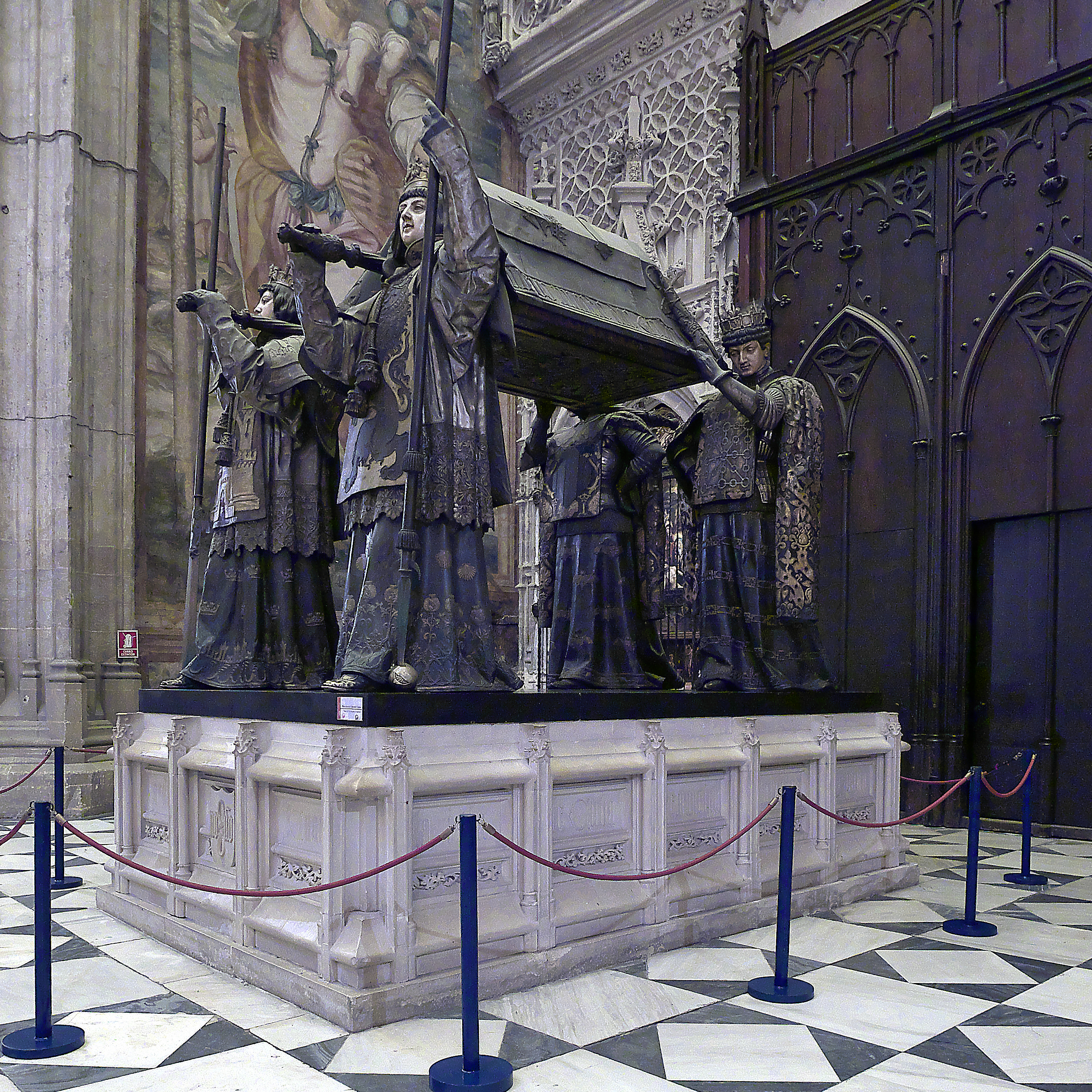
Monumento funerario de Cristóbal Collón

Fue diseñado por Arturo Mélida y Alinari y se inauguró el 17 de noviembre de 1902. Está ubicado en el brazo sur del crucero, frente a la Puerta Puerta de San Cristóbal. El conjunto escultórico está formado por cuatro grandes heraldos de 260 cm de altura que portan el féretro.  Están fundidos en bronce y los rostros y las manos son de alabastro, los dos de delante representan a Castilla y León, los situados detrás a Aragón y Navarra. En el espacio situado entre los heraldos de Castilla y Aragón se encuentra el escudo de armas del Almirante, que sirve de puerta al féretro en el que se encuentran sus restos mortales.

### Altar de plata

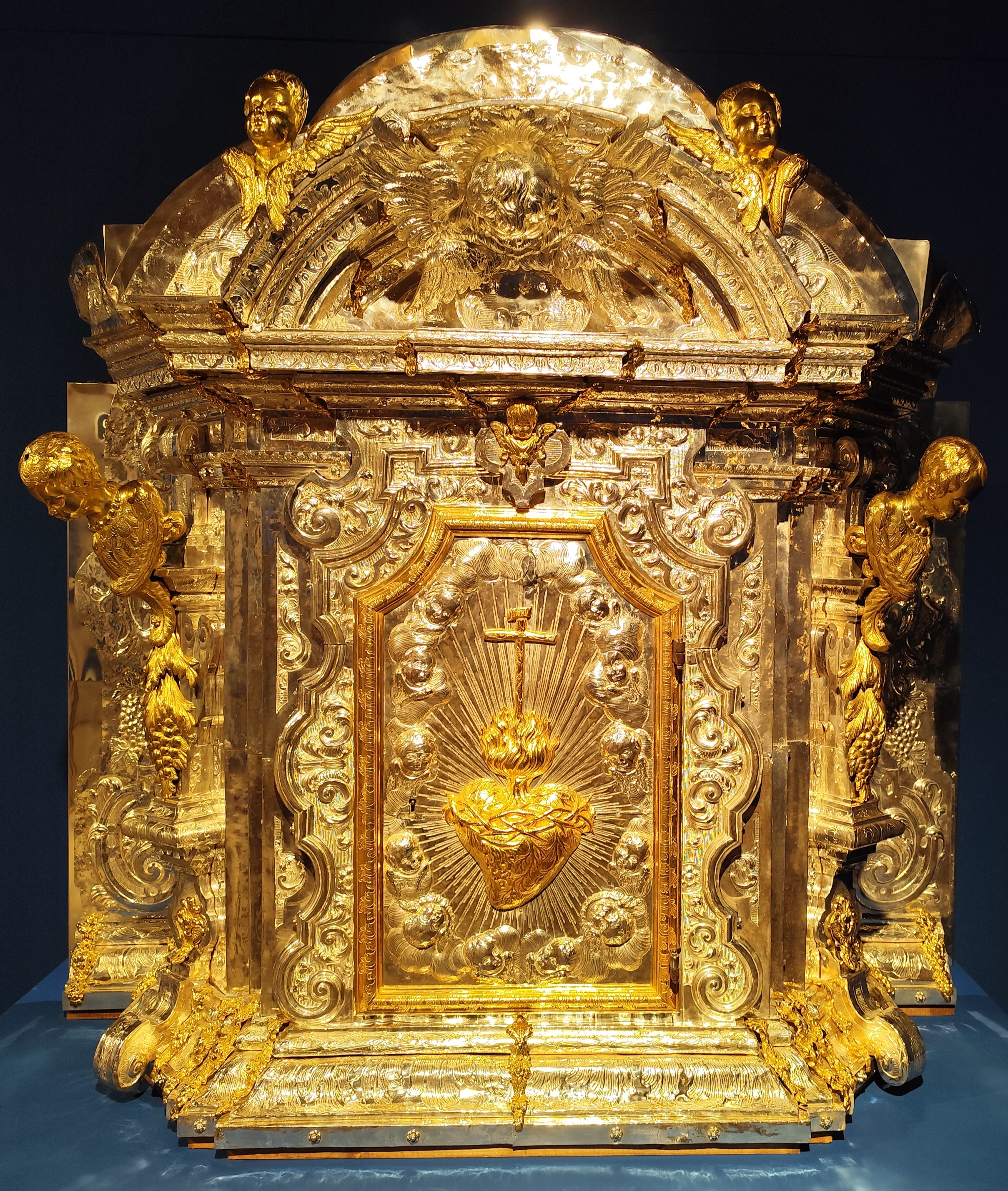
Sagrario del Altar de Plata. Tomás Sánchez Reciente y Manuel Guerrero de Alcántara (1726)

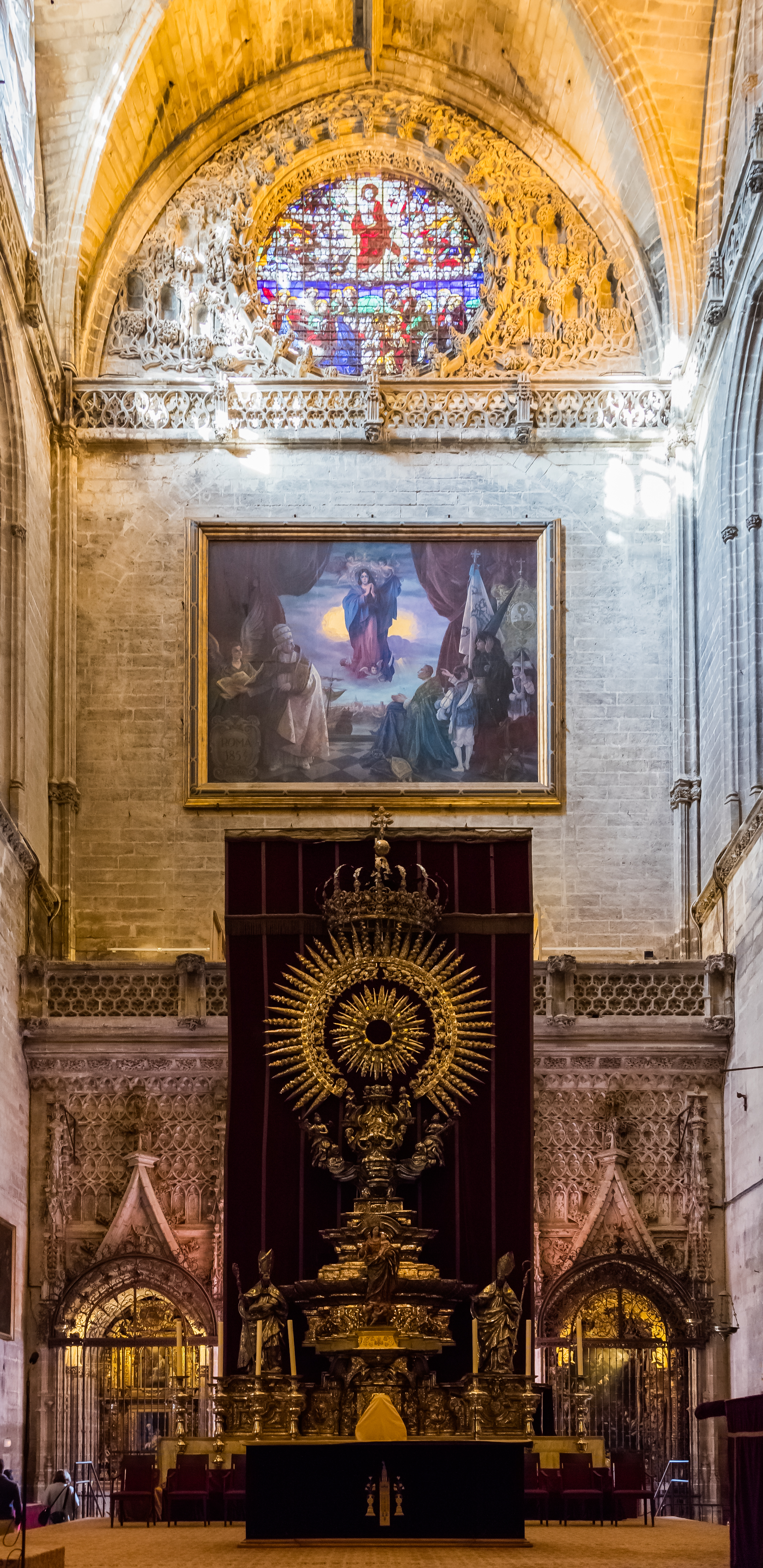
Altar de plata.

Es una obra de platería barroca que inicialmente se montaba de forma efímera con la función de exponer el Santísimo  en determinadas celebraciones litúrgicas, entre ellas la octava del Corpus, la octava de la Inmaculada y el triduo de Carnaval. Fue diseñado en el siglo XVIII por Domingo Martínez como un trono eucarístico para la apoteosis del Santísimo Sacramento expuesto en un gran ostensorio de sol. Fue confeccionado por diferentes plateros y orfebres, entre ellos  Manuel Guerrero de Alcántara, Tomás Sánchez, Andrés Alonso Ximénez y  Cayetano de Acosta, incorporando elementos anteriores como la corona que remata el trono, su sol y su resplandor realizados por Juan Laureano de Pina. Desde el año 2000 el altar se encuentra ubicado de forma permanente en el crucero de la Catedral, frente a la puerta de la Concepción y se utiliza como Altar del Jubileo para grandes celebraciones litúrgicas. 
La disposición actual consta de un banco de plata coronado por una cornisa sobre la cual se ubica el Sagrario en el centro y las esculturas de San Isidoro y San Leandro realizadas por Pedro Duque Cornejo en los extremos. Sobre el sagrario la talla de la Virgen de la Granada, más arriba dos ángeles y una gran custodia de doble ráfaga formada por rayos ondulantes y lisos.

### Capillas

#### Capillas del lado este
- Altar de la Magdalena

Los patronos de este altar fueron Pedro García de Villadiego y su esposa Catalina Rodríguez, los cuales encargaron un retablo en 1537, en cuyo banco se encuentran sus retratos, don Pedro junto a san Benito y doña Catalina a san Francisco. El retablo tiene como tema principal La Anunciación en el ático y La Magdalena a los pies de Cristo Resucitado en el cuerpo principal. Se trata de pinturas de un anónimo discípulo de Alejo Fernández realizadas en torno a 1537.
La vidriera situada junto a este altar, obra de Arnao de Flandes en 1535, representa a San Sebastián con el rostro del emperador Carlos I.
- Altar de la Asunción (existe otro altar de la Asunción en el extremo norte de la nave del crucero de la catedral)

En el centro del retablo que se encuentra en esta capilla resalta un relieve con la representación de la Asunción de la Virgen, obra de autor desconocido que se encuentra enmarcada por pinturas de San Ildefonso y San Diego de Alcalá. En el banco se encuentran las pinturas de los patrocinadores, el jurado Juan Cristóbal de la Puebla y su esposa que lo dotaron en 1593. Todas las pinturas son del artista de la escuela sevillana, aunque nacido en Ronda, Alonso Vázquez, fueron realizadas a finales del siglo XVI.
- Capilla de San Pedro

En el muro izquierdo se encuentra el mausoleo del que fue obispo de Sevilla hasta 1523 Diego de Deza, recordado entre otras cosas por ser el gran defensor de las teorías de Cristóbal Colón ante los Reyes Católicos.
El retablo de esta capilla está dedicado a san Pedro, fue encargado por los marqueses de Malagón en 1625 al polifacético artista Diego López Bueno arquitecto, escultor y entallador que se encargó de la estructura, mientras que las pinturas son obra de Francisco de Zurbarán realizadas en 1630, destacando la central que es una bellísima Inmaculada, una de las mejores que salió de sus pinceles. En el banco del retablo diferentes escenas relacionadas con san Pedro, Cristo y San Pedro sobre las aguas, Cristo entregando las llaves a San Pedro y San Pedro curando al paralítico. En el primer cuerpo La Visión de San Pedro, San Pedro Papa y El arrepentimiento de San Pedro. En el segundo cuerpo San Pedro liberado por el ángel, La Inmaculada y Quo Vadis. En el ático aparece una pintura del Padre Eterno, no siendo esta obra original de Zurbarán sino una copia colocada en el siglo XVIII.
Por último destacar la reja que cierra la capilla, obra de fray José Cordero de Torres terminada en 1780, este artista era religioso lego del convento de San Francisco en el Puerto de Santa María.
- Capilla Real de la catedral de Sevilla

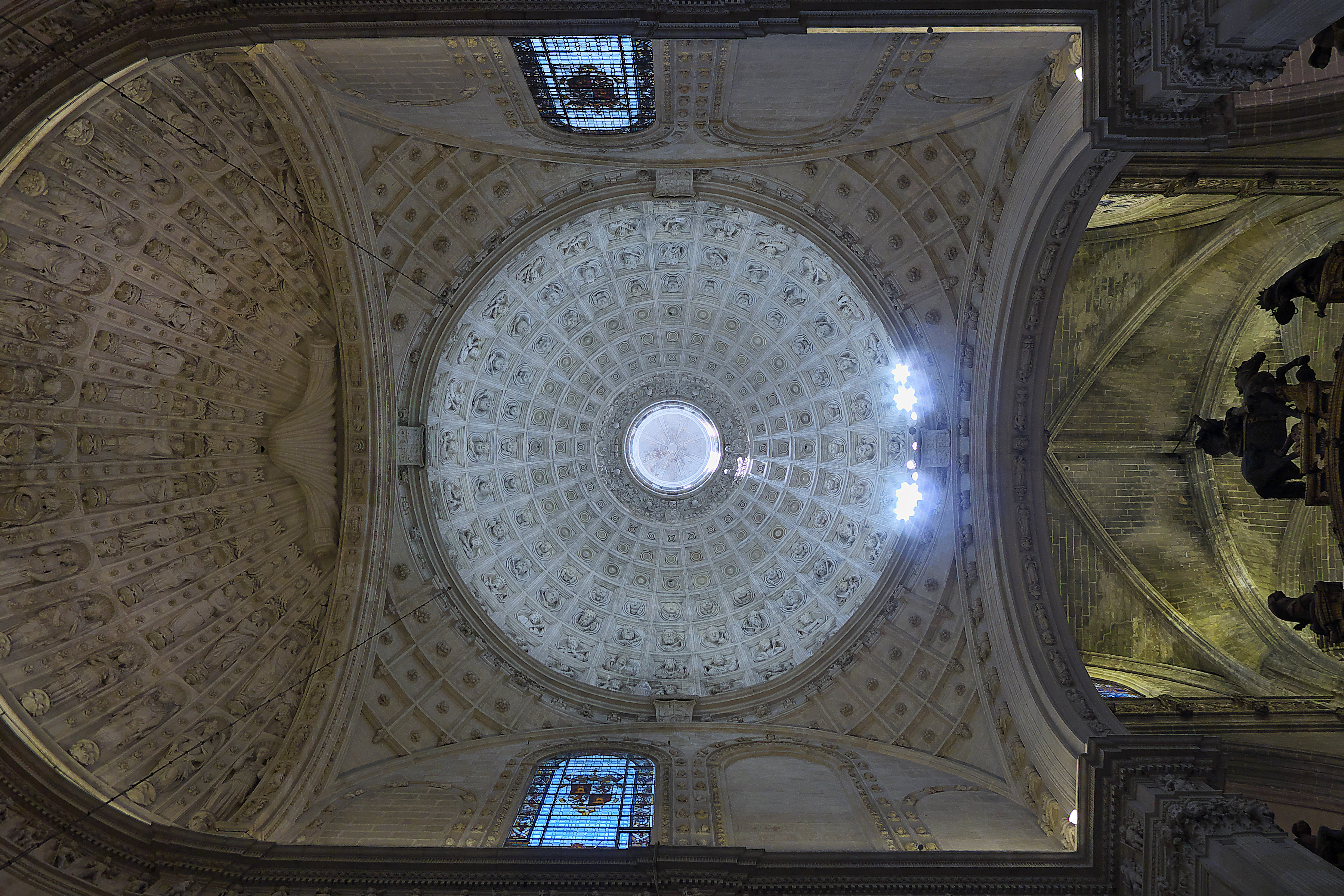
Bóveda de la Capilla Real

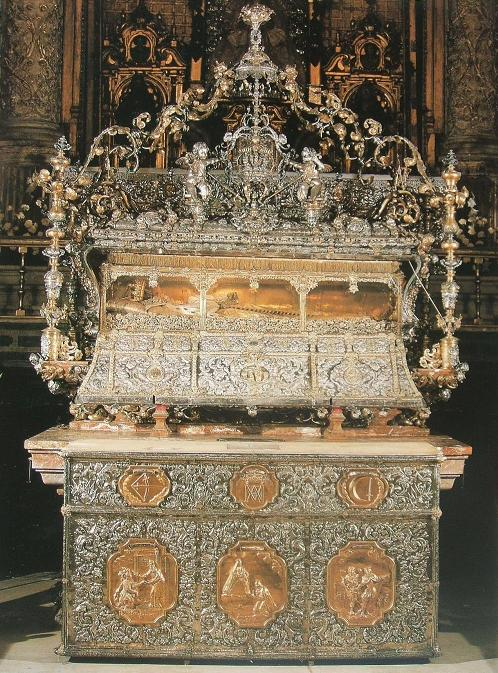
Urna en plata de Fernando III el Santo en la capilla Real

La Capilla Real hace las funciones de cabecera de la catedral. Consta de planta cuadrada con ábside y dos capillas laterales, con una cubierta de cúpula semiesférica y linterna realizada entre 1567 y 1569 por Hernán Ruiz el Joven. En dicha capilla está ubicado el panteón con la urna de plata del rey San Fernando realizada por Juan Laureano de Pina de estilo barroco, así como los sepulcros de Alfonso X de Castilla y de su madre, la reina Beatriz de Suabia. En la cripta de la Capilla Real están sepultados el rey Pedro I de Castilla y su esposa, la reina María de Padilla, entre otros miembros de la realeza. En un altar de esta cripta se encuentra la imagen de la Virgen de las Batallas, escultura en marfil del siglo XIII. En el retablo principal de la Capilla Real, del siglo XVII, está colocada la imagen gótica de la Virgen de los Reyes, patrona de la ciudad y de la archidiócesis de Sevilla.
- Capilla de la Concepción Grande

Esta capilla sirvió primitivamente como lugar de enterramiento a los caballeros que acompañaron a San Fernando en la conquista de Sevilla, a partir de 1654 su patronato perteneció a Gonzalo Núñez de Sepúlveda, caballero veinticuatro de Sevilla a quien le fue concedido el derecho a ser enterrado en este lugar tras una importante donación que realizó con motivo de la octava de la Inmaculada Concepción. Actualmente sus restos se encuentran en el muro de la izquierda tras una losa sepulcral con el escudo de armas de los Sepúlveda según diseño del pintor Juan de Valdés Leal. En la reja de la capilla, terminada en 1668, también se puede contemplar el mismo escudo.
En el interior llama la atención un soberbio retablo barroco con gran profusión de adornos y bellas columnas salomónicas que se articula en dos cuerpos, fue trazado y ejecutado por el arquitecto y ensamblador Martín Moreno en 1656. Las imágenes son obra de Alonso Martínez, excepto el cristo crucificado conocido como Cristo de San Pablo. En el primer cuerpo la imagen central es la conocida como Concepción Grande, mientras que las laterales corresponden a San José y San Pablo. El segundo cuerpo está presidido por el ya citado Cristo de San Pablo que es obra del siglo XVI y perteneció posiblemente a la decoración del antiguo retablo, siendo recuperado para colocarlo en su situación actual. Esta imagen gozó antiguamente de gran devoción en la ciudad. A su lado se encuentran las tallas de San Gonzalo y San Antonio de Padua.
En el muro derecho se encuentra un sepulcro de mármol en estilo neogótico realizado en 1881, en él está enterrado el que fuera arzobispo de Sevilla cardenal Francisco Javier Cienfuegos Jovellanos, nacido en Oviedo en 1766 que estuvo al cargo de la diócesis de Sevilla desde 1824 hasta su destierro en Alicante por motivos políticos el 18 de febrero de 1836.
Hasta 1810 estuvo expuesto en esta capilla una de las mejores obras de Murillo, El nacimiento de la Virgen. Este cuadro fue objeto de un robo perpetrado por el mariscal francés Soult durante la Guerra de la Independencia y actualmente se encuentra en el Museo del Louvre en París.
Entre 1835 y 1837, en esta capilla se encontraba sepultado el ilustre presbítero canario don Cristóbal Bencomo y Rodríguez, confesor del rey Fernando VII de España y arzobispo titular de Heraclea. Este pasó sus últimos años en Sevilla en donde disfrutaba de la dignidad de Arcediano de Carmona y prestó su ayuda a la población en casos de grandes calamidades públicas, como en una epidemia de cólera que azotó a la ciudad hispalense en 1823. Un retrato suyo está expuesto junto a los de otros ilustres personajes en la biblioteca colombina de la catedral. Sus restos actualmente se encuentran sepultados en la Catedral de San Cristóbal de La Laguna en Tenerife.
- Altar de Santa Bárbara

Destaca el cuadro que representa a las Santas Justa y Rufina, obra de Miguel de Esquivel realizada en 1620, se tienen pocos datos de este artista, pues esta es su única obra conocida, se sabe que murió muy joven en 1621. Las Santas están representadas a ambos lados de La Giralda. Santa Justa mira hacia el cielo, mientras que Santa Rufina parece meditar con la mirada baja. Es muy interesante la detallada representación de la Giralda, pues se pueden observar entre otros detalles las pinturas con diferentes santos que entonces la adornaban y actualmente han desaparecido.
Existe también en este altar un pequeño retablo con pinturas de un discípulo de Antonio de Alfían y una imagen de San Antonio sin demasiado interés artístico.
- Altar de Santa Justa y Rufina

Su patronato se debe a los hermanos Bécquer en 1622. En él se encuentra una destacada escultura de las santas que fue realizada en 1728 por Duque Cornejo. Estas imágenes proceden de la Iglesia del Salvador (Sevilla) y procesionan anualmente en la festividad del Corpus.

#### Capillas del lado sur
Las capillas del lado sur se encuentran divididas en 2 grupos por la puerta de San Cristóbal. En el primer grupo, comenzando desde la fachada este, se encuentran la Capilla del Mariscal, Antesacristia, Capilla de los Dolores y Capilla de San Andrés. En el segundo, Capilla de la Virgen de la Antigua que es de mayor dimensión que las demás, Capilla de San Hermenegildo, Capilla de Santa Ana y Capilla de San Laureano que entra en contacto con la fachada oeste. En las cercanías de la Puerta de San Cristóbal se ubican el altar de la Piedad, el altar de la Concepción y el monumento a Cristóbal Colón
- 1. Capilla del Mariscal

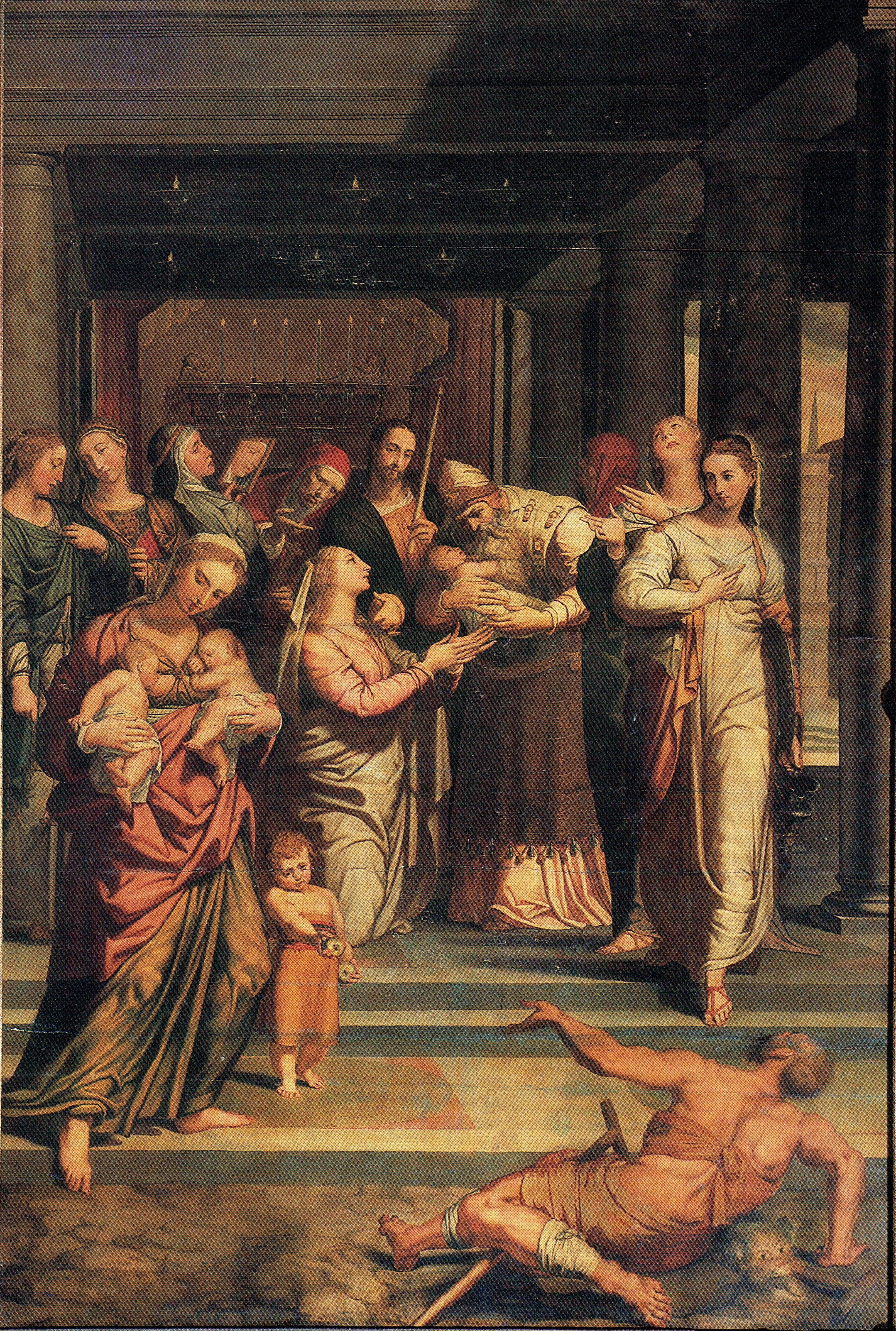
La Purificación de la Virgen de Pedro de Campaña

Esta capilla debe su nombre a su patrono, Diego Caballero, rico mercader y armador, mariscal de la Isla de la Española desde 1536, el cual entregó al Cabildo de la catedral de Sevilla en 1553, la importante suma de 26 000 maravedíes para fundar una capellanía y construir el retablo pictórico que persiste en la actualidad, sin duda una joya del arte renacentista.
El retablo es obra del pintor Pedro de Campaña, que contó con la colaboración del entallador Pedro de Becerril para la imaginería y arquitectura, y del pintor Antonio de Arfián para la policromía de la estructura arquitectónica, el trabajo se comenzó en 1555, y se prolongó a lo largo de ocho meses. Consta en total de 10 tablas. En el banco o parte inferior, a la izquierda retratos de Diego Caballero, su hijo y su hermano Alonso, en el centro Jesús entre los doctores, a la derecha retratos de Leonor de Cabrera (esposa de don Diego) y su hermana doña Mencía (esposa de Alonso) con sus hijas. En el cuerpo principal la tabla central es La Purificación de la Virgen, a su derecha Santo Domingo (arriba) y Santiago en la batalla de Clavijo (abajo), a su izquierda La imposición de la casulla a San Ildefonso (abajo) y La estigmatización de San Francisco (arriba). En el ático La Resurrección y más arriba en el remate El Calvario.
La tabla principal como ya se ha comentado corresponde a la Purificación de la Virgen, esta escena relatada en el evangelio de San Lucas, también es conocida como la Presentación de Jesús en el Templo. Según la ley de Moisés todos los judíos debían consagrar a sus hijos en el templo, pero la parturienta se consideraba impura y solo se le permitía la entrada en la Casa de Dios 40 días después del alumbramiento, por eso esta festividad se celebra 40 días después del 25 de diciembre, es decir, el 2 de febrero. La tabla tiene unas dimensiones de 330 cm por 240 cm y está inspirada según algunos autores en un grabado de Alberto Durero. En primer plano aparece un inválido en el suelo que extiende su brazo mientras que un niño le ofrece una fruta, detrás la Virgen y Simeón con el niño en brazos, una serie de figuras femeninas envuelven la escena, cada una de ellas es una alegoría de las diferentes virtudes de la Virgen. La figura de La Caridad tiene dos niños en sus brazos, detrás La Templanza con una jarra, La Justicia con una balanza, La Fortaleza con la cabeza de un león en un broche, La Prudencia con un espejo, La Fe con una cruz en la mano y La Esperanza que inclina la cabeza hacia arriba.
- 3. Capilla de los Dolores

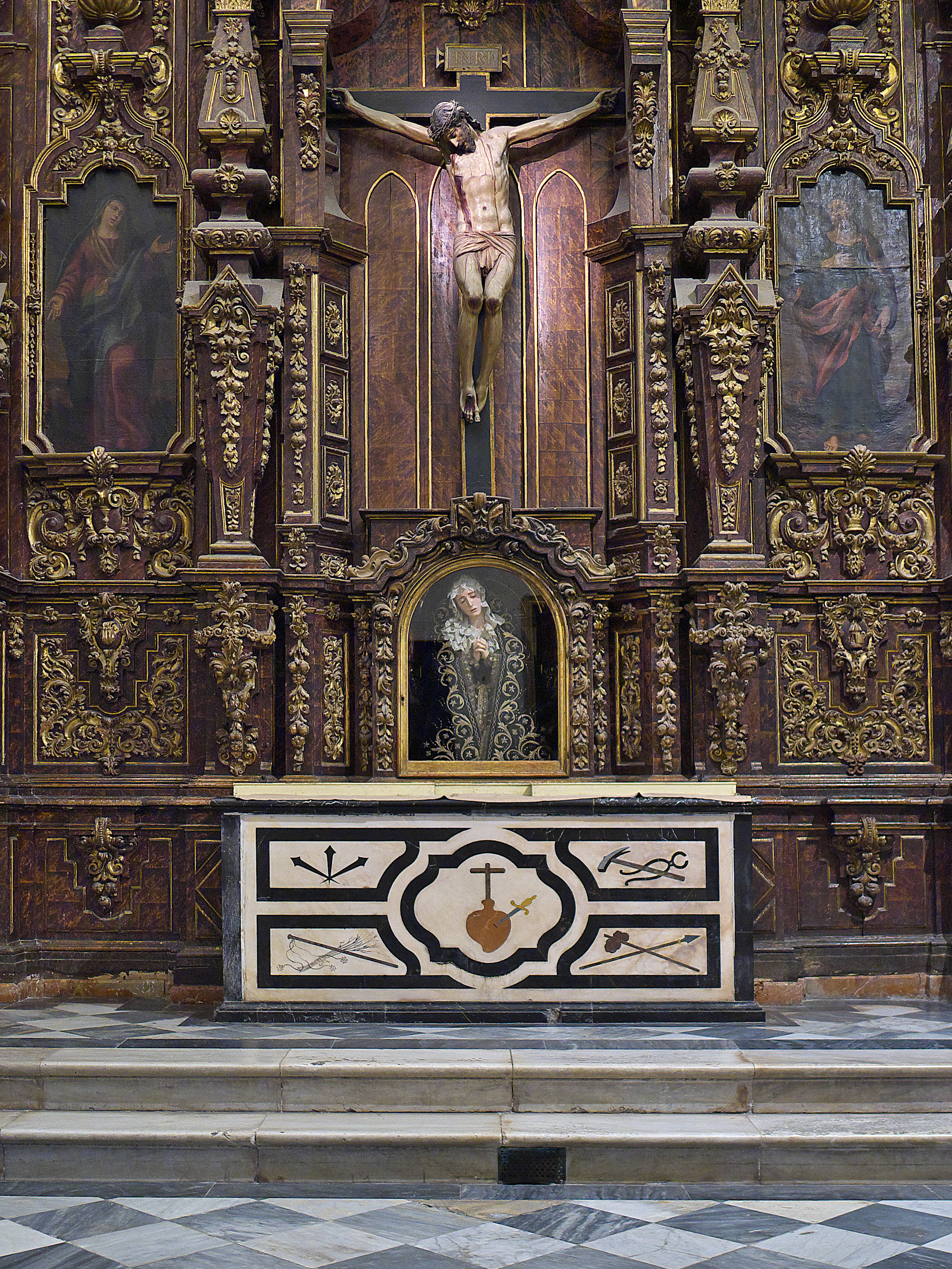
Capilla de los Dolores

A través de esta capilla se accede a la Sacristía de los Cálices, dentro de sus elementos artísticos, destaca una imagen de la Virgen de los Dolores situada en el banco del retablo, es obra realizada por Pedro de Mena de 1670. En el muro frontal se encuentra el sepulcro del que fuera arzobispo de Sevilla y cardenal Marcelo Spínola, el cual está representado en actitud de oración. Fue esculpido por Joaquín Bilbao en 1906. En la parte superior cuelga una soberbia pintura de Valdés Leal, se trata de Los Desposorios de la Virgen y San José, fechada en 1657. Otros cuadros de interés que adornan esta capilla son La Negación de San Pedro y El Entierro de Cristo, obras francesas anónimas del siglo XVII, y Jacob bendiciendo a sus hijos, pintura flamenca también del XVII, atribuida a Pieter van Lint.
- 4. Capilla de San Andrés

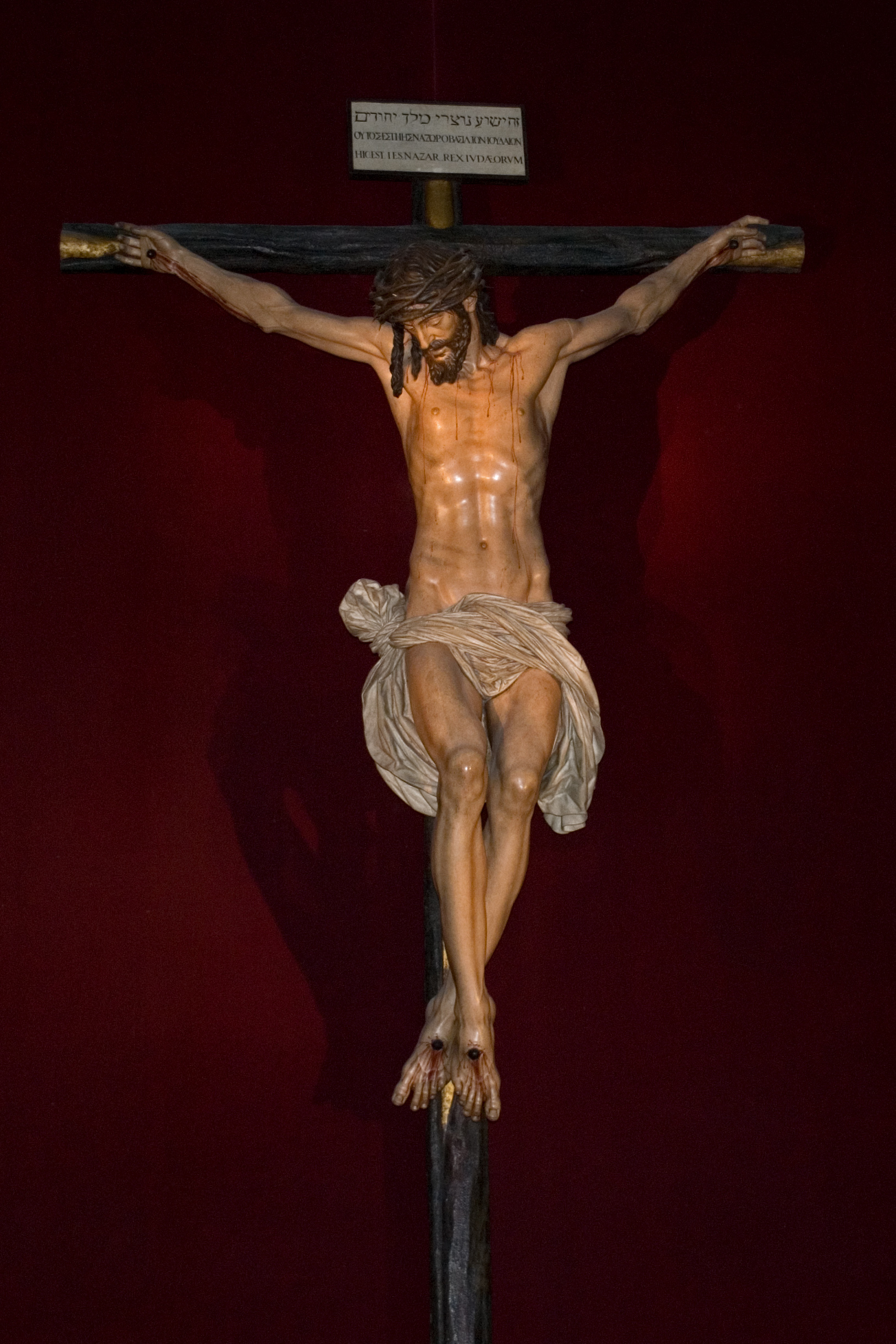
Cristo de la Clemencia, de Juan Martínez Montañés

El elemento artístico más importante de este espacio es sin duda el Cristo de la Clemencia (1603), una escultura de madera policromada por Juan Martínez Montañés, también llamado Cristo de los Cálices, por el lugar en que antes se encontraba en la catedral, es una obra cumbre de la escultura barroca; se trata de un bello crucificado que inspira una enorme serenidad. Tiene la particularidad de estar unido a la cruz con 4 clavos en lugar de los 3 habituales.
A la derecha se encuentran cuatro sepulcros góticos de gran antigüedad que fueron realizados alrededor del año 1400, posiblemente en el taller toledano del escultor Fernán González. En ellos están enterrados Alvar Pérez de Guzmán, su padre, su esposa, Elvira de Ayala y su hijo.
Cuelgan también dos cuadros de gran interés atribuidos a Lucas Jordán que fueron pintados alrededor de 1700, en el primero se representa El traslado del Arca de la Alianza y en el segundo El Cántico de la profética María, es decir la escena en la que la hermana de Moisés canta acompañada de otras mujeres israelitas en acción de gracias por haber podido atravesar el Mar Rojo. En la parte superior está colocada una copia del Martirio de San Andrés, de Juan de Roelas, el original se encuentra en el Museo de Bellas Artes de Sevilla.
- Altar de la Piedad

El principal elemento de este altar en la pintura central del retablo que fue realizada por Alejo Fernández en el año 1527. En esta tabla se representa la escena de La Piedad con las figuras de Jesucristo, la Virgen María, José de Arimatea, María Magdalena, María de Betania y María Salome. En la banco del retablo pueden contemplarse los retratos de Mencía de Salazar y su esposo Alonso Pérez de Medina, donantes de la obra.
- Altar de la Concepción

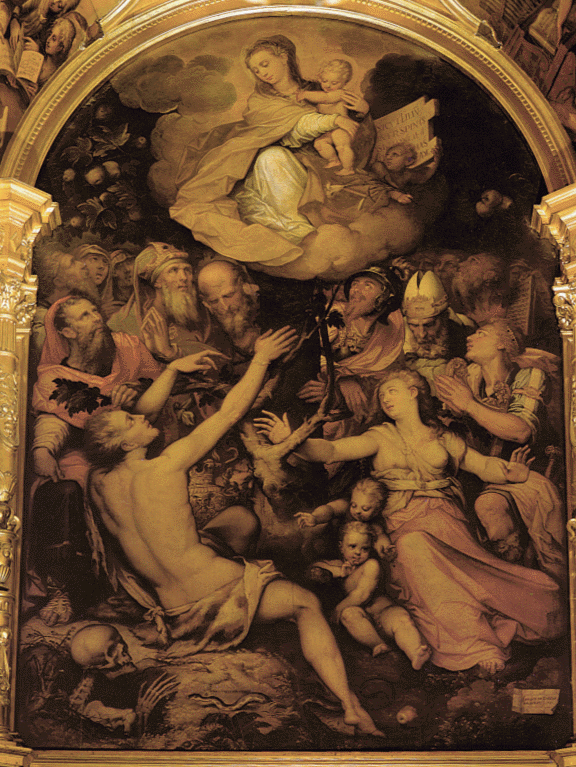
La Genealogía de Cristo de Luis de Vargas, (1561)

Este altar no debe confundirse con la Capilla de la Concepción Grande, que se encuentra también en la catedral de Sevilla y está dedicada a la misma advocación de la Virgen María.
Destaca en este espacio la pintura principal del retablo que fue realizada por Luis de Vargas en 1561 y representa un tema alegórico sobre Jesucristo. En él están situados diversos personajes alrededor del árbol de Jese que simbolizan la genealogía temporal de Jesús, partiendo desde Adán que se encuentra en primer plano. Sobre estos personajes, en una nube, se encuentra la Virgen con su hijo en brazos.
Esta pintura ha sido conocida popularmente desde muy antiguo como Cuadro de la Gamba. Se cuenta que en el siglo XVI, el maestro Mateo Pérez de Alesio se encontraba en la catedral pintando un San Cristóbal, y admiraba tanto la obra de Luis de Vargas que un día le dijo a este: Piu vale la tua gamba, che il mio S. Cristoforo, de esta anécdota proviene la denominación popular. Se complementa con el retrato del donante, el chantre hispalense Juan de Medina, que aparece en el banco del retablo y que es una rotunda prueba a favor de las altas condiciones de Luis de Vargas como pintor de retratos.
La capilla está protegida por una reja de época renacentista terminada en el año 1562. Fue diseñada por Hernán Ruiz II.
- 5. Capilla de la Virgen de la Antigua

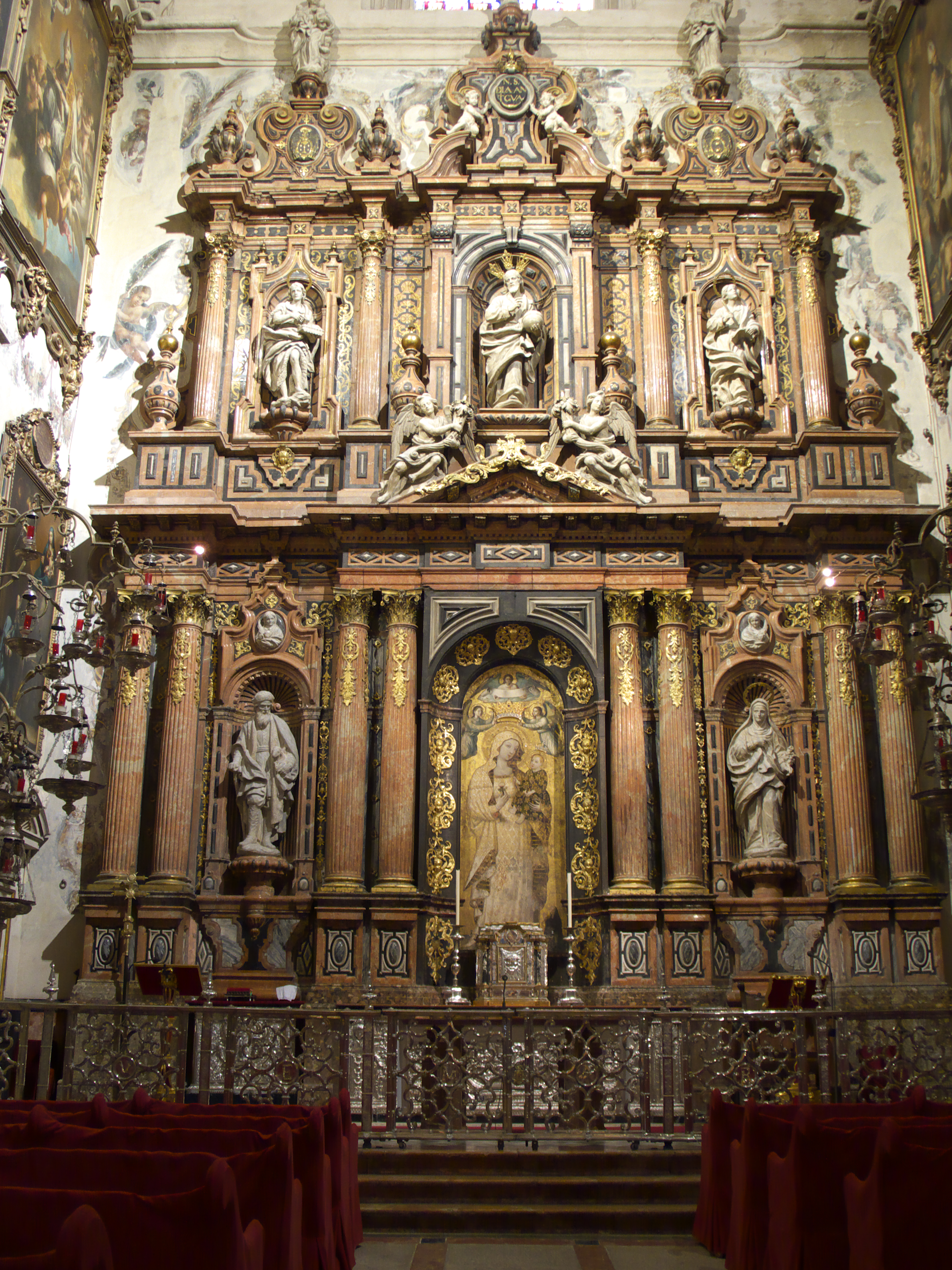
Capilla de la Virgen de la Antigua

Según la leyenda, antes de la conquista de Sevilla por los cristianos, un ángel condujo al rey san Fernando al interior de la mezquita principal de la ciudad, donde detrás de un muro que se hizo transparente, pudo ver la imagen de la Virgen de la Antigua que permanecía allí oculta desde hacía siglos. Pocos días después se rindieron las fuerzas musulmanas y San Fernando entró triunfante en la ciudad el 22 de diciembre de 1248.
La capilla actual está presidida por un retablo en cuyo centro hay una imagen pintada al fresco de la Virgen de la Antigua, realizada según los historiadores en el siglo XV, sobre un muro de la antigua mezquita que ocupaba el espacio de la actual catedral. La Virgen sostiene a su hijo con la mano izquierda y con la derecha una rosa, mientras que el Niño sujeta un pájaro. Sobre su cabeza dos ángeles mantienen en el aire una corona que fue realizada en 1929 con motivo de la coronación canónica de la imagen y más arriba otro ángel muestra la inscripción Ecce Maria venit. El retablo está realizado en mármol y las diferentes esculturas que posee están talladas por Pedro Duque y Cornejo.
En el muro izquierdo se ubica el bello sepulcro del cardenal Diego Hurtado de Mendoza que fue confeccionado en Italia por Domenico Fancelli en 1510. En el muro derecho la sepultura del arzobispo Luis de Salcedo y Azcona, obra esculpida por Duque Cornejo entre 1738 y 1740. Otro elemento destacado son las numerosas lámparas de plata del siglo XVIII que adornan la capilla.
- 6. Capilla de San Hermenegildo

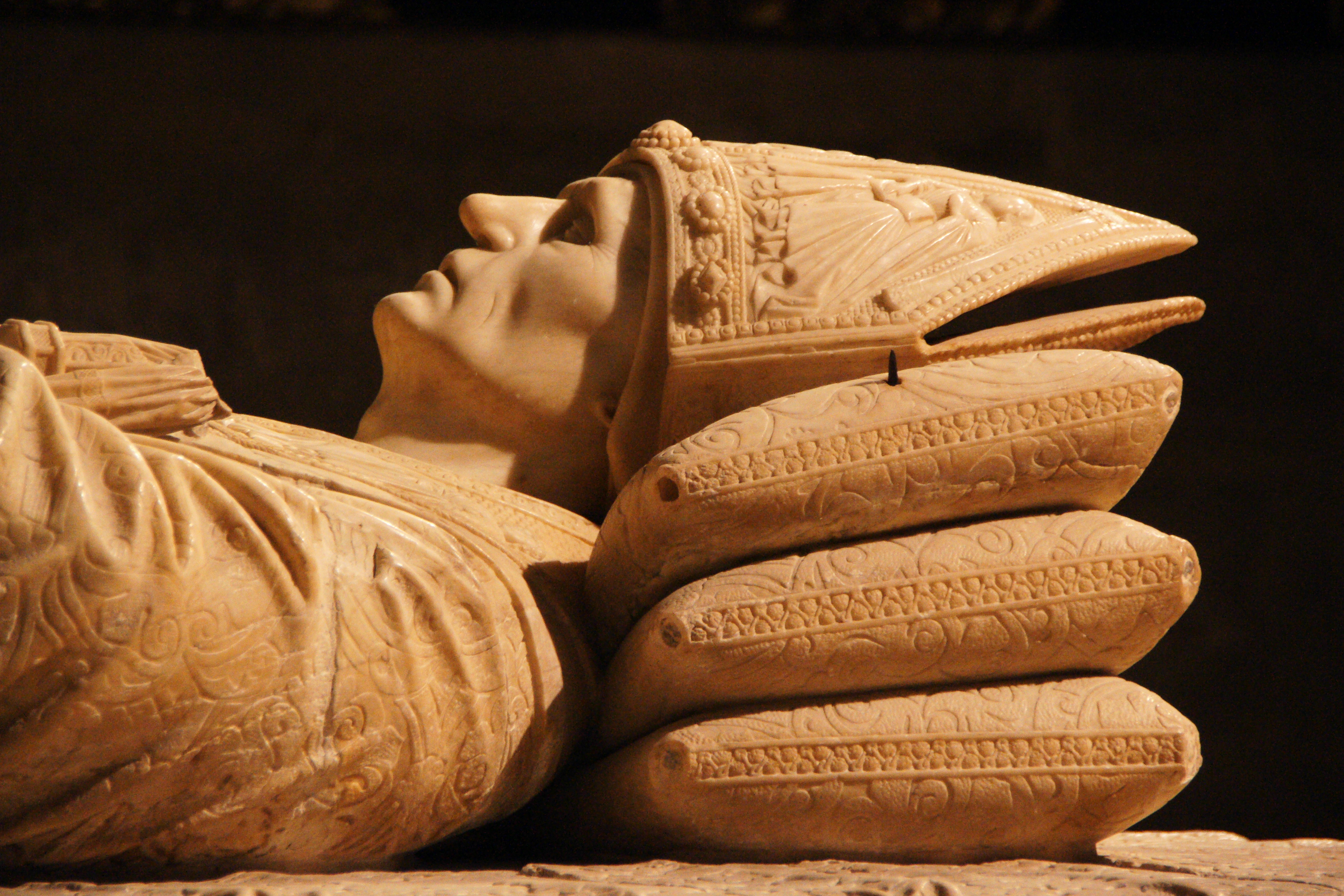
Detalle del sepulcro del cardenal Cervantes

Este fue el lugar elegido por el cardenal Juan de Cervantes para descansar eternamente.
El cardenal Cervantes nació en Lora del Río, (Sevilla), en el año 1382 y fue obispo de la ciudad durante cinco años, desde 1449, hasta el 25 de noviembre de 1453. Lorenzo Mercadante de Bretaña labró en 1458 el magnífico sepulcro gótico realizado en alabastro blanco que todavía se conserva y estampó su firma Lorenzo Mercadante de Bretaña entallo este bulto. En la parte frontal destaca el escudo de armas del cardenal sostenido por ángeles, arriba la estatua yacente de un enorme realismo sobre un catafalco.
Dentro de la capilla existe también un retablo realizado por Manuel García de Santiago sobre 1750 presidido por una imagen de san Hermenegildo tallada por Bartolomé García de Santiago.
- 7. Capilla de San José

El altar neoclásico que preside esta capilla fue diseñado por el arquitecto Juan Pedro Arnal y construido entre 1785 y 1800, la escultura principal que representa a San José es obra de José Esteve Bonet y las restantes fueron realizadas por Alfonso Giraldo Bergaz.
En el muro de la derecha se encuentra el sepulcro del cardenal Manuel Joaquín Tarancón y Morón arzobispo de Sevilla entre 1857 y 1862.
Entre los cuadros que adornan los muros se puede destacar La Cena del rey Baltasar, obra del pintor flamenco Frans Francken el Joven. Puede contemplarse asimismo un claviórgano fabricado en 1787 por Gabriel Buntebart y Sievers, instrumento de gran valor del que existen muy pocos en el mundo.
- 8. Capilla de Santa Ana o del Cristo de Maracaibo

Tras el altar, puede contemplarse un retablo pictórico realizado en 1504 y dedicado a San Bartolomé. Se desconoce quién fue su autor, aunque un análisis detallado de sus características ha determinado que el trabajo es obra de dos artistas que no ha sido posible identificar.
En el banco del retablo aparecen distintas escenas de la Pasión de Cristo, Flagelación, Camino del Calvario, Crucifixión, Descendimiento y la Piedad. En el primer cuerpo pinturas de varios santos que corresponden a Santiago el Mayor, San Blas, San Bartolomé, San Nicolás y San Sebastián. En el segundo cuerpo dedicado a María están representados San Juan Bautista, Santa Ana, La Virgen con el niño, Santa Marta y San Miguel Arcángel.
Otro elemento destacable de esta capilla es la imagen pintada sobre tabla del Cristo de Maracaibo, realizada en 1560 y atribuida a Pedro de Villegas Marmolejo. Modernamente se integró en un retablo realizado por Joaquín Bilbao en 1919.
En el muro derecho está el sepulcro del que fuera arzobispo de Sevilla y cardenal Luis de la Lastra y Cuesta, esculpido por Ricardo Bellver en 1880. La figura del cardenal se encuentra de rodillas apoyada sobre un reclinatorio.
- 9. Capilla de San Laureano

Esta capilla fue la primera parte de la catedral que se construyó. Contiene el sepulcro del arzobispo Alonso de Egea que fue enterrado en 1417 y el del cardenal Joaquín Lluch y Garriga fallecido en 1882.
El retablo dedicado a San Laureano es de autor desconocido, consta de dos cuerpos, en la hornacina central se representa a San Laureano vestido de obispo con un cuchillo en la mano que simboliza su martirio, a su derecha se representa al Santo orando y a la izquierda la aparición del ángel que le indicó que partiera de Sevilla. En la parte superior se representa el martirio de San Laureano flanqueado por ángeles enmarcados en columnas salomónicas.
La bóveda de la capilla fue en su momento decorada por Lucas Valdés, pero estas pinturas se perdieron. Actualmente cuelgan cinco cuadros de Matías de Arteaga y Alfaro realizadas entre 1700 y 1702 que representan las siguientes escenas: La resurrección de un joven en Marsella por intervención de San Laureano, San Laureano en Roma ante el Papa Virgilio, La curación de un enfermo en Roma por la intervención de San Laureano, El martirio de San Laureano, La entrega de la cabeza de San Laureano al clero de Sevilla.

#### Capillas del lado oeste
- Altar del Nacimiento

En el retablo se encuentran varias obras del pintor de la escuela sevillana Luis de Vargas que se realizaron a partir de 1555. La escena central corresponde a La Adoración de los Pastores, uno de sus mejores trabajos de clara influencia italiana. Esta representación sirvió de base para elaborar una vidriera por la casa Maumejean que está situada en la Capilla de San José de esta catedral. El resto de las pinturas corresponden a La Anunciación, La Presentación, San Juan, San Lucas, San Mateo, San Marcos y La Adoración de las Reyes.
- Altar de Nuestra Señora de la Cinta

En este altar se encuentra una escultura en barro cocido y policromado de la Virgen de la Cinta que está atribuida al escultor Lorenzo Mercadante y se cree que fue realizada en fecha próxima a 1470. La imagen posee una larga cinta en torno a su cintura, la cual simboliza consuelo, remedio y protección.
El origen de esta advocación mariana es muy antiguo. Según la leyenda publicada en 1714 por Fray Felipe de Santiago, un zapatero de nombre Juan Antonio invocó a la virgen por tener un intenso dolor en el costado. Poco después encontró una cinta en el suelo, y al ceñírsela el dolor desapareció inmediatamente.
- Capilla de San Isidoro

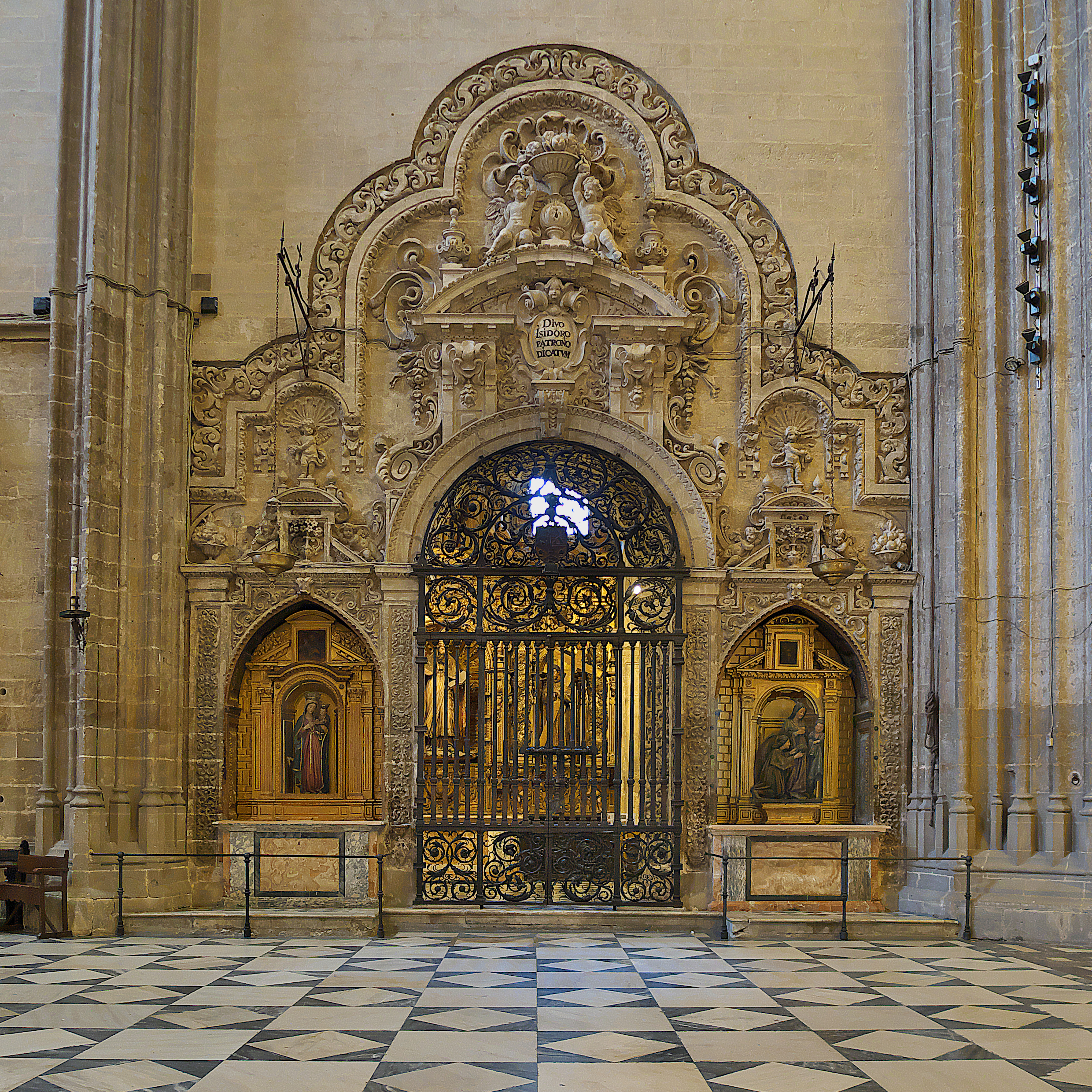
Capilla de San Isidoro

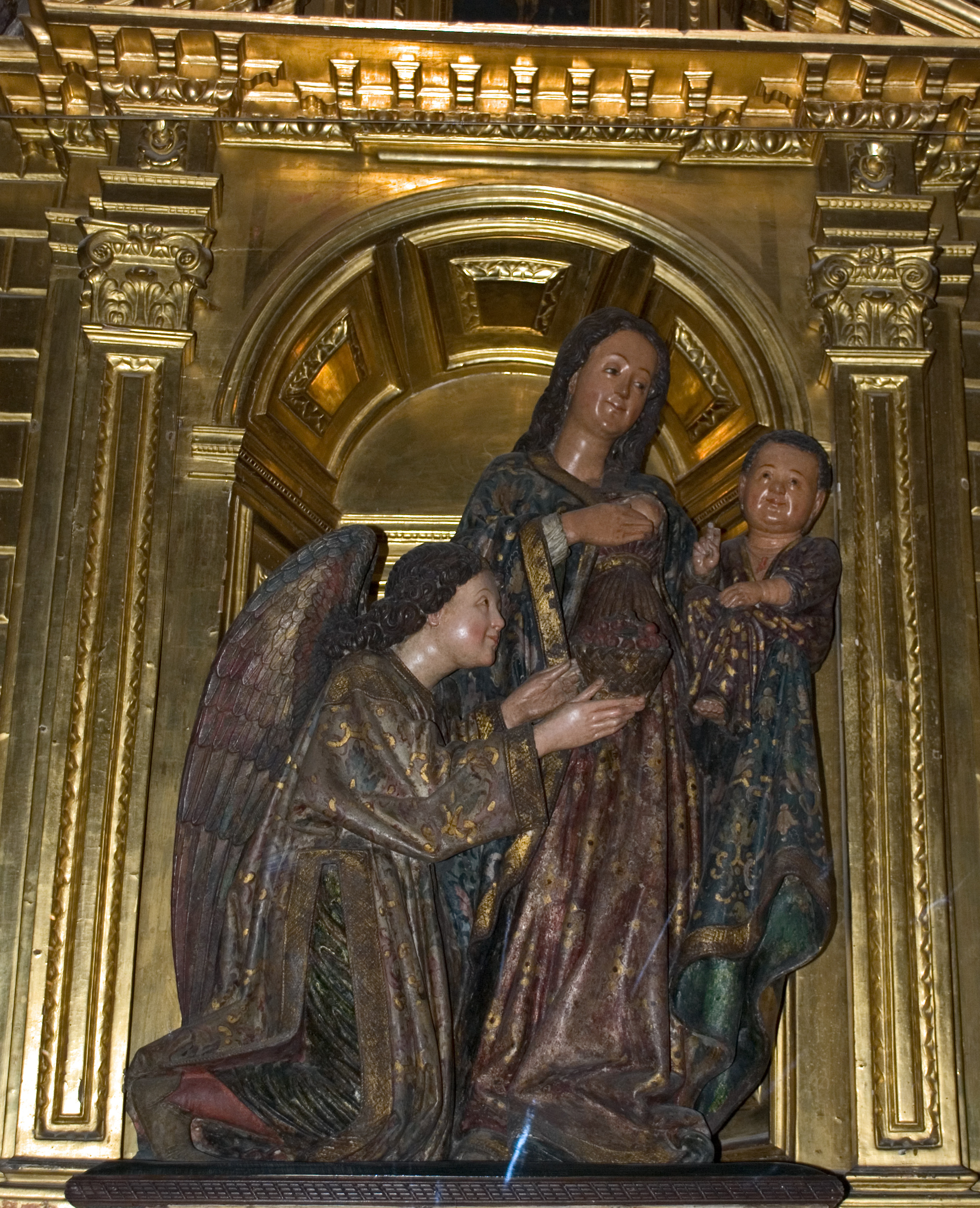
Altar de la Virgen del Madroño

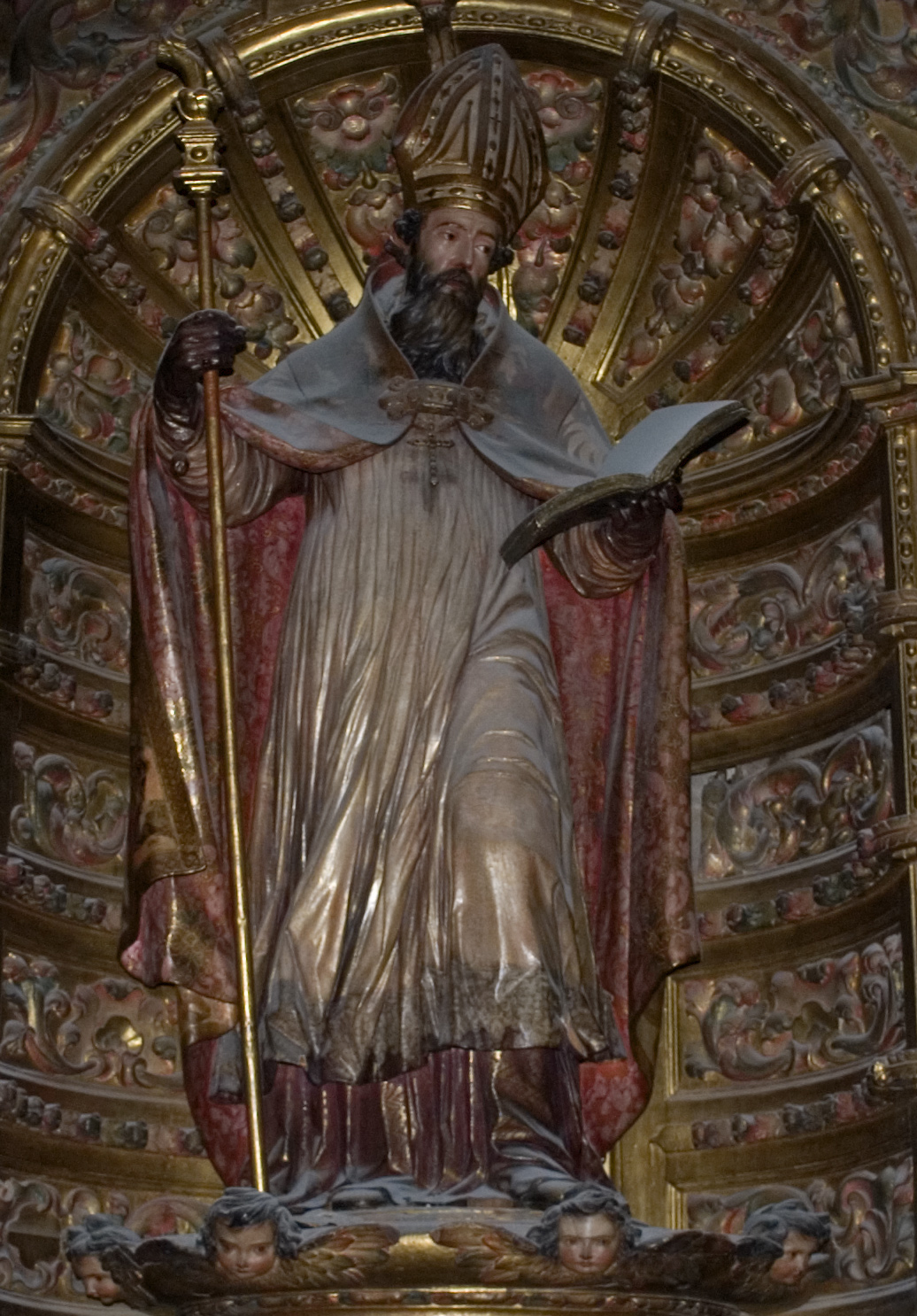
San Leandro en el retablo de la capilla de su nombre

En su interior se sitúa un retablo realizado por Bernardo Simón de Pineda con esculturas de autor desconocido que representan a San Isidoro, San Leandro, San Francisco y San Diego de Alcalá.
La reja exterior fue realizada en Amberes en 1660.
- Altar de la Virgen del Madroño

Contiene una composición escultórica realizada en piedra policromada en la que se representa a la Virgen con el Niño. A sus pies un ángel arrodillado en actitud de admiración. Se cree que el conjunto fue realizado por Lorenzo Mercadante de Bretaña alrededor de 1455.
- Altar del Ángel de la Guarda

En este altar cuelga el bellísimo cuadro El Ángel de la Guarda, pintado por Murillo alrededor de 1655.
- Altar del Consuelo

Su elemento principal es el cuadro La Virgen del Consuelo realizado en torno a 1720 por el pintor de la escuela sevillana Alonso Miguel de Tovar.
- Altar del Niño Mudo

Recibe este nombre popularmente por una imagen del Niño Jesús que fue tallada sobre 1650, probablemente por un discípulo de Martínez Montañés.
- Capilla de San Leandro

Destaca una espléndida portada barroca en piedra tallada obra de Matías de Figueroa y Diego de Castillejo que fue realizada en 1773.
En el interior se sitúa un retablo obra de Manuel de Escobar confeccionado en 1730 con tallas de Pedro Duque y Cornejo. La figura principal del mismo es San Leandro flanqueado por San Antonio Abad y San Fulgencio. En la parte superior se ve la talla de Santo Domingo de Guzmán.
- Altar de Nuestra Señora de la Alcobilla

En este altar se encuentra un retablo barroco en el que está colocada una representación escultórica de La Piedad. La Virgen tiene la advocación de Nuestra Señora de la Alcobilla y es la que da nombre al altar. Se cree que este grupo escultórico fue realizado en Alemania en torno al año 1500, y pertenecía primitivamente a la capilla privada de la familia de los Pinelos. Posteriormente fue restaurado gracias a la intermediación del canónigo José Torres Padilla y finalmente se colocó en el sitio que ahora ocupa. La iconografía tiene algunos detalles peculiares que se repetirían mucho en otras representaciones posteriores. La Virgen coge solamente uno de los brazos de Jesucristo, cuya cabeza cae con violencia.
- Altar de la Visitación

En 1566 el pintor Pedro de Villegas recibió el encargo de realizar el retablo de esta capilla que fue costeado por el capellán de la catedral Diego de Bolaños el cual aparece representado en el banco del mismo junto a sus familiares.
El espacio central está dedicado a una pintura de La Visitación, es decir representa la visita de la Virgen María embarazada de Jesús a su prima Santa Isabel que estaba a su vez embarazada de San Juan Bautista. Está flanqueado por las imágenes de San Blas, El bautismo de Cristo, Santiago y San Sebastián. Este conjunto nos muestran las claras influencias manieristas y flamencas que existen en la obra de Villegas.
En el banco se puede contemplar un relieve de San Jerónimo fechado en 1566 que se considera una de las mejores obras del escultor Jerónimo Hernández.
- Capilla de los Jácomes

En el interior de esta capilla, conocida como de los Jácomes o de Nuestra Señora de las Angustias, se levanta un retablo con un esquema francamente barroco tallado por Francisco Dionisio de Ribas entre 1658 y 1660, en cuyo cuerpo central se encuentra el lienzo de La Piedad, también denominado de Nuestra Señora de las Angustias, pintado por Juan de Roelas y datado alrededor de 1609.
Esta pequeña capilla se edificó después de 1650, para la veneración del citado cuadro que gozaba de gran devoción en la ciudad, aprovechando el vacío dejado por la pila bautismal que se había trasladado a su actual ubicación, cuando se abrió en ese emplazamiento una puerta de comunicación con la iglesia del Sagrario.
En 1658 la viuda y los herederos del comerciante de origen flamenco Adrián Jácome solicitaron del cabildo la adjudicación de esta capilla para enterramiento de la familia Jácome y el día 8 de agosto se formalizó la cesión, a cambio de una cantidad en metálico y el exorno de la capilla.

#### Capillas del lado norte
- Capilla de San Antonio

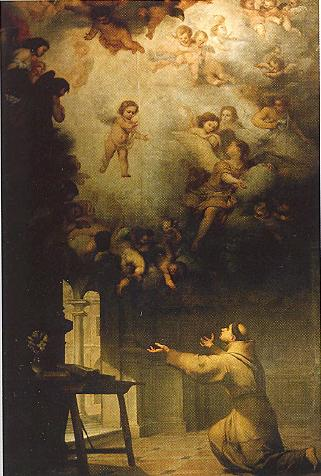
La visión de San Antonio, Murillo (1656)

Es la Capilla Bautismal de la catedral, en el centro se sitúa una magnífica pila bautismal renacentista del siglo XVI realizada en mármol blanco. Al fondo enmarcado por una moldura tallada de Bernardo Simón de Pineda, se encuentra el cuadro La visión de San Antonio. Esta obra de grandes proporciones data de 1656 y es una de las creaciones cumbre de Murillo. En la parte inferior del cuadro, San Antonio en medio de la penumbra con los brazos extendidos dirige su mirada a la parte superior del lienzo donde se representa al Niño Jesús en el centro de una intensa luz y rodeado por nubes y numerosos ángeles.
Este cuadro ha sufrido diversos avatares a lo largo de la historia. En 1810 estuvo a punto de ser robado por el mariscal Soult del ejército de Napoleón, el cabildo de la catedral consiguió hacerlo desistir entregándole a cambio El Nacimiento de la Virgen, también de Murillo, que actualmente se encuentra en el Museo del Louvre. El 4 de noviembre de 1874, unos desconocidos mutilaron la obra para apoderarse de la figura de San Antonio, que fue vendida a un anticuario de Nueva York. El fragmento fue comprado por William Scheams que, al conocer su procedencia, lo entregó a la embajada española. El fragmento fue colocado en el cuadro en un proceso de restauración en 1876.
En la parte superior del retablo está colocada otra obra de Murillo, El bautismo de Cristo que fue realizado en 1668. También se encuentran en esta capilla entre otros los siguientes cuadros: La Imposición del palio a San Isidoro de Lucas Valdés, cuatro pinturas que componen un ciclo sobre la creación del pintor Simón de Vos, La Creación del Mundo, La creación de los animales, La separación de la luz de las tinieblas y La separación de las aguas de la tierra.
- Capilla de Scalas

Debe su nombre a Baltasar del Río, que fue canónigo de la catedral y durante uno de sus viajes a Roma consiguió que el papa León X le nombrara obispo de la modesta diócesis de Scalas en el Reino de Nápoles.
En 1517 el cabildo sevillano le cedió una capilla libre de patronato para que pudiera construir su mausoleo, el cual fue terminado durante su vida como se contempla aún en la actualidad. En 1531 instituyó en Sevilla un concurso literario para alentar a los jóvenes al estudio de la oratoria y la poesía. En 1540 en su testamento especificó su deseo de ser enterrado allí, desgraciadamente falleció poco después en Roma el 1 de enero de 1541 y la tumba quedó vacía para siempre.
Detrás del sepulcro se ubica un retablo de mármol en el que se representa la venida del Espíritu Santo enmarcada por dos columnas corintias. En el banco diversas escenas talladas, el milagro de la multiplicación de los panes y los peces, el obispo en actitud de oración y su escudo de armas. El conjunto fue realizado alrededor de 1539 y se atribuye al taller del escultor italiano Gagini de Bissone.
Otra obra importante conservada en esta capilla es el relieve de la Virgen de la Granada que está atribuida a Andrea della Robbia (siglo XV), en él se representa a la Virgen con el niño acompañada por San Sebastián, San Francisco, Santa Casilda y Santo Domingo. Entre los lienzos, destaca La Adoración de los Pastores, única obra firmada por su autor, el pintor Francisco Antolínez.
- Capilla de Santiago

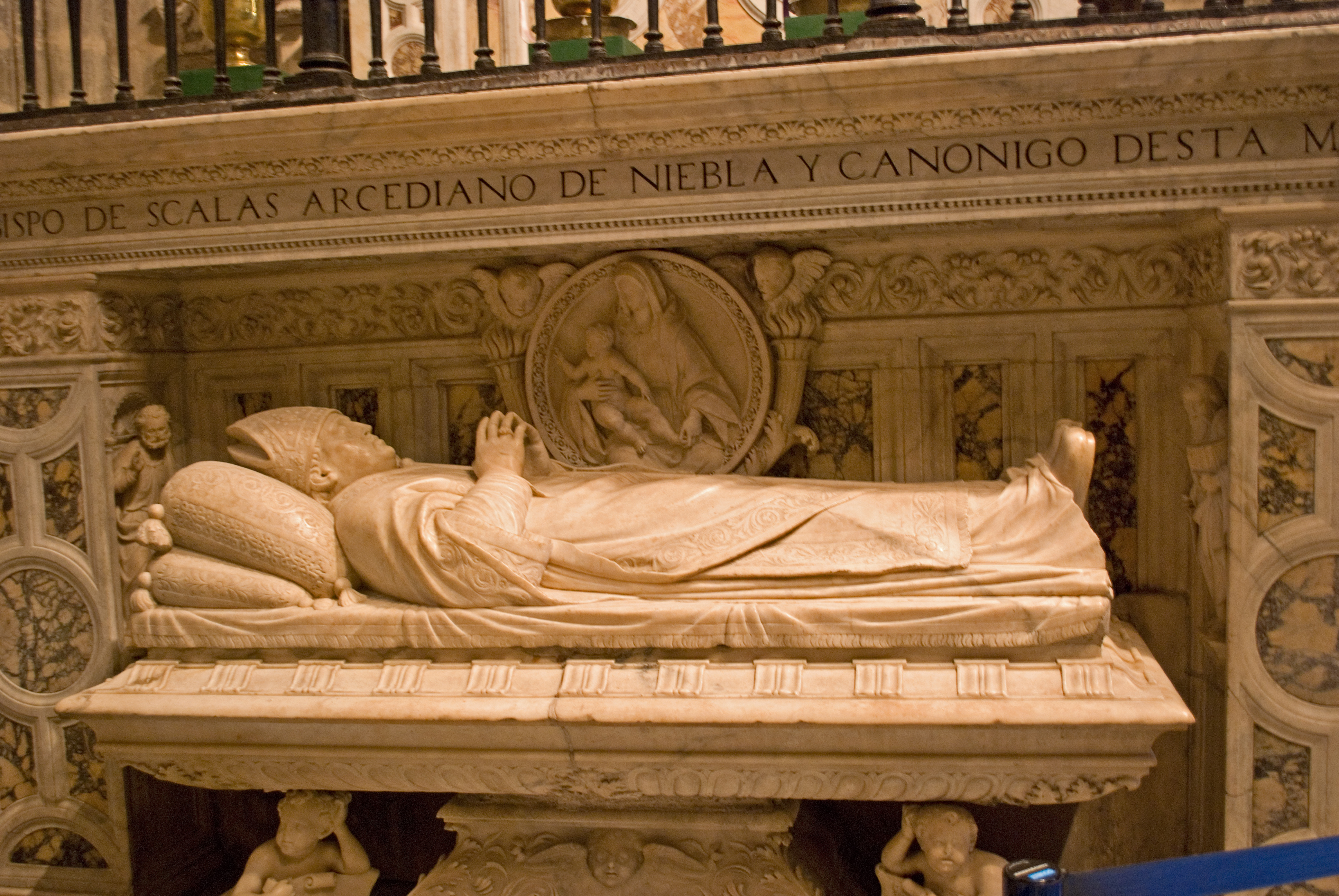
Sepulcro de Baltasar del Río, obispo de Scalas

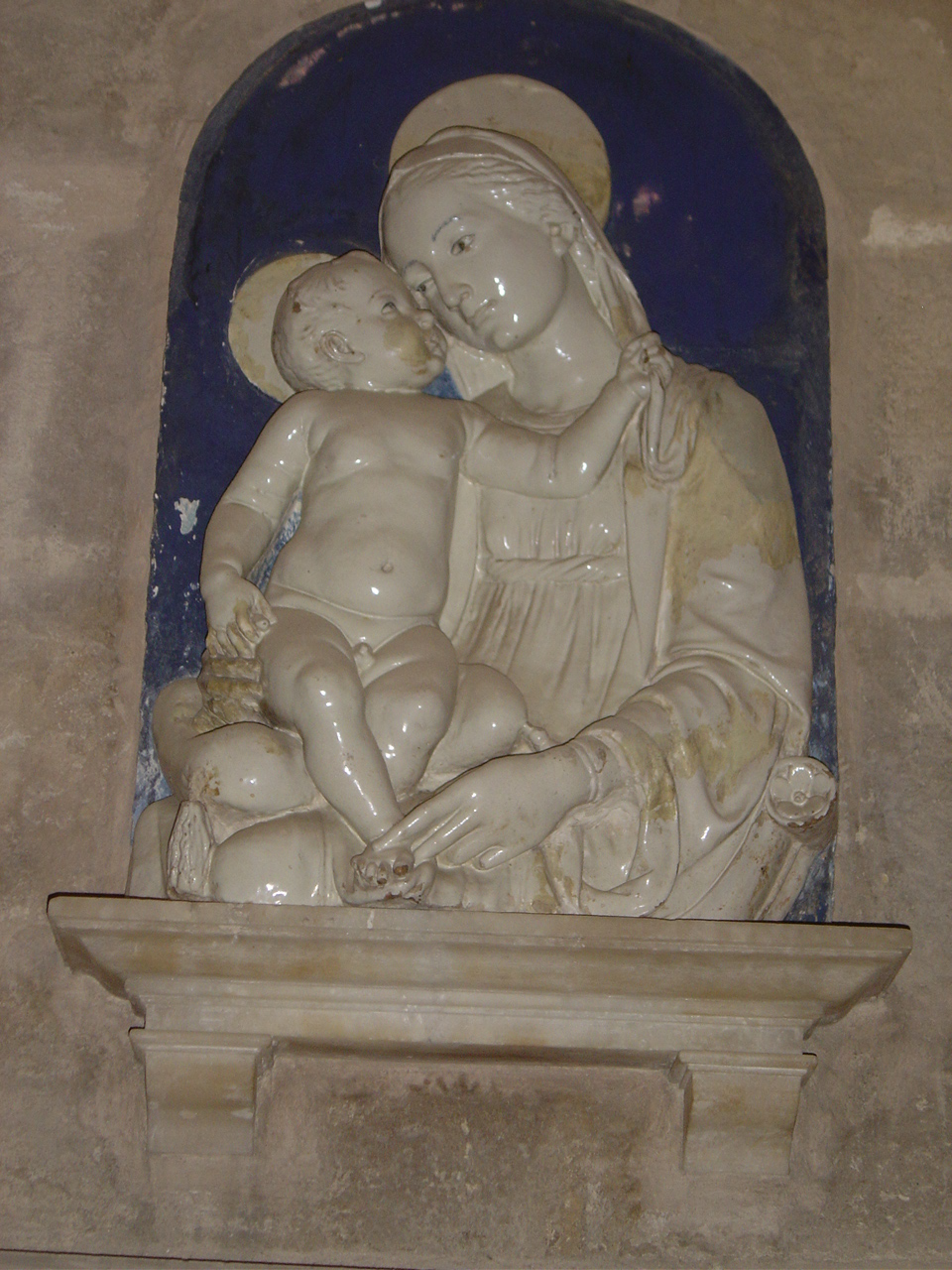
Virgen del Cojín

Lo primero que llama la atención de esta capilla es un cuadro de grandes dimensiones pintado por Juan de Roelas en 1609 en el que se representa a Santiago combatiendo contra los musulmanes en la Batalla de Clavijo, donde según la tradición su apoyo fue fundamental para que las tropas cristianas lograran la victoria. El lienzo se encuentra enmarcado en un retablo realizado por Bernardo Simón de Pineda en 1663. En la parte superior del mismo se sitúa una pintura dedicada al martirio de San Bartolomé, obra de Juan de Valdés Leal fechada en 1663.
También se encuentra el sepulcro gótico esculpido en alabastro en 1401 del arzobispo Gonzalo de Mena. Sobre el sepulcro un precioso relieve realizado en barro vidriado de la virgen con el niño que se conoce como La Virgen del Cojín, por encontrarse el niño apoyado sobre un cojín, es una obra del florentino Andrea della Robbia del siglo XV.
- Capilla de San Francisco

Destaca en el retablo el cuadro de 1657 de Francisco Herrera el Mozo, La apoteosis de San Francisco y en el remate la pintura de Valdés Leal de 1661 que representa La imposición de la casulla a San Ildefonso.
- Altar de Nuestra Señora de Belén

Destaca el retablo de Jerónimo Franco fechado en 1622 en el que se encuentra una pintura de la Virgen de Belén realizada por Alonso Cano en 1631.
- Altar de la Asunción

El altar de la Asunción o de la Concepción, está presidida por un retablo dotado por Juan Cristóbal de la Puebla en el siglo XVI y donde figura un relieve con el tema principal de La Asunción de la Virgen, de autor anónimo. En el banco del mismo existen retratos a cada lado, uno de don Juan Cristóbal de la Puebla con su hijo y el otro de su esposa con su hija. En el guardapolvo del retablo figuran pequeñas pinturas del Bautismo de Jesús, Santa Catalina, Ángeles Músicos, Alegorías de las Virtudes y El Padre Eterno, todas de Alonso Vázquez.
- Capilla de las Doncellas

Esta capilla también llamada de las Vírgenes, fue la sede de una cofradía dedicada a socorrer a las doncellas carentes de recursos económicos para casarse. Fue fundada por Micer García de Gibraleón en 1535.
Está iluminada por una vidriera obra de Arnao de Vergara realizada en 1543, que representa en su parte superior La Asunción de la Virgen y en la parte inferior La Virgen de la Misericordia protegiendo a las doncellas, una iconografía similar a la de la Virgen de los Mareantes con la que no se debe confundir.
Dentro de la capilla destaca un retablo realizado por José Rivera en 1771, en la hornacina central del mismo se representa La Anunciación de la Virgen, flanqueada por pinturas de San Bartolomé, San Pedro, Santo Tomás y Santiago el Menor. En el ático del retablo se retrata una representación del Calvario flanqueada por San Ambrosio y San Agustín.
En la parte exterior una reja de gran calidad fechada en 1579 protege la entrada.
- Capilla de los Evangelistas

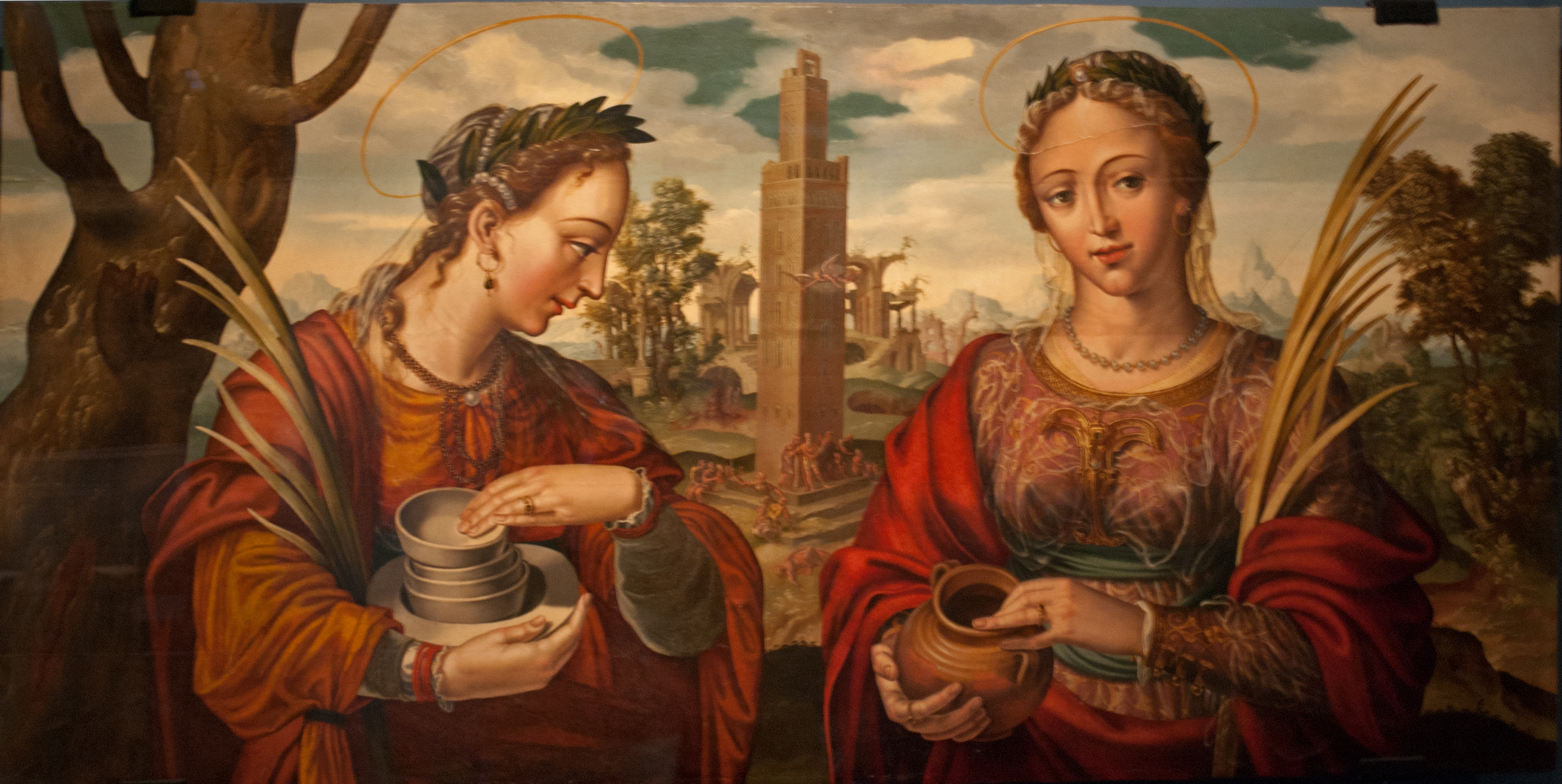
Representación de Santa Justa y Rufina por Hernando de Esturmio

El elemento principal de esta capilla funeraria es el retablo central que contiene interesantes pinturas del artista de origen neerlandés, vecino de Sevilla desde 1539, Hernando de Esturmio.
Se trata de un conjunto de 9 tablas dispuestas de la siguiente forma:
En el banco Santa Catalina con Santa Bárbara, San Sebastián con San Juan Bautista y San Antonio y Santas Justa y Rufina. En el fondo de esta última tabla, entre otros detalles, puede verse La Giralda tal como era antes de su última reforma.
En el primer cuerpo La misa de San Gregorio flanqueada por San Marcos y San Lucas.
En el segundo cuerpo La Resurrección de Cristo en el centro y a sus lados San Juan y San Mateo.
- Capilla de la Virgen del Pilar

Esta capilla perteneció primitivamente a los caballeros aragoneses que acompañaron al rey san Fernando en la conquista de Sevilla. Desde principios del siglo XVI la dotó el mercader genovés residente en Sevilla Francisco Pinelo, sirviendo de enterramiento a su familia.
Esta capilla tiene dos altares. El principal, de estilo barroco, fechado a finales del siglo XVII, posee una escultura de excepcional valor que representa a la Virgen del Pilar, fue realizada por Pedro Millán alrededor del 1500. El segundo retablo también de finales del XVII. Tiene en su centro una escultura de San Antonio Abad flanqueada por las imágenes de Santa Inés y San Antonio de Padua.
Esta capilla está agregada a la basílica de Santa María la Mayor de Roma desde 1626.

## Otras dependencias

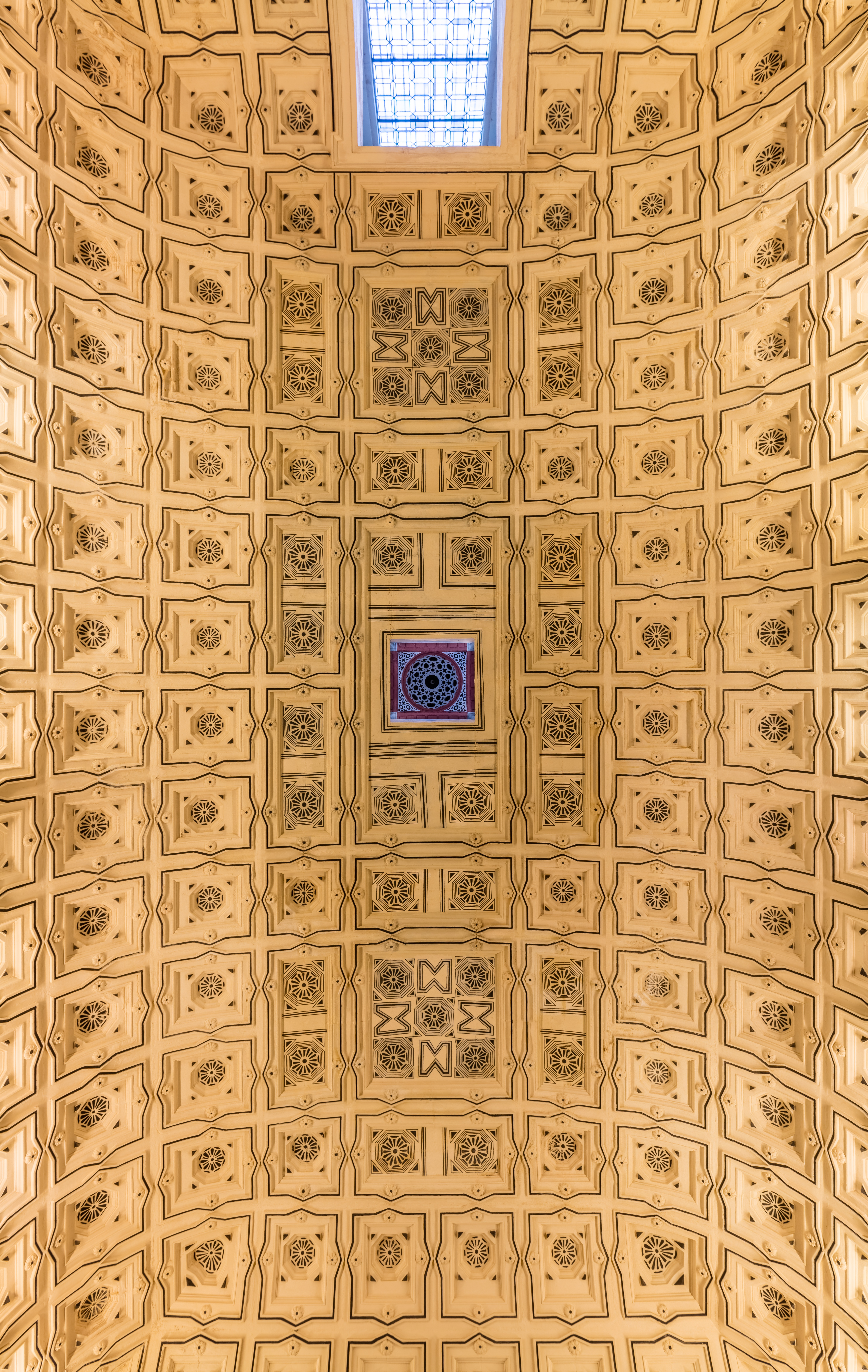
Techo del antecabildo

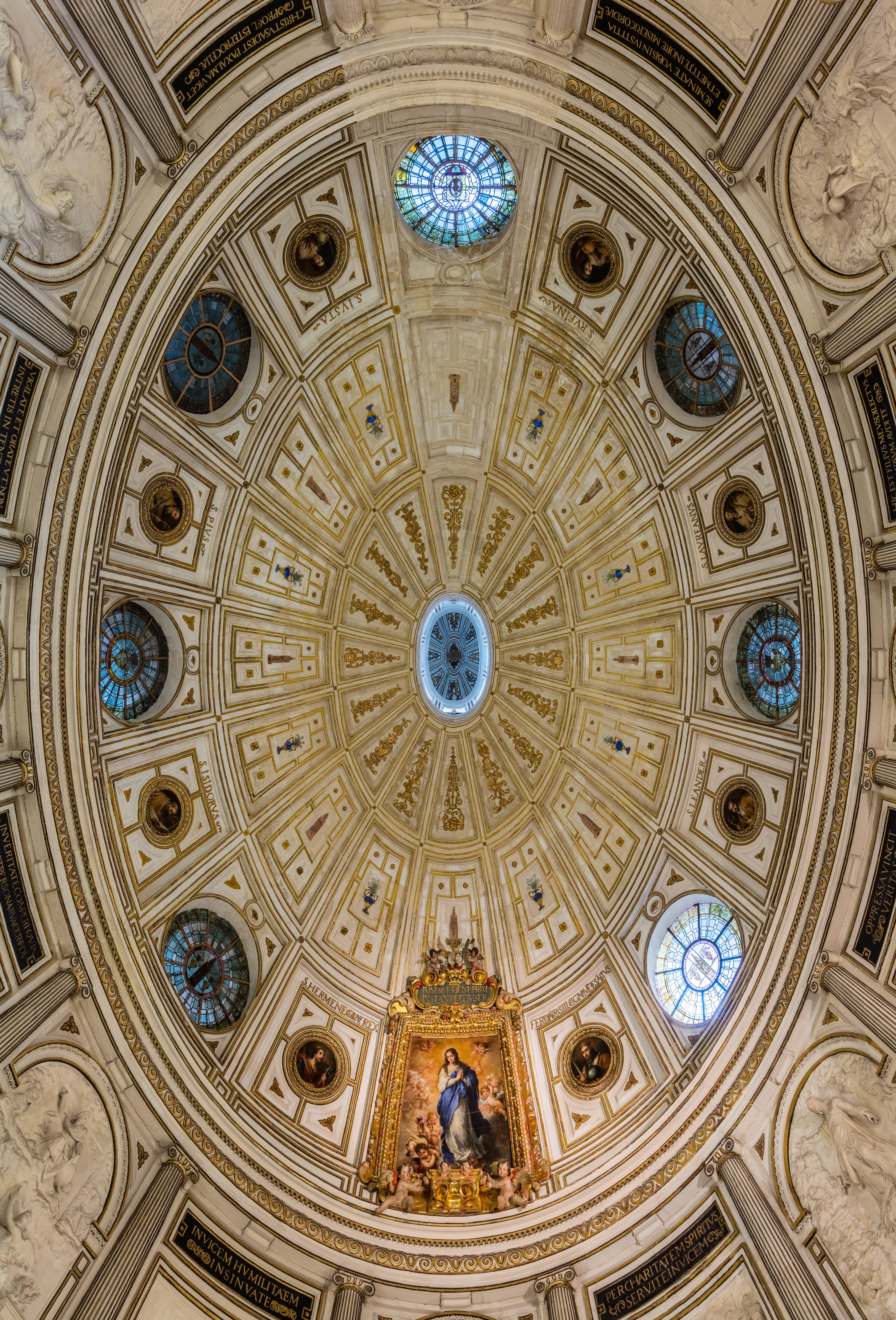
Bóveda de la Sala Capitular de la Catedral de Sevilla, de estilo renacentista

### Casa de cuentas o sala de ornamentos
Antigua oficina de cuentas, rentas y valores del cabildo, situada junto a la sala capitular. En su interior se encuentran expuestos valiosos objetos, como el Pendón de San Fernando que se cree portaron las tropas de Fernando III de Castilla en el año 1248 durante la conquista de Sevilla.

### Antecabildo
Situado también junto a la sala capitular, se accede a ella por la capilla del mariscal. Fue diseñada por Hernán Ruiz II en el año 1564. La planta es rectangular, con bóveda de cañón labrada en piedra con casetones y linterna en su parte central. Consta de un programa iconográfico con una serie de esculturas clásicas que representan las virtudes y aparecen una serie de relieves que ejemplifican dichas virtudes como los modelos de buena conducta que tendrían que tener los canónigos para el buen gobierno de la catedral.

### Sala capitular
Fue también Hernán Ruiz II el primero que se encargó de su construcción aunque fue finalizada por Asensio de Maeda en 1592. Presenta como novedad en la arquitectura renacentista española la creación de una planta elíptica con el pavimento que sigue la misma pauta del que diseñó Miguel Ángel para la plaza del Capitolio de Roma.
La sala está decorada con pinturas de Pablo de Céspedes (1592) que representan las cinco virtudes: Justicia, Fe, Esperanza, Caridad y Misericordia, virtudes que debían tener los miembros del cabildo catedralicio que se reunían en esta sala. La decoración de la bóveda se realizó por Bartolomé Esteban Murillo con la colocación en todo su entorno de una serie de pinturas al óleo de forma circular con la representación de ocho santos sevillanos y una gran pintura rectangular de La Inmaculada en el centro.

### Sacristía mayor

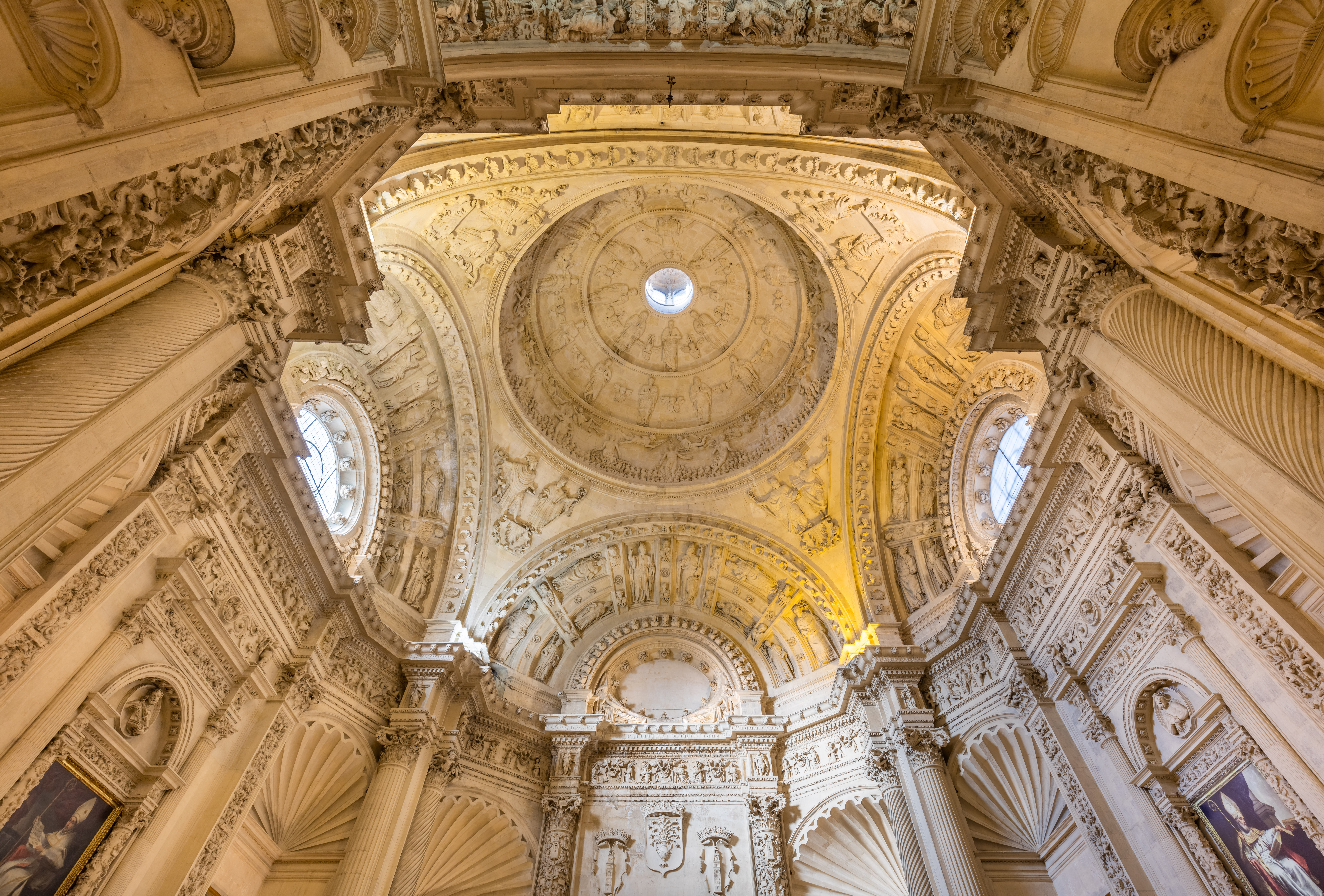
Cúpula de la sacristía mayor.

La sacristía mayor de la catedral de Sevilla es una construcción renacentista que fue realizada en el siglo XVI según proyecto del arquitecto Diego de Riaño, con rica ornamentación plateresca y soluciones técnicas novedosas para su época. Consta de una planta de cruz griega de brazos cortos. Sobre la que se construyó una cúpula sostenida por cuatro pilares con pechinas, donde se representa de manera escultórica el Juicio Final en tres anillos circulares. Está rematada por una linterna que ilumina la sala junto con las ventanas elípticas de las bóvedas abanicadas situadas en las brozas que forma la cruz griega de la planta. Alberga en su interior algunas de las mejores obras de arte de la catedral.

### Sacristía de los Cálices

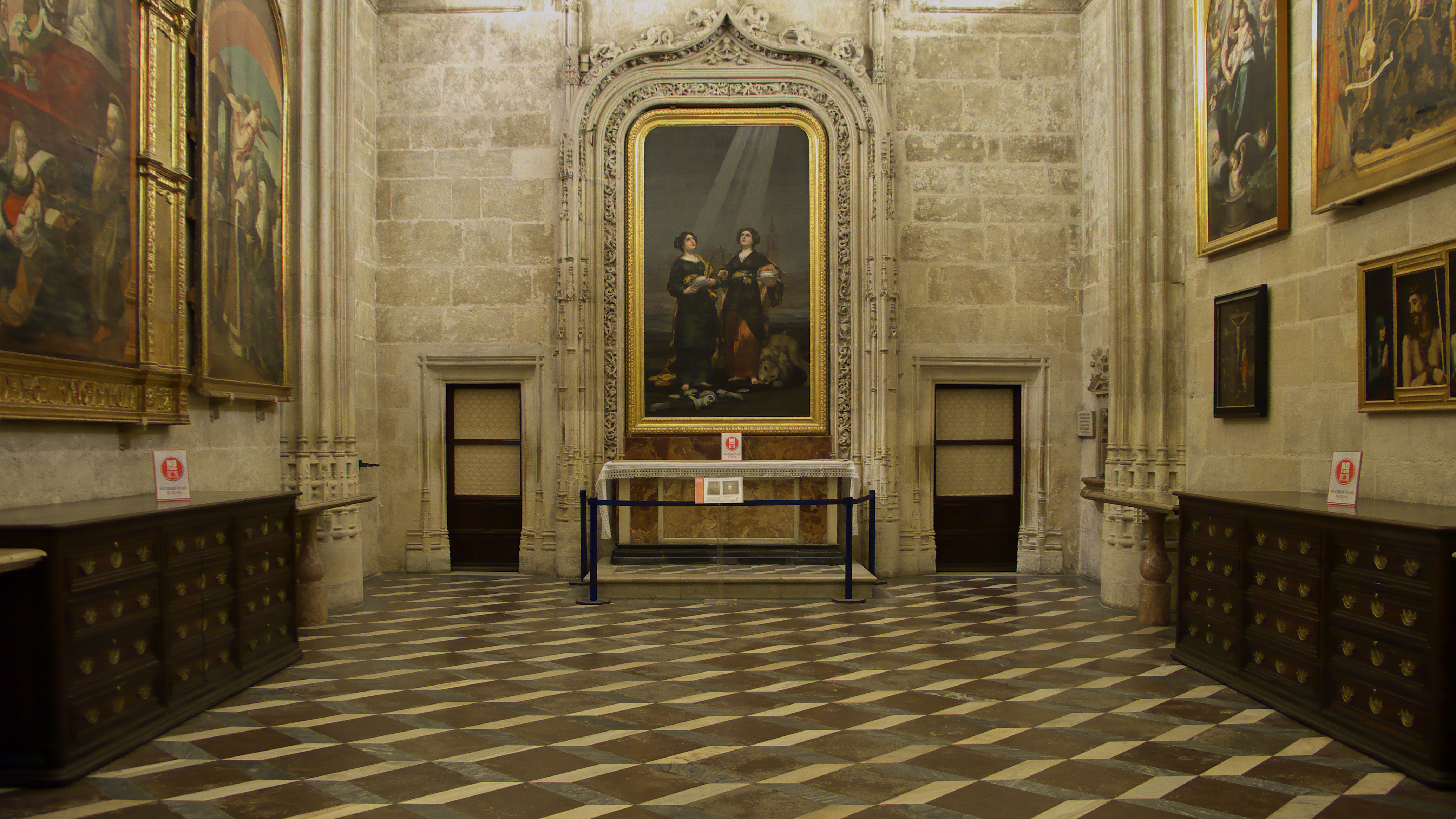
Interior de la sacristía de los Cálices, en el fondo la pintura de Francisco de Goya de Las santas Justa y Rufina

La construcción de la sacristía de los Cálices fue iniciada en 1509 por el maestro de obras de la catedral Alonso Rodríguez. Tras pasar la dirección por diferentes manos y estar un tiempo paradas las obras, se volvió a retomar el proyecto con un nuevo diseño realizado por Diego de Riaño, aunque finalmente, debido al fallecimiento del maestro, fue terminado por Martín de Gainza en 1537.
En su interior se muestra una gran colección de pinturas religiosas desde el siglo XV al XIX. Entre los artistas destacan Juan Sánchez de Castro, Alejo Fernández, Francisco de Zurbarán, Luis Tristán, Mattia Preti, Jacob Jordaens y Francisco de Goya.

### Biblioteca Capitular y Colombina
Aunque se conoce comúnmente como Biblioteca Colombina, sus fondos son en realidad la suma de la Biblioteca Colombina, donada por Hernando Colón, hijo de Cristóbal Colón, la Biblioteca Capitular y el Archivo Capitular. Su valor documental e histórico es incalculable y contiene gran número de manuscritos, entre ellos el original del Libro de las Profecías escrito por Cristóbal Colón en 1504, el Cancionero de la Colombina y el Liber de promissionibus et predictionibus Dei de finales del siglo IX. Entre los incunables se encuentran La Imago Mundi de Pierre d'Ailly o la Gramática castellana de Antonio de Nebrija. Está situada en el ala nordeste del patio de los Naranjos.

## Techumbres

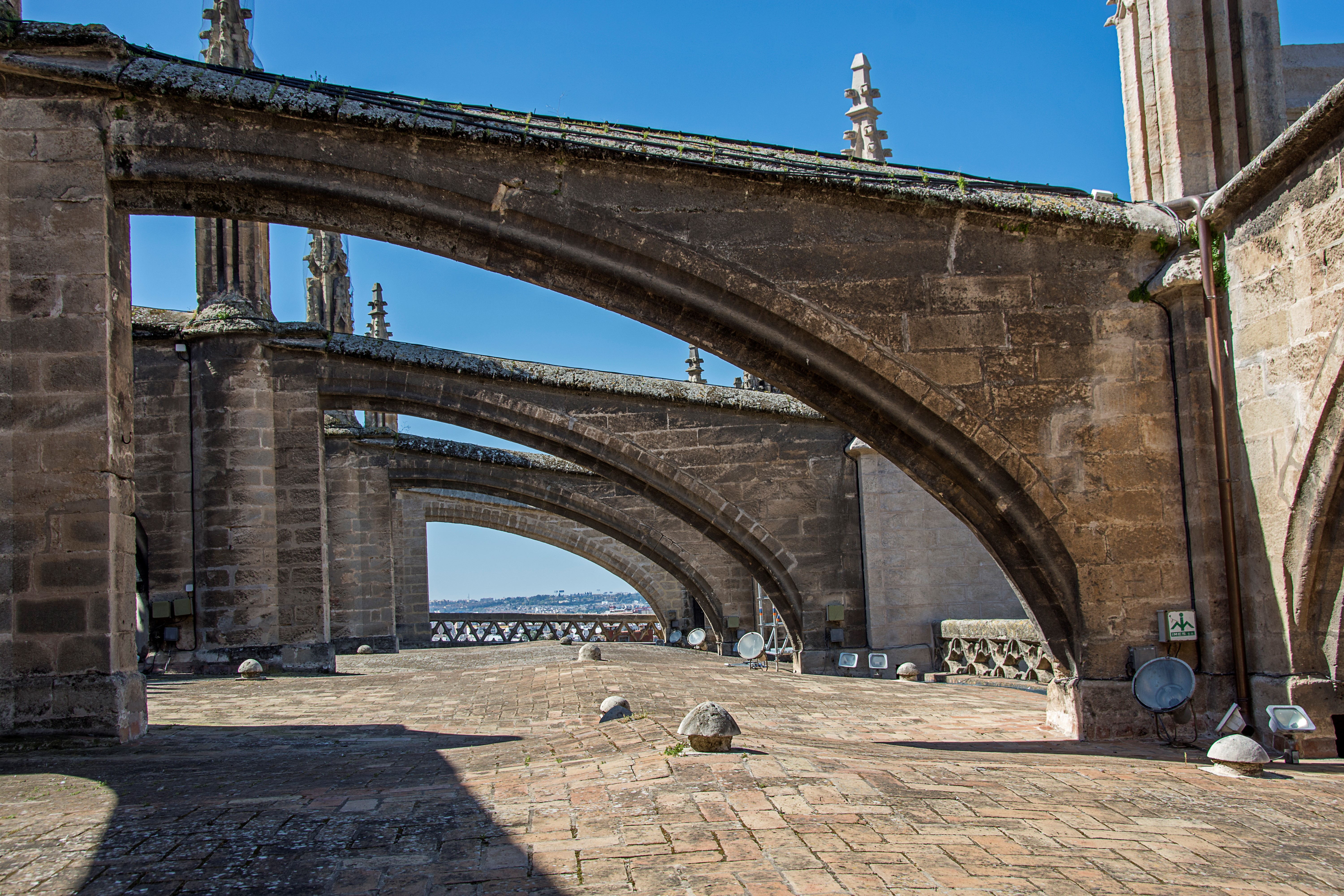
Cubierta plana y arbotantes

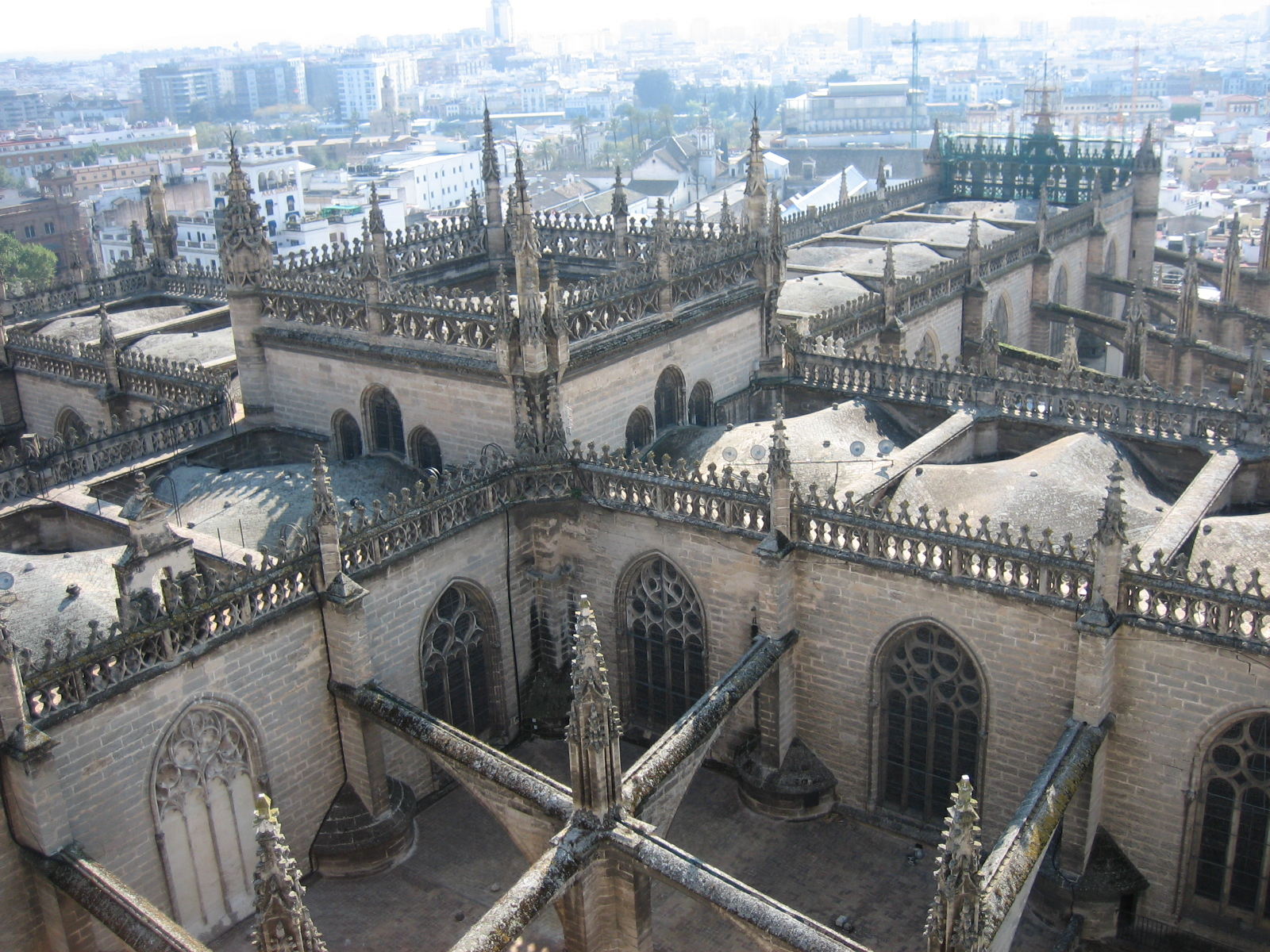
Trasdosado cerámico en las cubiertas de la nave principal, cimborrio y crucero

La techumbre es el sistema de cierre de la parte superior de una construcción. En la catedral de Sevilla se resuelven mediante un sistema de cubierta plana, es decir, el techo de las bóvedas está en contacto con la cubierta, que es la capa que realiza la protección del edificio del ambiente exterior y las inclemencias meteorológicas. No existen estructuras superpuestas de madera o teja como en muchas catedrales góticas europeas. Se aplican dos sistemas diferentes según las partes del edificio:
- Azotea transitable o cubierta plana. Se ubican sobre los techos de las naves laterales y capillas. Están dotadas de una ligera pendiente que permite la evacuación del agua de lluvia; para ello se utiliza un relleno que llena de forma ajustada y liviana el espacio y se ubica entre las bóvedas internas y las terrazas. El relleno es en muchos casos loza quebrada, es decir vasijas que se habían roto durante el proceso de fabricación y quedaban inservibles para otros fines. Se colocan boca abajo, intercaladas con mortero de cal.
- Trasdosado cerámico. Se coloca una capa de mortero de regulación directamente sobre las bóvedas, con la forma que estas tienen. Se utiliza este procedimiento en la nave principal, cimborrio y crucero.

## La catedral como panteón funerario
Las obras llevadas a cabo en su solería en los siglos XIX y XX eliminaron, de paso, el concepto de templo como lugar de sepultura de eclesiásticos, cofrades, fundadores de capillas o seglares adinerados, habida cuenta de que desde el último tercio del siglo XVIII se publicaron ordenanzas reales prohibiendo la inhumación en iglesias, aunque el clero continuó ejerciendo sus derechos consuetudinarios. El canónigo Juan de Loaysa, seguido por Félix González de León, anotó a fines del siglo XVII (hasta 1708 en que remató su redacción) cuantos epitafios y laudas sepulcrales informaban sobre la identidad y demás circunstancias de los enterrados en este templo. Sus trabajos compilatorios, más los de Alonso Morgado, Antequera Luengo y anotadores anónimos dan un total de 627 enterramientos, cifra incompleta debido a la existencia de bóvedas de inhumación colectiva, además de los restos trasladados aquí en urna cineraria como, entre otros, los de Benito Arias Montano (1811) o Cristóbal Colón (1902).

## Tradiciones

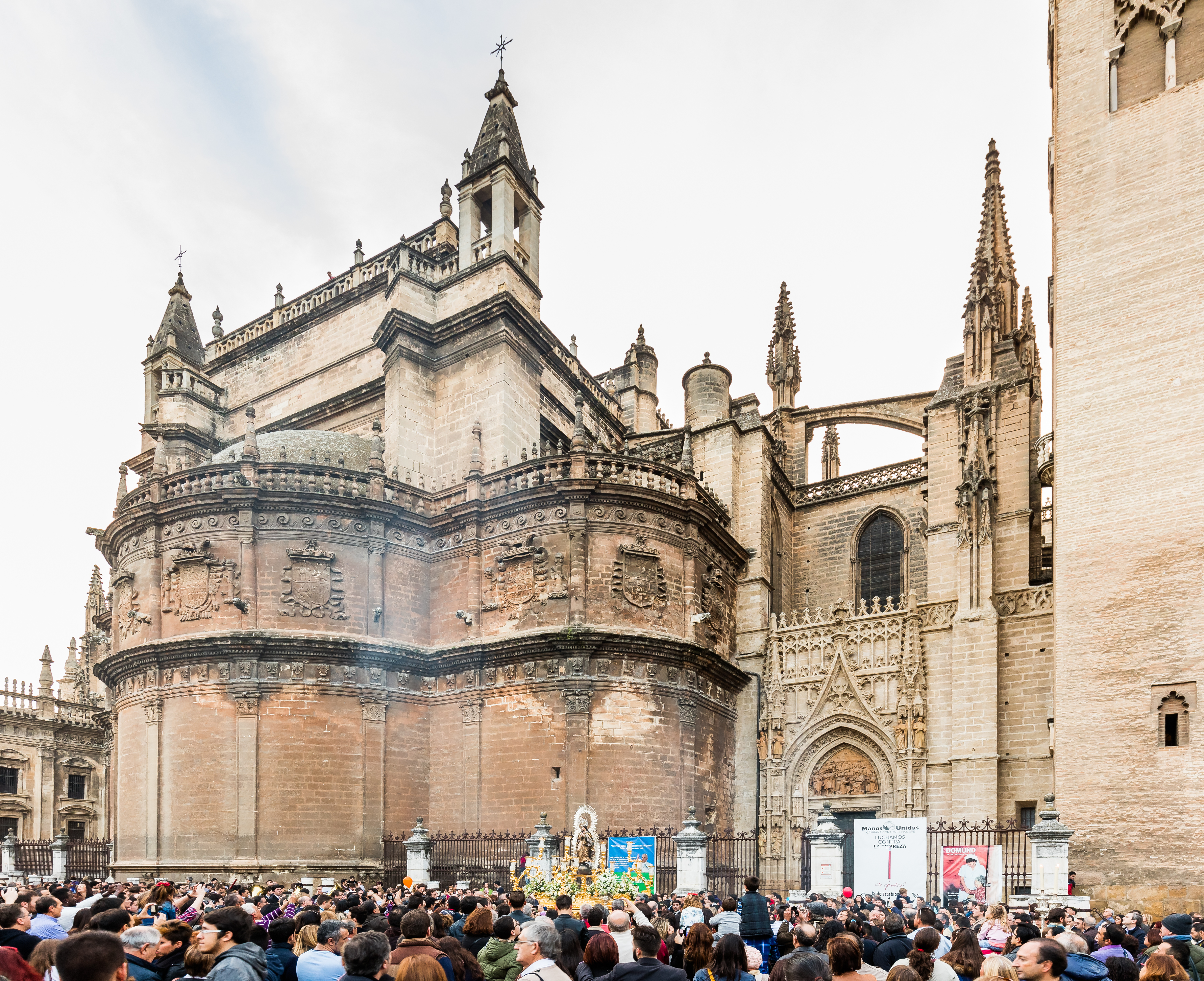
Procesión de la catedral el día de la Inmaculada Concepción

### Día de San Fernando
El 30 de mayo se celebra el día dedicado a Fernando III de Castilla, con tal motivo se realiza una ceremonia religiosa en la que participa el Cabildo de la Catedral y una representación del Ayuntamiento. En el transcurso de la misma tiene lugar una procesión en el interior de la catedral hasta la Capilla Real, donde está el féretro en el que se encuentran los restos mortales del rey. Durante las primeras horas de la mañana, permanece abierta la urna mortuoria, para que todo aquel que lo desee pueda contemplar la momia del monarca. Como patrón del Arma de Ingenieros se celebra también durante la mañana una misa con asistencia de las jerarquías militares y una compañía de honores que llega hasta la Capilla Real desfilando por el interior de las naves catedralicias.

### Los Seises de Sevilla

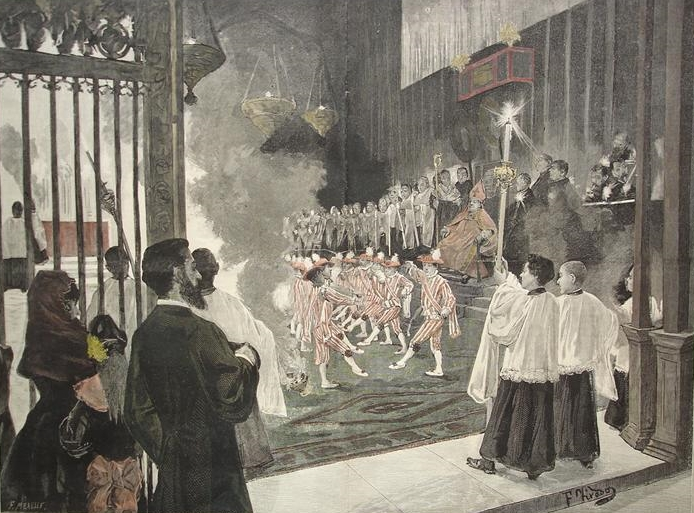
Danza de los seises

Los seises son un grupo de 10 niños que vestidos con trajes de pajes propios de siglo XVI, ejecutan una serie de danzas sagradas en el presbiterio situado delante del Altar Mayor de la catedral, a la presencia del Santísimo Sacramento expuesto. Es un acto solemne que se realiza en tres ocasiones anuales: durante la Octava del Corpus, la Octava de la Inmaculada Concepción (entre el 8 y el 15 de diciembre) y en el Triduo de Carnaval que tiene lugar durante los tres días previos al Miércoles de Ceniza, fecha que marca en el calendario litúrgico el inicio de la cuaresma.

### Virgen de los Reyes

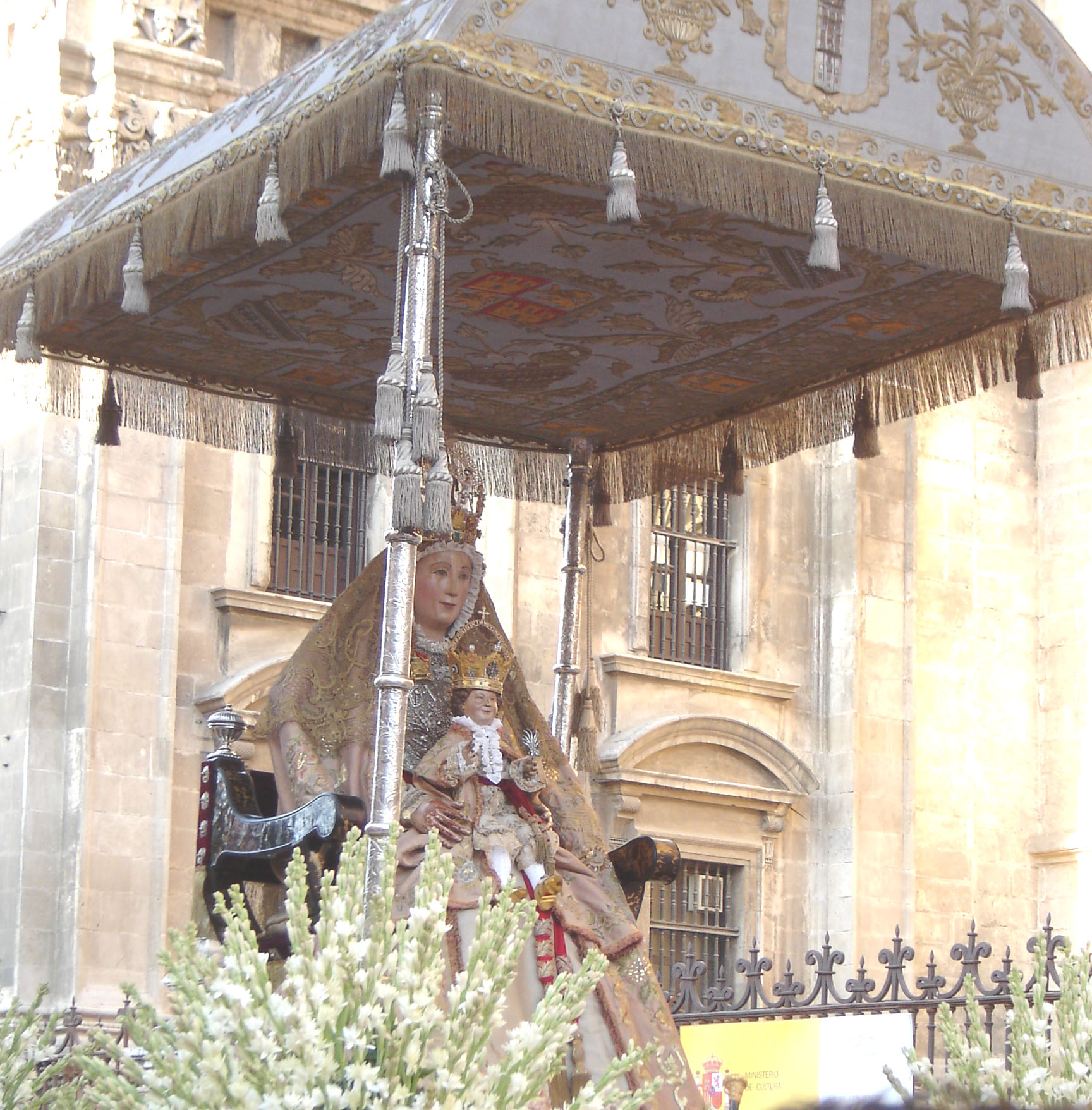
Procesión anual de la imagen de la Virgen de los Reyes

A primera hora de la mañana del 15 de agosto, se realiza todos los años una procesión por los alrededores de la Catedral con la imagen de la Virgen de los Reyes, patrona de Sevilla. Se trata de una talla de origen francés que según la tradición fue regalada por Luis IX de Francia a su primo Fernando III de Castilla. La imagen puede contemplarse durante todo el año en la Capilla Real, y el día de la procesión se coloca sobre un paso adornado con ramos de nardos, saliendo del templo catedralicio a través de la Puerta de Palos para recorrer durante dos horas las calles circundantes.

### Lágrimas de San Pedro
Esta tradición data de 1403, aunque se interrumpió en los periodos 1839-1865 y 1961-1986. Consiste en la interpretación de unos toques de clarín desde el campanario de la Giralda a las 12 de la noche del 28 de junio y a las 9.30 y 12 de la mañana del 29 de junio, festividad de san Pedro y san Pablo. Los toques se llaman Lágrimas de San Pedro en recuerdo de las lágrimas que derramó el apóstol después de negar en 3 ocasiones que conociera a Jesucristo, según relatan los evangelios. La melodía se interpreta tres veces consecutivas en cada una de las cuatro caras del campanario por miembros de la Banda de cornetas y tambores Nuestra Señora del Sol.

### Corpus Christi

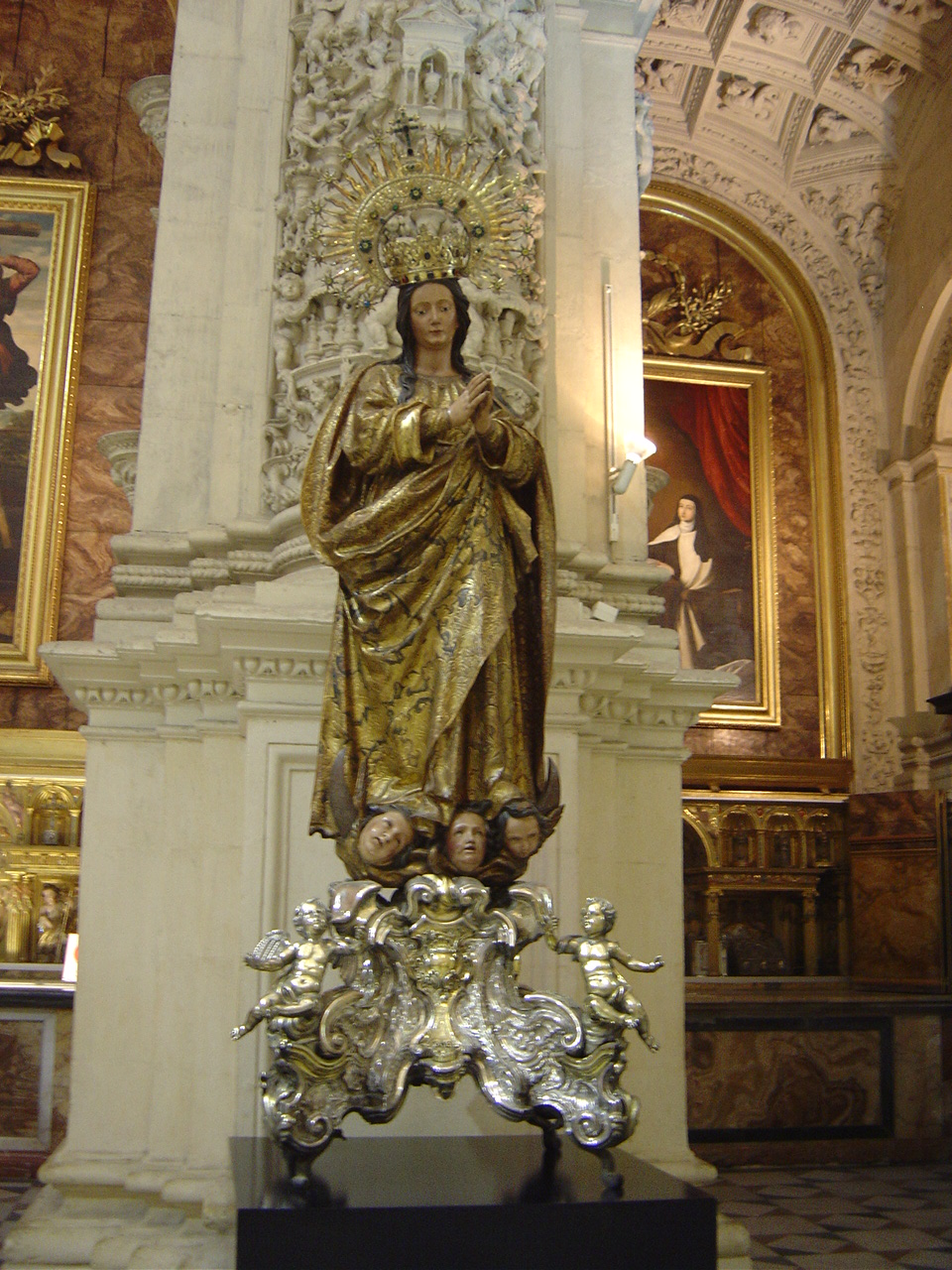
Inmaculada de la Sacristía Mayor, obra de Alonso Martínez. Esta imagen sale anualmente en la procesión del Corpus Christi

La procesión del Corpus Christi alcanza gran esplendor en Sevilla y se continúa celebrando en jueves para mantener la tradición. La comitiva parte de la catedral a las 8:30 horas de la mañana y cuenta con las representaciones de todas las hermandades y otras asociaciones e instituciones. El cortejo culmina con la Custodia de la Santa Espina y la Gran Custodia de Arfe, una de las obras de arte de mayor valor que conserva el templo. Se intercalan diferentes pasos en los que se transportan imágenes de santos sevillanos: Santa Ángela de la Cruz (obra de José Antonio Navarro Arteaga), santas Justa y Rufina (Pedro Duque Cornejo, 1728), san Isidoro y san Leandro (Pedro Duque Cornejo, 1741), y san Fernando por Pedro Roldán (1671). También La Inmaculada Concepción de Alonso Martínez y una escultura del Niño Jesús obra de Martínez Montañés que se encuentra durante el resto del año en la iglesia del Sagrario.

### Día de San Clemente
El 23 de noviembre, día de San Clemente, tuvo lugar la entrada del rey Fernando III de Castilla en Sevilla. La ciudad volvió de esta forma a manos cristianas y se incorporó a la corona de Castilla. Con motivo de este hecho que tuvo lugar en 1248, el rey Alfonso X el sabio instituyó en el año 1255 la llamada procesión de las gradas, también conocida como procesión de la espada o de San Clemente.
Esta tradición se ha mantenido hasta nuestros días y anualmente se celebra en el templo un acto religioso y una procesión en la que participan el Cabildo y representantes del Ayuntamiento de Sevilla. Durante la ceremonia se porta una reliquia de San Clemente, el Pendón de San Fernando y su espada Lobera. Esta última debe ser transportada por el asistente de la ciudad, suspendida verticalmente y sustentada por la hoja y no por el mango.

## Vitrales
Tiene la catedral una gran colección compuesta por más de ochenta vitrales, desde el siglo XIV hasta el XX. Entre los artistas más destacados se encuentran de la época gótica: Arnao de Flandes, Arnao de Vergara y Enrique Alemán y del renacimiento Carlos Brujes y Vicente Menardo.

### SigloXV
De Enrique Alemán se cuentan 17 vitrales los que tiene repartidos por la catedral, todas estas vidrieras, como era normal en la época gótica, constan de cuatro calles cada una, donde hay representada en cada una de estas calles una imagen. En la capilla de San Laureano: está la que representa a Santa Catalina, Santa María Magdalena, Santa Marta y Santa Margarita (1485); capilla de San Hermenegildo: sobre la reja de entrada la que representa a los Cuatro obispos (1479); en la capilla de San José: representa a San Gregorio, San Agustín, San Ambrosio y San Jerónimo (1479); capilla de Santa Ana: sobre la reja, la de Santa Águeda, Santa Lucía, Santa Cecilia y Santa Inés (1478); capilla de San Antonio: sobre la reja los Cuatro evangelistas (1478), en la capilla de Scalas: los apóstoles San Judas Tadeo, Santiago el Menor, San Felipe y Santiago el Mayor (1475), en la capilla de Santiago: Santa Justa, Santa Rufina, Santiago el Mayor y Santa Bárbara (1475), en la capilla de San Francisco: San Antonio de Padua, San Bernardino de Siena, San Francisco de Asís y San Luis de Tolosa (1475).

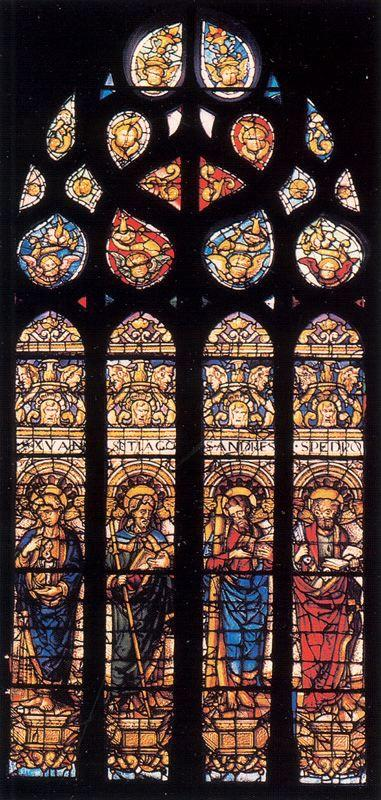
San Juan, Santiago, San Andrés y San Pedro por Arnao de Flandes
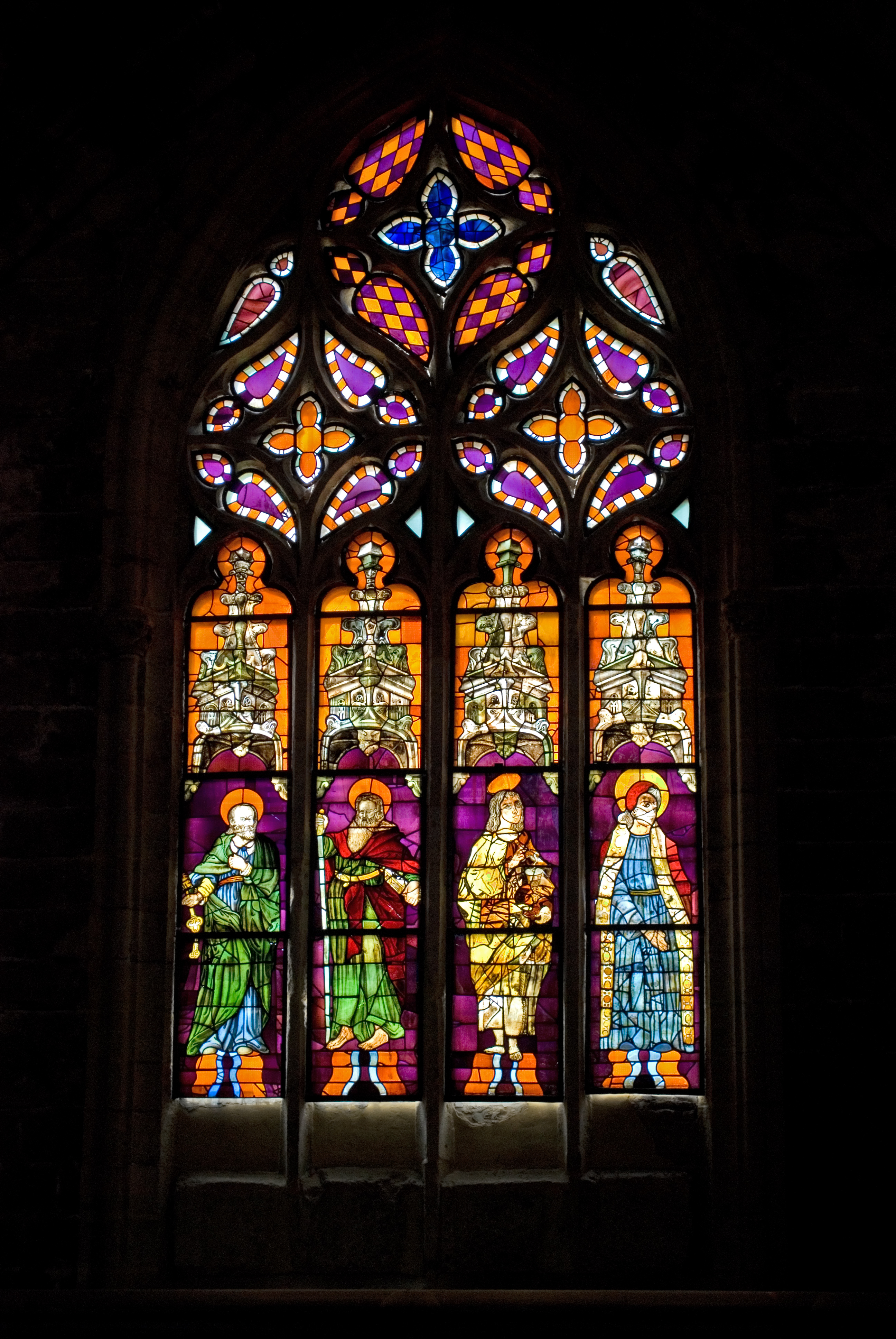
Vitral de la catedral con Cuatro santos
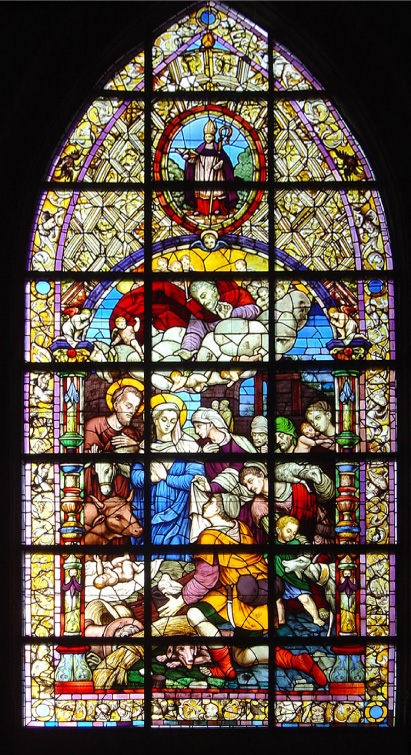
Adoración de los pastores realizado por la casa Maumejean

### SigloXVI

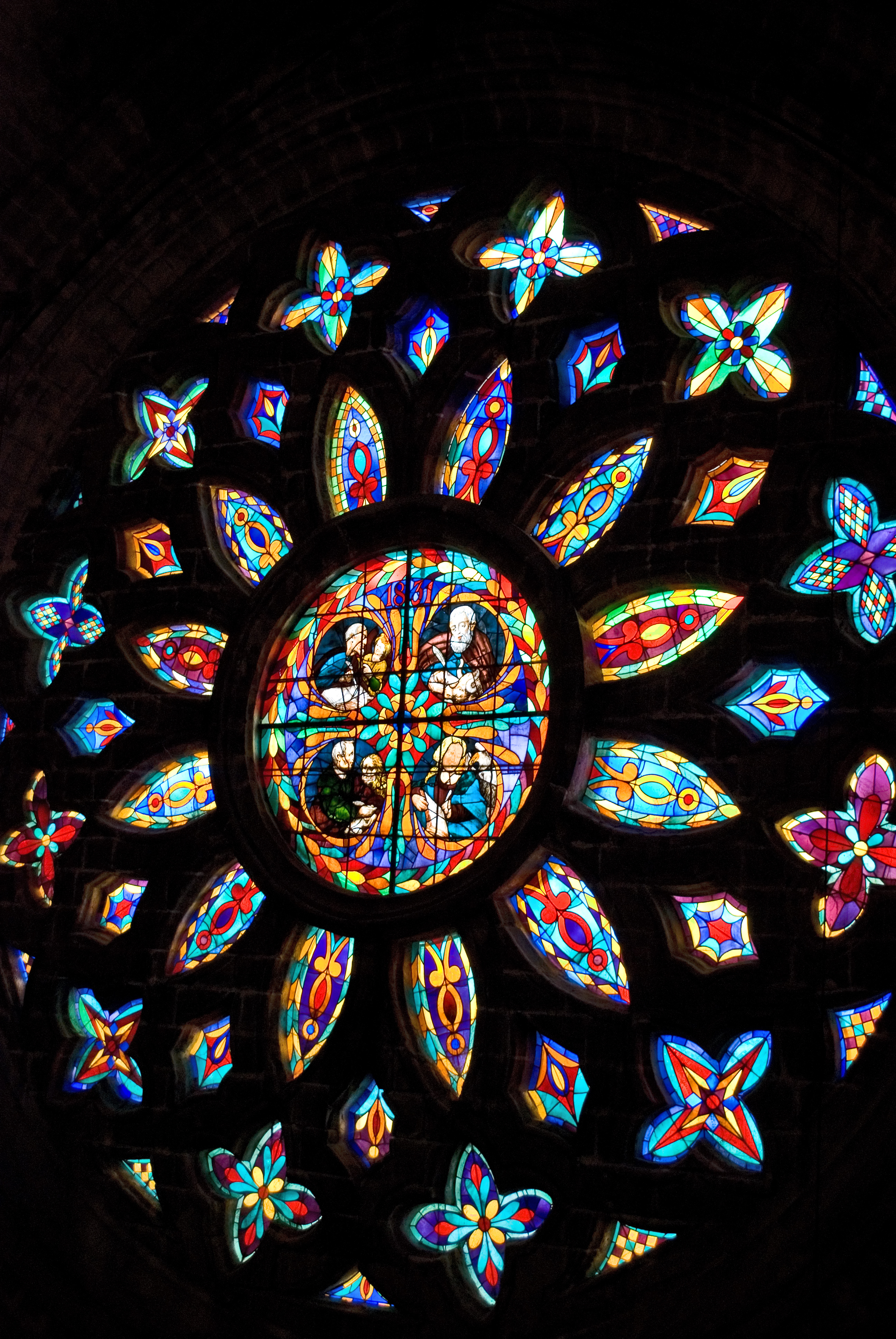
Rosetón de los Cuatro evangelistas, Vicente Menardo (1557)

Del artista Arnao de Flandes hay en total 29 vitrales, entre ellos se encuentran en la Sacristía mayor: La Expulsión de los mercaderes del templo (1556); en la capilla de la Virgen del Pilar: La entrada de Cristo en Jerusalén y La Caridad (1552); en la capilla de Los evangelistas: La resurrección de Lázaro y El nacimiento de Cristo (1553); en el interior de la capilla de San Francisco: la de San Francisco recibiendo los estigmas (1554); en la capilla de San Andrés: sobre la reja que cierra la capilla una con el tema de la Santa Cena (1555); en la capilla de los Dolores: la que representa el Lavatorio de los pies (1555); en el interior de la capilla del Mariscal: Los Desposorios de la Virgen y San José (1556); sobre la portada de Campanillas: la de San Cristóbal (1546); en la capilla de la Concepción Grande: en su interior la del Martirio de San Pablo (1550); en la capilla real: Los evangelistas (1541) y Cristo con la cruz a cuestas (1551) y sobre la puerta de Palos: San Sebastián (1535).
En la capilla de las Doncellas, se conserva un vitral de Arnao de Vergara representando La Asunción de la Virgen, en su parte superior y en la parte inferior La Virgen de la Misericordia protegiendo las doncellas, realizada en el año 1543.
Vicente Menardo es el autor del rosetón realizado en 1557 representando a los Cuatro evangelistas así como los de las puertas laterales, también de la fachada principal, con las imágenes de La Anunciación (1566) y La Visitación (1568). De este mismo artista, se encuentran, las vidrieras del interior de la capilla de San Laureano con las imágenes de San Isidoro, San Laureano y San Leandro (1572). En la capilla Real hay dos también del año 1574. Sobre el altar de la Natividad tiene otra con el tema de La Anunciación (1566). En resumen, siete vitrales de Vicente Menardo.
De finales del siglo XVI y realizadas por Mateo Martínez son las que corresponden a la sala capitular para la iluminación de la cúpula, tienen forma redonda con un diámetro de metro y medio y con la representación del escudo del capítulo catedralicio sobre fondo transparente.

### SiglosXVIIyXVIII
La realizada por Juan Bautista de León para el interior de la capilla de San Antonio está fechada en el año 1685. Del siglo XVIII son las que corresponden a las capillas de San Pedro, una de la capilla de la Concepción Grande y otra del interior de la capilla de Santa Ana representando la Sagrada Familia.

### SiglosXIXyXX
Del siglo XIX, son las del interior de la capilla de San Hermenegildo (1819) y de la capilla de Scalas (1880) realizada en Múnich con la representación de la Venida del Espíritu Santo. Entre los años 1929 y 1932 se realizaron las del interior de las capillas de los Dolores y de San José y se restauraton las del resto de la catedral bajo la dirección de Murillo Herrera fundador del Laboratorio de Arte de la Universidad de Sevilla.

## Tesoro catedralicio
Destacan entre los tesoros del templo numerosas pinturas, pertenecientes muchas de ellas a artistas de la escuela sevillana de pintura de diferentes épocas, entre ellas varias de Murillo, como los retratos de San Isidoro o San Leandro; cuadros de Zurbarán como el de Santa Teresa, obras de Luis de Morales y Francisco Herrera el Mozo. En escultura y entre otras, las de Pedro Roldán, Juan de Mesa y Alonso Martínez. La tumba de Cristóbal Colón, obra de Arturo Mélida situada en el brazo derecho del crucero, donde reposan los restos del famoso descubridor de América. Obras de orfebrería como los bustos-relicarios de Juan Laureano de Pina y la custodia procesional de Juan de Arfe. Son destacables las Tablas alfonsíes del siglo XIII, regalo de Alfonso X el Sabio.

### Custodia de Arfe

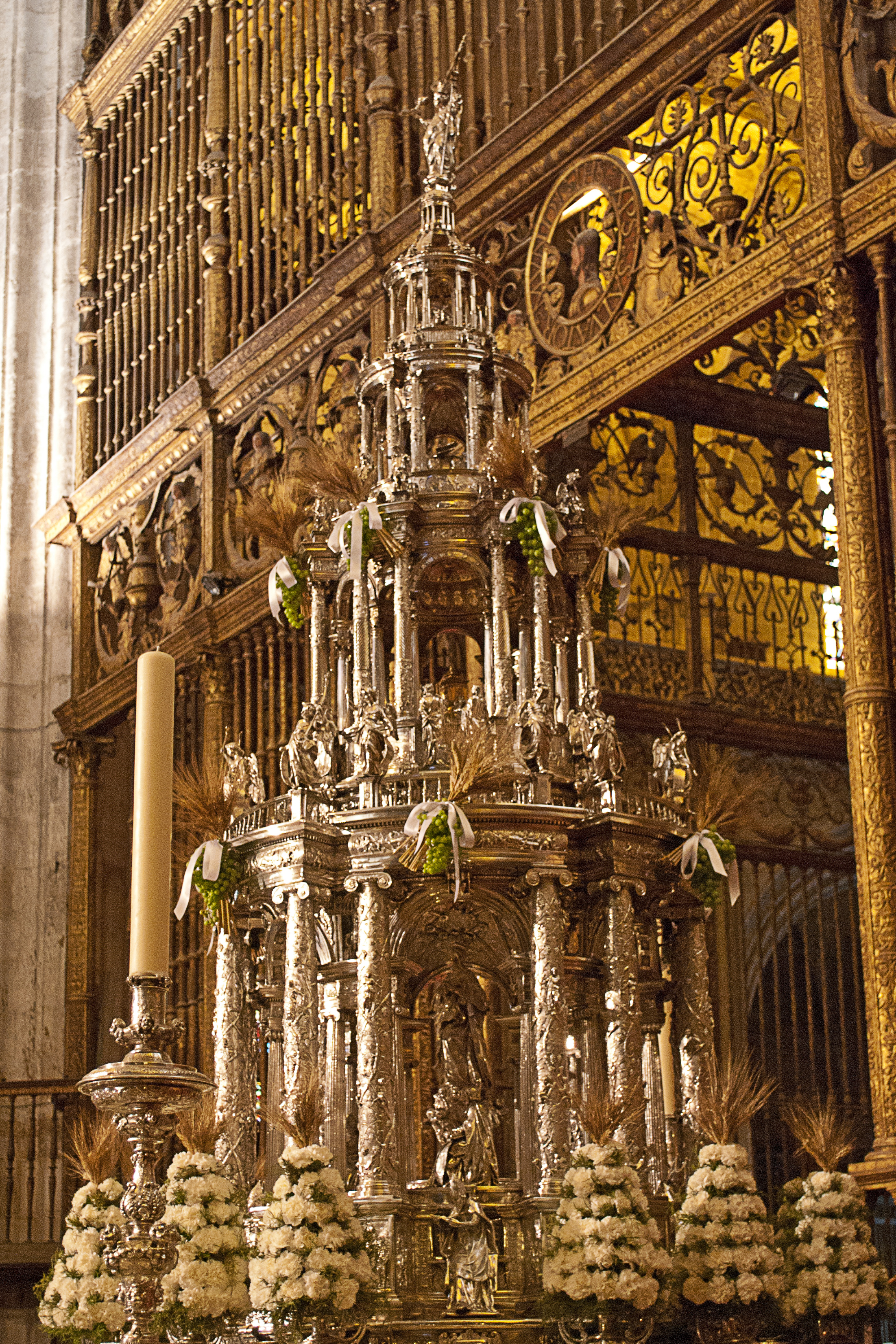
Custodia de plata de Juan de Arfe

La gran custodia de cinco cuerpos coronada por la estatua de la Fe, es una creación del platero vallisoletano Juan de Arfe que la realizó entre 1580 y 1587 en estilo renacentista. El mismo artista consideró que se trataba de su mejor obra y explicó la compleja iconografía del conjunto en un folleto titulado Descripción de la traza y ornato de la custodia de plata de la Santa Iglesia de Sevilla. Mide 3,25 m de altura, contiene unos 350 kg de plata, innumerables figuras de santos y numerosos relieves con escenas eucarísticas del antiguo y nuevo testamento.
- En el primer cuerpo se representa a la Iglesia militante, en el centro se encuentra la imagen de la Inmaculada rodeada por san Pedro, san Pablo, La Sabiduría y el Entendimiento. Externamente se sitúan las figuras de los doctores de la Iglesia: san Ambrosio, san Gregorio, san Jerónimo, san Agustín, santo Tomás y san Dámaso. Más abajo un conjunto de 36 relieves del Antiguo y el Nuevo Testamento. En la parte superior del templete, se representan los sacramentos colocados en pequeñas hornacinas.[117]
- El segundo cuerpo situado sobre el anterior está dedicado a la eucaristía. Contiene en el centro el espacio destinado al viril donde se coloca la Hostia consagrada, rodeada por los cuatro evangelistas. Por fuera las figuras de los santos relacionados con la ciudad Sevilla en grupos de dos: San Florencio y San Clemente, Santas Justa y Rufina, san Isidoro y san Leandro, san Hermenegildo y san Sebastián, san Servando y san Germán, san Carpóforo y san Laureano.[117]
- El tercer cuerpo está dedicado a la Iglesia Triunfante y en su centro se representa la escena del Cordero Místico recostado sobre el libro de los siete sellos, según se relata en El Apocalipsis de San Juan.
- El cuarto cuerpo representa la Trinidad y contiene las figuras de Padre, Hijo y Espíritu Santo. Sobre el mismo se encuentra un pequeño quinto cuerpo y la estatua de la Fe que corona el conjunto.[118]

## Rejería

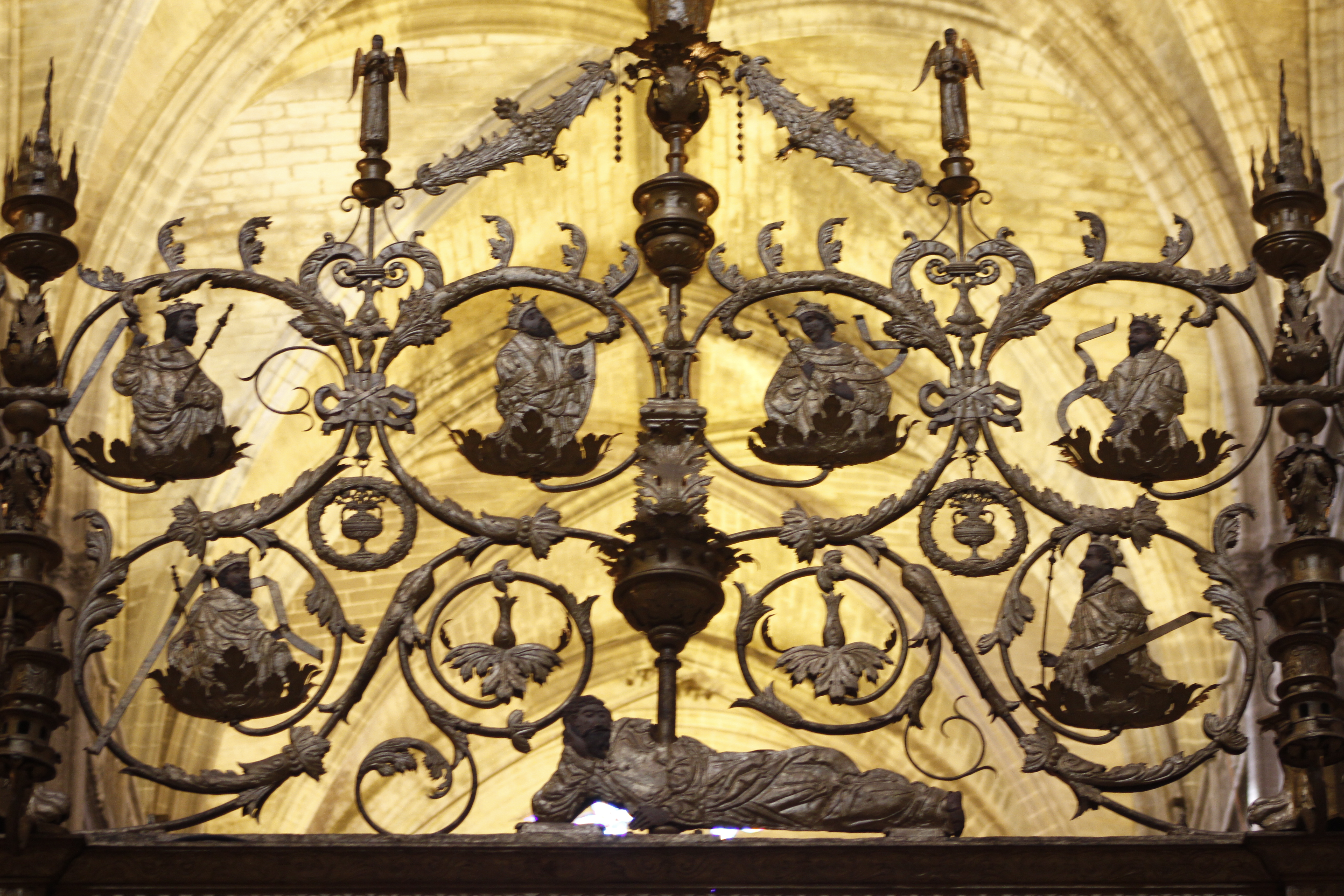
Detalle de la reja del coro en que se representa el Árbol de Jesé

Las rejas tienen la función utilitaria de proteger los diferentes recintos del templo, pero al mismo tiempo permiten la entrada de la luz y contribuyen a dar una atmósfera de misterio a los espacios de culto. Constituyen una manifestación artística que permite observar la evolución del arte de la rejería, al existir piezas de diferentes épocas y estilos.
En el periodo comprendido entre 1519 y 1523, Sancho Muñoz, procedente de Cuenca y Fray Francisco de Salamanca realizaron las rejas del coro y las laterales del altar mayor que muestran una bella crestería plateresca, mientras que la principal del altar mayor fue realizada entre 1524 y 1533 por Fray Francisco de Salamanca y Juan de Ávila.
Pedro Delgado realizó en el siglo XVI las rejas de las capillas del Mariscal, del chantre Luis de Medina, de Scalas y la de la Estrella. Está último fue el modelo que se tomó en el siglo XVII para construir las rejas de las restantes capillas de los alabastros.

## Música

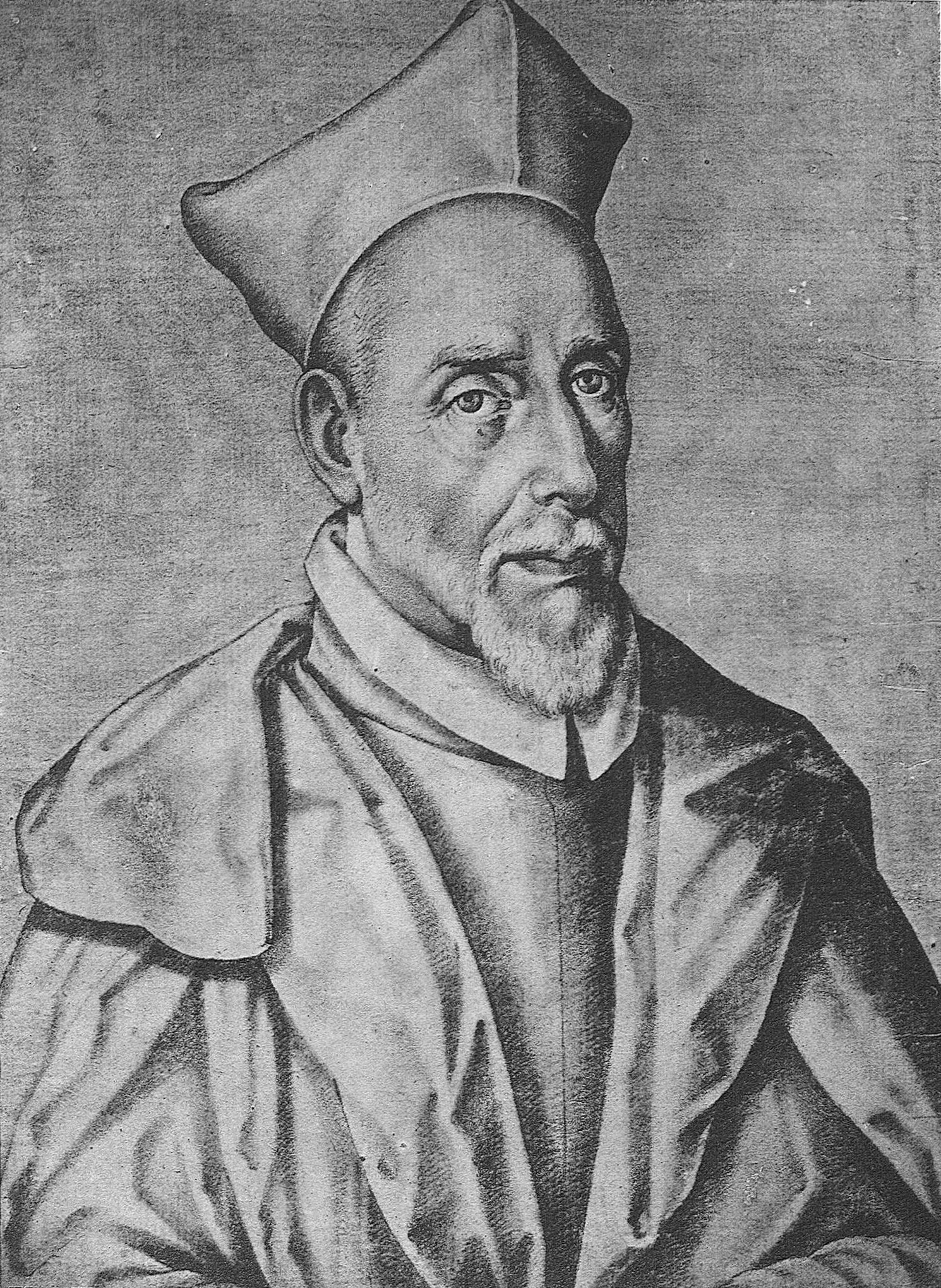
Retrato del maestro de capilla Francisco Guerrero por Francisco Pacheco (1599)

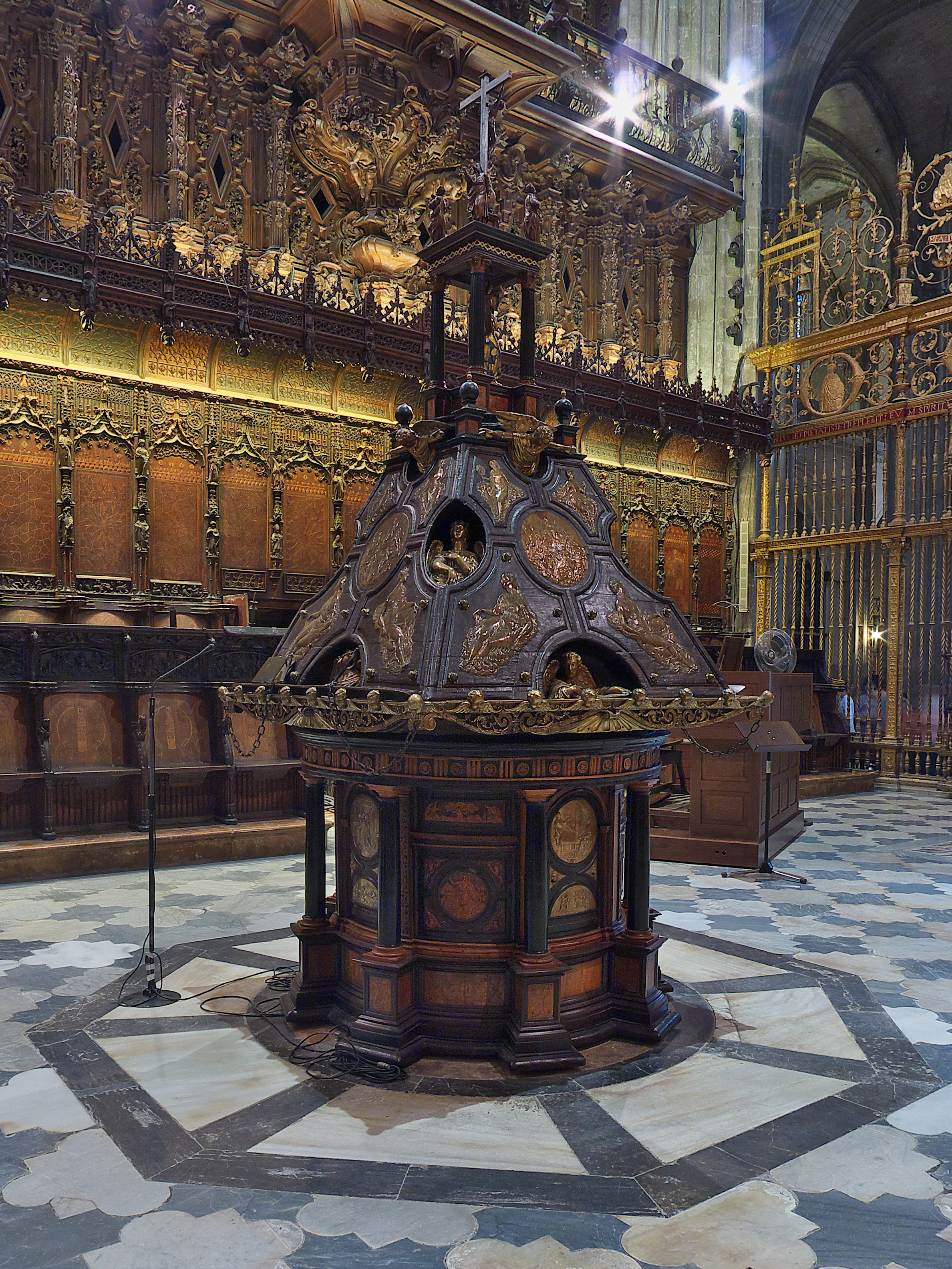
Facistol

Algunos de los compositores más conocidos que han ocupado el puesto de maestro de capilla de la catedral de Sevilla son:
- Pedro de Escobar entre 1507 y 1514[121]
- Pedro Fernández de Castilleja desde 1514
- Francisco Guerrero entre 1574 y 1599
- Ambrosio Cotes entre 1600 y 1603
- Alonso Lobo entre 1604 y 1617[122]
- Fray Francisco de Santiago entre 1617 y 1643[123]
- Alonso Xuárez entre 1675 y 1684
- Diego José de Salazar entre 1685 y 1709
- Pedro Rabassa que desempeñó el cargo entre 1724 y 1757[124]
- Antonio Ripa que obtuvo el nombramiento en 1768
- Domingo Arquimbau entre 1790 y 1829[125]
- Hilarión Eslava que tomó posesión del cargo en abril de 1832
- Evaristo García Torres desde 1864
- Eduardo Torres entre 1910 y 1934
- Norberto Almandoz Mendizabal entre 1934 y 1960

Otros compositores muy ligados a la Catedral de Sevilla a través de su historia han sido: Cristóbal de Morales, Alonso de Mudarra, Francisco de Peraza (organista), Estacio de Lacerna, Francisco de Peñalosa, Francisco Correa de Arauxo (organista), Sebastián Durón que desempeñó el cargo de organista segundo entre 1680 y 1685, Eugenio Gómez, Buenaventura Íñiguez, Manuel Blasco de Nebra (organista ), Luis Leandro Mariani (organista), Joaquín Turina, Juan Bautista Elustiza y Manuel Castillo. Algunas de sus obras para órgano han sido llevadas al disco por el organista José Enrique Ayarra (500 años de música de órgano en la Catedral de Sevilla). La Orquesta Barroca de Sevilla ha grabado un disco titulado Música en la Catedral de Sevilla con obras de Antonio Ripa.
Entre las obras musicales conservadas, debe destacarse el Cancionero de la Colombina, manuscrito español de finales del siglo XV, contiene piezas de Juan de Triana, Juan Cornago y Francisco de la Torre.
La Catedral atesora una importante colección de libros de coro manuscritos sobre pergamino. Estos se colocaban en las ceremonias litúrgicas sobre un extraordinario mueble (facistol) realizado en 1565. En su cúspide se sitúa un templete con una imagen de la Virgen con el niño y, sobre él, un cristo crucificado rodeado por esculturas de los 4 evangelistas realizadas por Juan Bautista Vázquez el Viejo.